# Carassai
Carassai (Carassà in dialetto carassanese) è un comune italiano di 982 abitanti della provincia di Ascoli Piceno nelle Marche.

## Geografia fisica
Carassai è posto sulla cresta che divide le valli dell'Aso e del Menocchia, a 365 m.s.l.m.
Il comune si trova nella
provincia di Ascoli Piceno, sulla sommità di tre colli che svettano tra i Monti Sibillini ed il mare Adriatico.

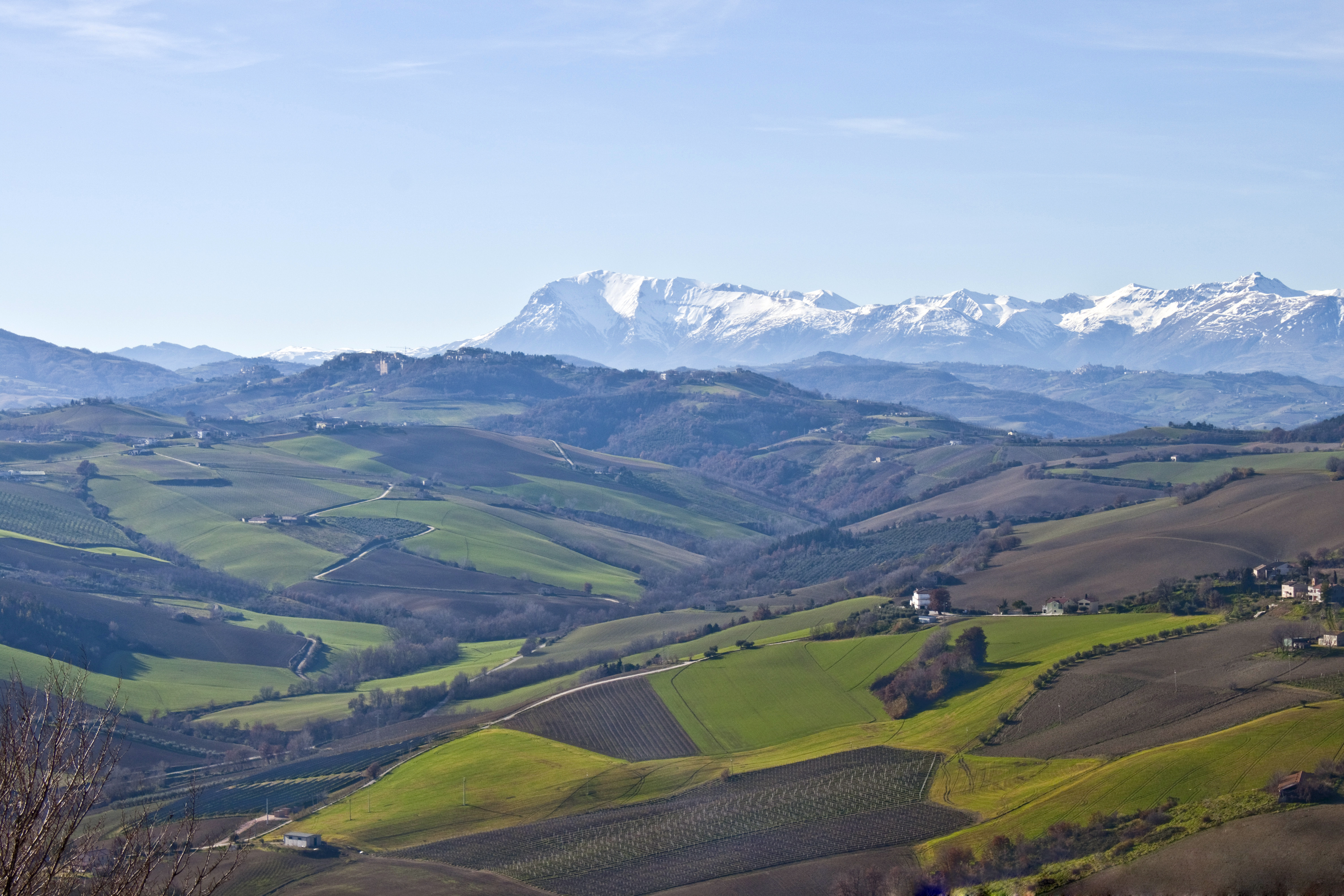
Valle del torrente Menocchia da Carassai

### Clima
La posizione ne caratterizza la tipologia di clima temperato caldo mediterraneo.
A Carassai il clima è caldo e temperato. Esiste una piovosità significativa durante tutto l'anno. Anche nel mese più secco si riscontra molta piovosità. La classificazione del clima è Cfa come stabilito da Köppen e Geiger. In Carassai si registra una temperatura media di 14.1 °C. 776 mm è il valore di piovosità media annuale.
La temperatura media del mese di luglio, il mese più caldo dell'anno, è di 23.3 °C. Con una temperatura media di 5.0 °C, gennaio è il mese con la più bassa temperatura di tutto l'anno.
Il mese più secco ha una differenza di precipitazioni di 39 mm rispetto al mese più piovoso. Le temperature medie variano di 18.3 °C durante l'anno.
Il mese più secco è luglio con 47 mm. Novembre è il mese con maggiore piovosità, avendo una media di 86 mm.

## Origini del nome
Nell'XI-XII secolo in tale sito doveva sorgere un villaggio, che trovandosi a pochi chilometri dal fiume Aso era stato denominato Asignano (Asinanum), forse dai suoi abitanti.
Tra il 1200 e il 1400 l'insediamento assunse il nome di Carnassalis (Carnasciale). Solo successivamente, e a seguito di adattamenti linguistici, il nome Carnassalis sarebbe divenuto l'odierno Carassai: a conferma di ciò si segnala che, dopo la metà del Cinquecento, almeno nell'uso comune, il paese e già indicato col termine Carassai.

Di seguito la serie di denominazioni rintracciate in documentazioni storiche.
- CASTRUM GUARDIE - Serie di visite pastorali dal XV al XVII secolo - Archivio Storico Arcivescovile di Fermo.
- CARLASSALIS - 1244 nell'assegnazione in commenda Innocenzo IV
- CARRASCIALE - 1290 Rationes Decimarum Italiae nei secoli XIII e XIV - Marchia
- CARRASCALE - 1292 Rationes Decimarum Italiae nei secoli XIII e XIV - Marchia
- CARRASSALE - 1314 Divisione dei beni a Lino...
- CARNASSALE - 1321 cessione a Fermo - 1325 da Giovanni XXII
- CARASSALE - 1364 Cardinale Albornoz
- CARNASALE - 1373 autorizzazione a costruire le mura
- CARNASCIALE - 1600 Fiera di San Barnaba

## Storia

### Neolitico
Dai numerosi reperti in pietra di epoca preistorica (punte di frecce, coltelli, raschiatoi, etc.) conservati presso il locale museo, possiamo desumere che il territorio di Carassai fosse densamente abitato fin dal Neolitico.

### Età piceno-romana
Si può avanzare l'ipotesi che l'intero territorio carassanese fosse densamente popolata già al tempo dei Piceni, la dorsale collinare ed i sottostanti pendii dovettero essere abitati da diverse tribù, che avevano edificato un numero considerevole di piccoli villaggi, localizzati presso siti ben difendibili e non lontani da sorgenti o corsi d'acqua. Con la romanizzazione del Piceno, iniziata nel III secolo a.C., i villaggi furono gradualmente sostituiti dai vicus, come testimoniato dal ritrovamento di numerosi reperti di epoca romana.
Sappiamo, da un passo di Plinio il Vecchio nel suo Naturalis historia, che esisteva, ancora senza risposte sicure, sulle colline a ridosso del mare, la città di Novana.
Ebbene una delle ipotesi su questa città romana scomparsa, pone la collocazione di Novana proprio nel territorio di Carassai.

### Medioevo
Intorno all'anno Mille, nel territorio dell'odierna Carassai sorgevano numerosi luoghi di culto, oltre a svariati castelli la cui importanza era relazionata al numero degli abitanti, all'efficacia delle difese e alla vastità dei possedimenti; i centri fortificati di maggior rilievo erano quelli di Monte Varmine, Camporo e Carassai.
In questo periodo la terra non aveva però la denominazione attuale, bensì quelle di Guardia, Castrum Guardiae o Castrum Carnassalis.
All'inizio del XIII secolo la terra sarebbe poi passata in proprietà alla famiglia dei Brunforte, signori di Massa. Nel 1321, con due strumenti rispettivamente del 23 e 26 agosto, attualmente conservati nel fondo diplomatico dell'Archivio Comunale di Fermo, Lino di Guglielmo di Massa, in quel momento signore di Massa, insieme al "Scindicus" della comunità (sindaco dal tardo latino syndĭcus), Matteo Benvenuti, sottomette e vende il castello di Carassai alla città di Fermo, con tutti i diritti di mero e misto impero che vi godeva. Da allora Carassai entrò a far parte dello stato di Fermo seguendone le sorti.
Da un altro documento del 1373, anch'esso conservato presso l'Archivio Comunale di Fermo, si apprende che il castello di Carassai era stato bruciato e distrutto nel corso della ribellione di Petrocco da Massa e successivamente ricostruito.
Dal 1377 al 1387 Carassai fu una piccola signoria, al confine tra gli Stati di Fermo e di Ascoli Piceno, quando signore di Carassai fu Boffo da Massa,(Filippo Tibaldeschi di Massa) un capitano di ventura, che aveva assoggettato anche Castignano, Cossignano e Porchia.
Nell'ottobre 1443, allorché le truppe di re Alfonso V d'Aragona si mossero per saccheggiare il castello di Petritoli, Carassai offrì ospitalità e rifugio agli abitanti.
Siamo nella metà del XV secolo, san Giacomo della Marca viene chiamato per ben due volte dai cittadini di Carassai per risolvere alcune questioni di confine con i paesi vicini.
La prima volta nel 1451 intervenne per conciliare Carassai con Petritoli, anche se la questione si definì solo nel 1472.
La seconda volta fu nel 1454, mentre era a Ripatransone, fu chiamato come mediatore per risolvere alcune questioni di confine con Carassai. A testimonianza della riconciliazione, propose l'erezione della chiesa di Santa Maria del buon Gesù e vi intronizzò una statua della Madonna in legno policromo.

### Età Moderna
Sempre compreso all'interno dei territori dello Stato pontificio fino al 1797, Carassai fu poi interessato alle varie vicende cui quest'ultimo fu sottoposto in seguito all'invasione francese della Marca prima e all'instaurazione del Regno d'Italia napoleonico dopo. Pertanto Carassai fece parte dapprima della Delegazione di Fermo, Distretto di Fermo, Governo di Montefiore fino al 1817, mentre dal 1827 passò nella Delegazione di Fermo ed Ascoli, Distretto di Montalto, come podesteria dipendente dal Governo di Montalto e infine dal 1831 nella Delegazione di Ascoli, ma sempre all'interno del Distretto e Governo di Montalto.

### Simboli
Lo stemma comunale e il gonfalone sono stati concessi con decreto del presidente della Repubblica del 2 maggio 1996.
Il gonfalone è un drappo di giallo.

## Monumenti e luoghi d'interesse

### Architetture Religiose

#### Chiesa di Santa Maria del Buon Gesù

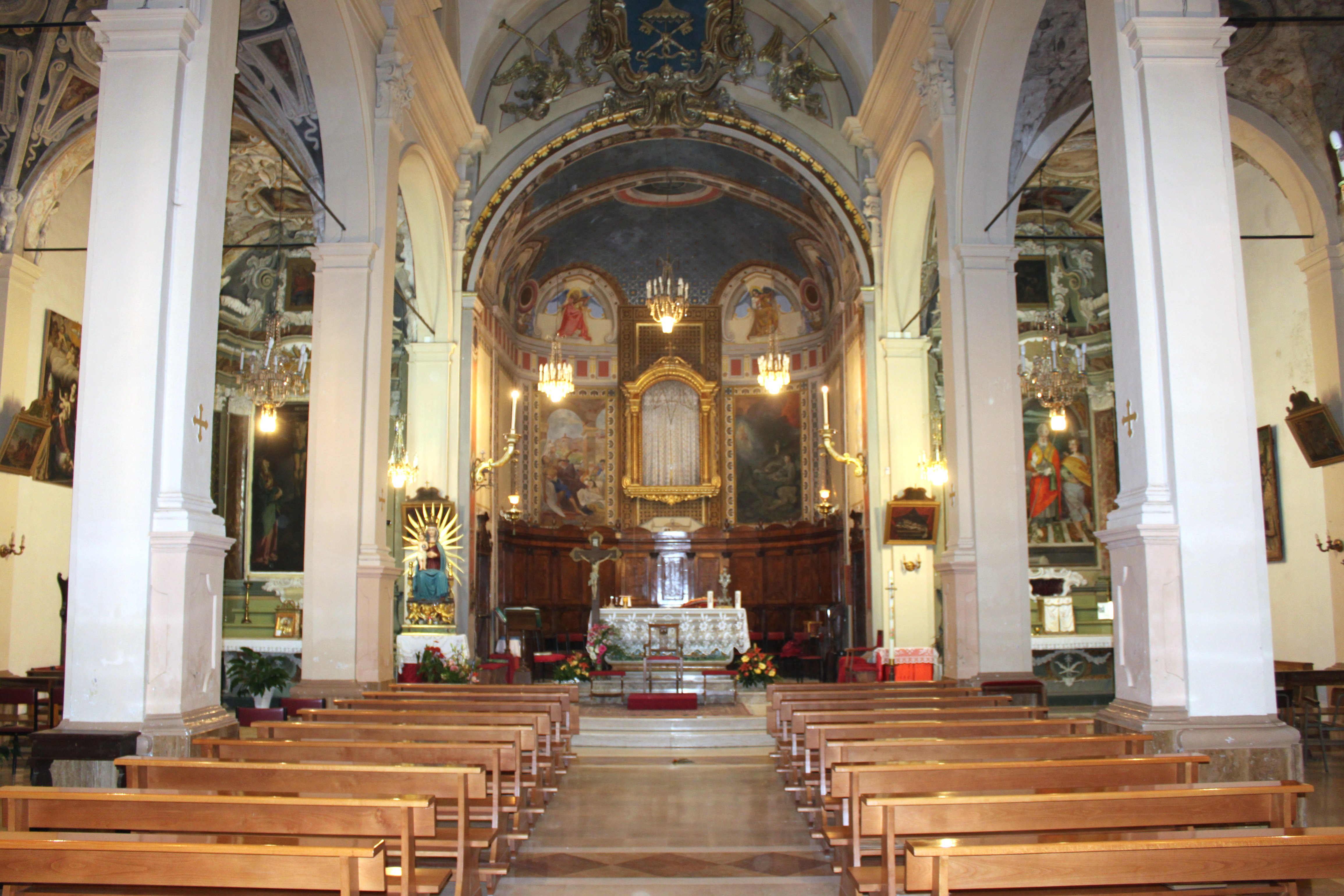
Chiesa di Santa Maria del Buon Gesù - Interno

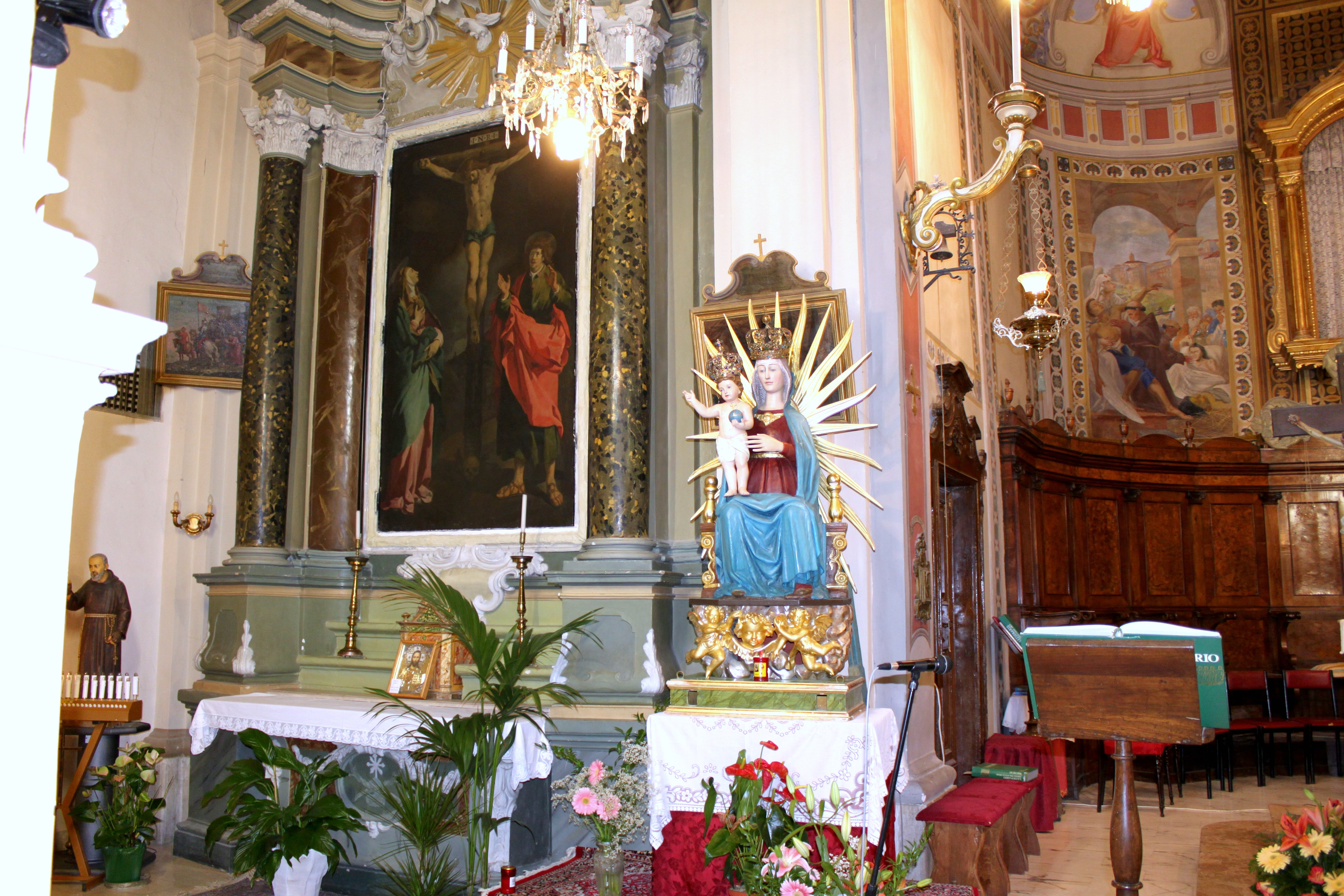
Chiesa di Santa Maria del Buon Gesù - Cappella Sx

Il primitivo impianto della Chiesa di Santa Maria del Buon Gesù, una semplice aula, venne eretto fuori dalle mura del castello intorno al 1470, forse su iniziativa di San Giacomo della Marca, che introdusse questo particolare culto mariano. Nel 1532 la chiesa fu riedificata con un impianto a tre navate e nel corso del XVIII secolo vennero apportate delle nuove modifiche: a partire dall'aggiornamento degli apparati decorativi cinquecenteschi, adeguati al corrente gusto barocco, fino al rialzamento della navata centrale, portata a termine nel 1742. Al suo interno troviamo, tra le altre pregevoli opere artistiche, una tela di Andrea Boscoli rappresentante la Crocifissione (1601).

#### Chiesa di San Lorenzo martire

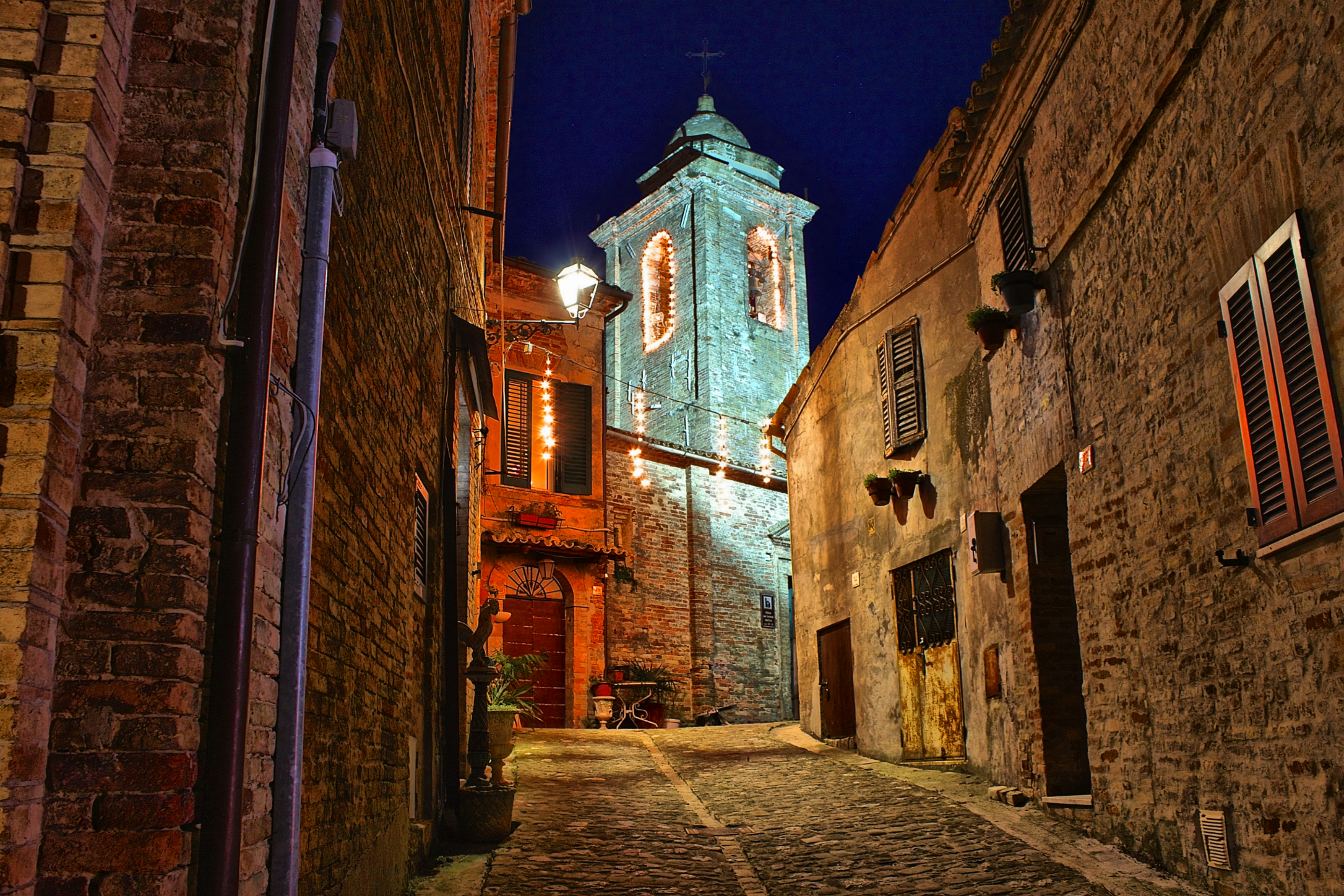
Castello Vecchio Chiesa di San Lorenzo notturna

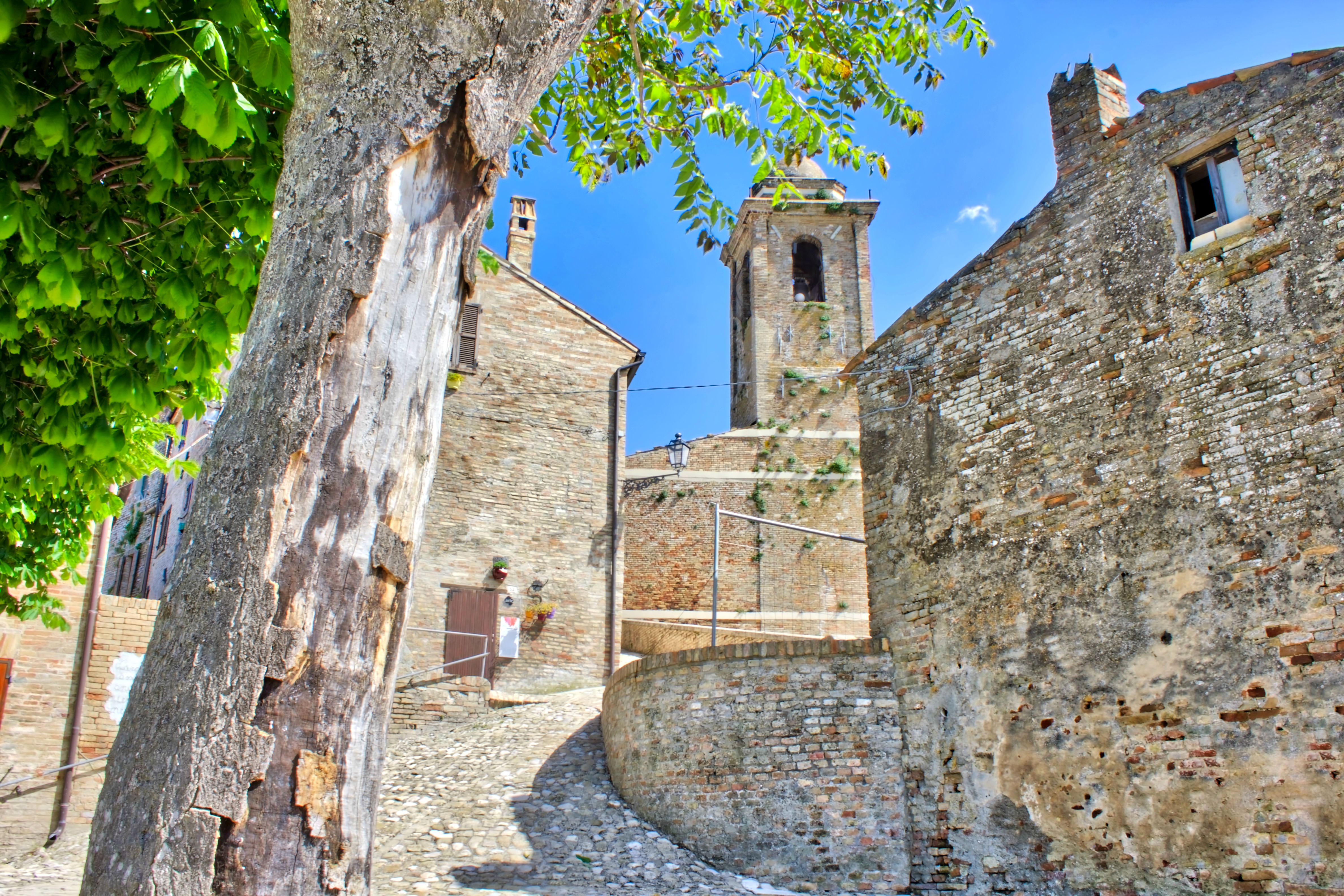
Il Castello Vecchio di Carassai nelle Marche

La chiesa di San Lorenzo martire fu costruita nel 1424, si trova all'interno del Castello Vecchio, il nucleo più antico del paese.

#### Oratorio di Santa Monica

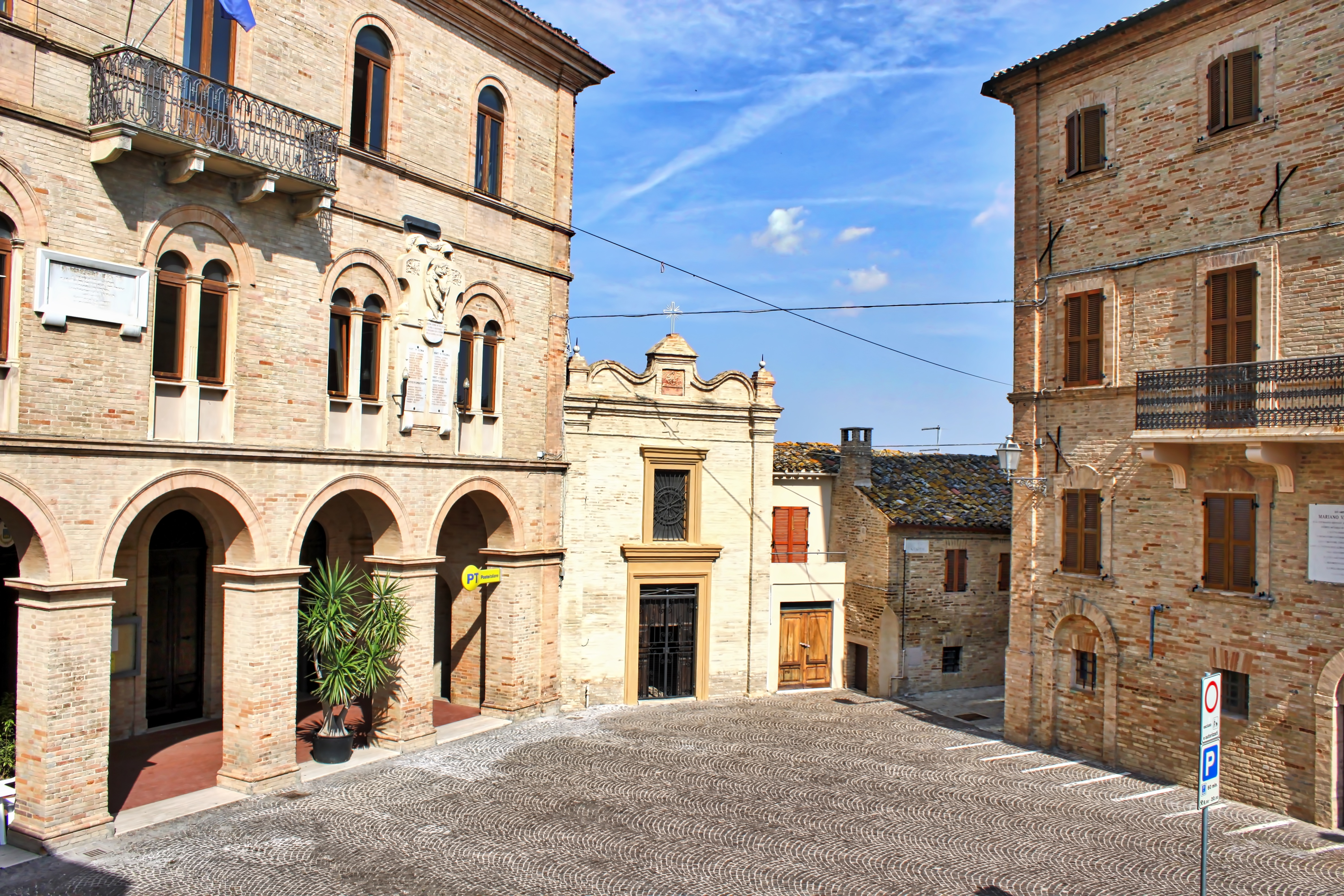
Oratorio di Santa Monica

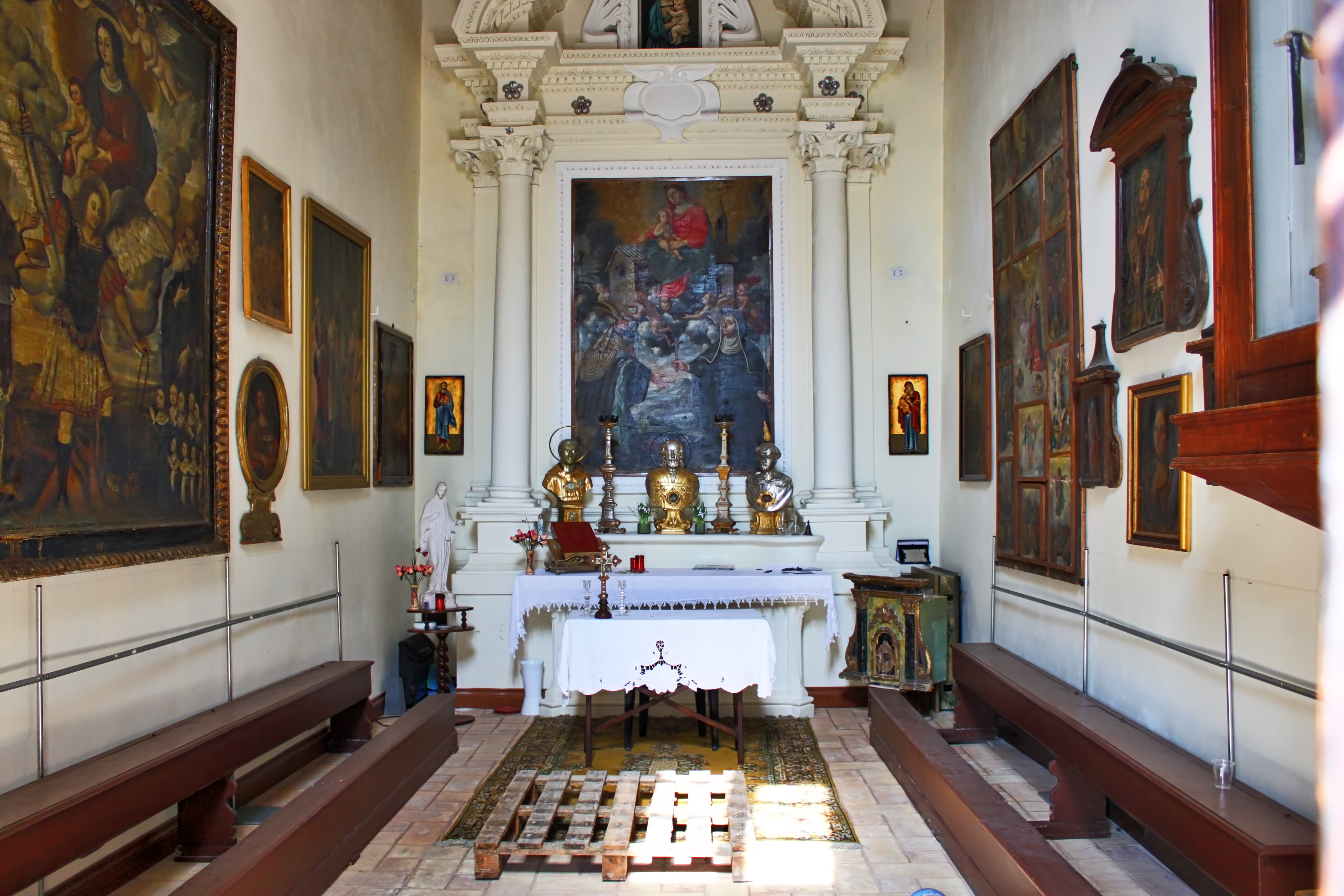
Interno dell'Oratorio di Santa Monica

L'oratorio di Santa Monica è piccola chiesa datata 1699, presente in piazza Matteotti, in stile tardo-barocco. Recentemente ristrutturata, è diventata un piccolo scrigno di interessanti tesori d’arte, tele e tavole ancora in corso di attribuzione.

#### Chiesa di Sant'Angelo in Piano
La chiesa di Sant'Angelo in Piano è di chiara origine monastica e la sua costruzione è da collocare attorno all'anno mille (957). Alcuni documenti attestano la presenza, fin dal 1055, nei pressi della chiesa, di un monastero di monaci benedettini. Nel XIV secolo il monastero sarà meta di numerosi pellegrinaggi, inoltre diversi vescovi gli concessero l'onore di distribuire le indulgenze ai fedeli. La Chiesa, dopo il restauro del 1997, si presenta ad una sola grande navata con l'ingresso posto sulla facciata rivolta ad ovest, impreziosito da arcate lavorate in cotto di sapore gotico. Sempre sulla facciata si apre una finestra rettangolare a sostituzione di un probabile rosone mentre al lato svetta il piccolo campanile a vela, con due alloggiamenti per le campane, purtroppo vuoti.  Sotto la chiesa sono presenti i resti della cripta con diversi cunicoli.

#### Chiesa di Santa Maria delle Grazie

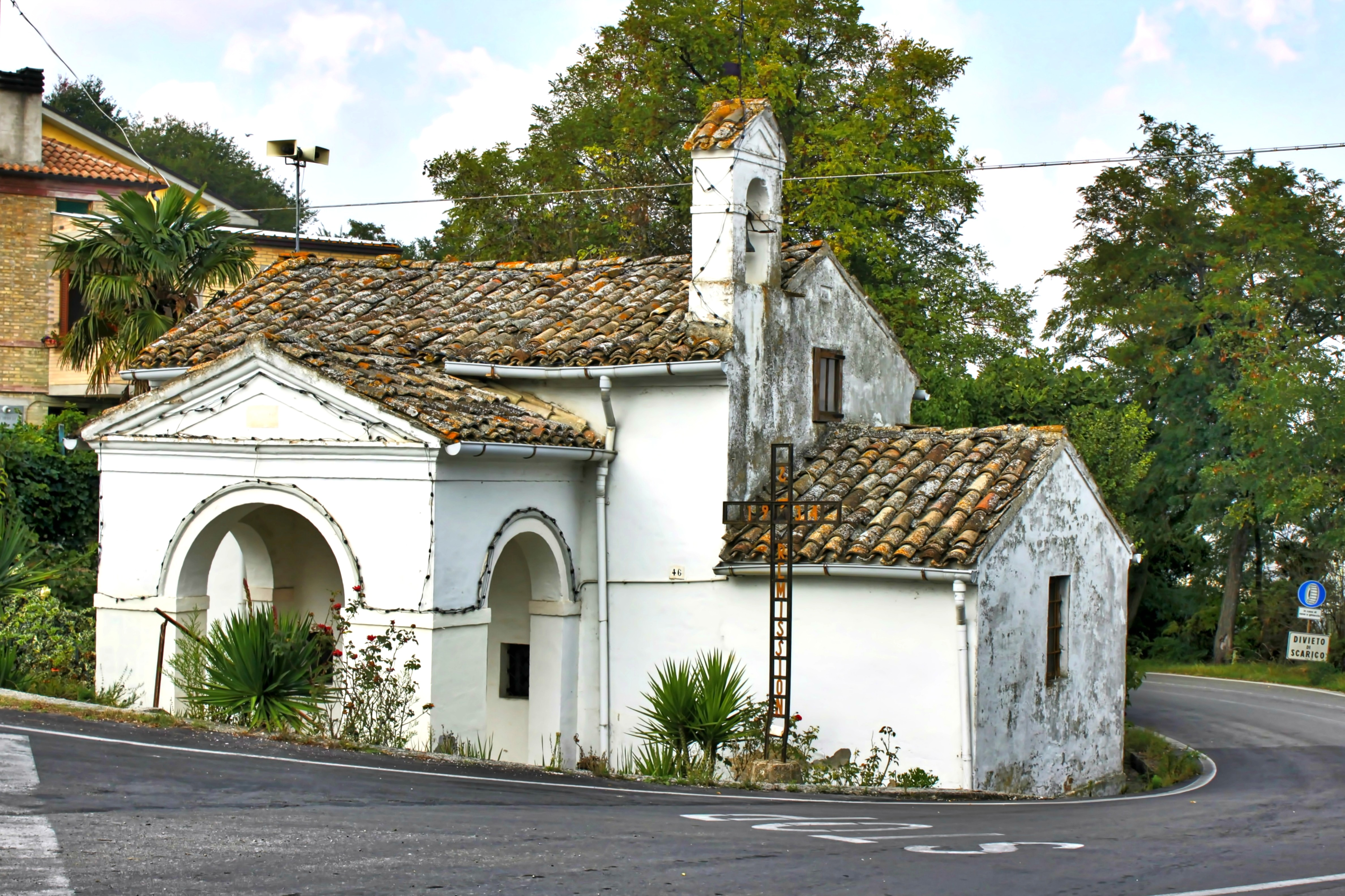
Santa Maria delle Grazie Carassai

La chiesa di Santa Maria delle Grazie si trova ad un chilometro dal Paese ed è una piccola chiesa molto amata dalla popolazione. Si tratta della chiesa rurale di Santa Maria delle Grazie, più comunemente nota come “La Madonnetta”.
La chiesa fu eretta nel 1850 grazie alle elargizione dei fedeli, presenta una struttura semplice, ma ben articolata, caratterizzata da un grazioso campanile a vela ed è stata ristrutturata recentemente.

#### Chiesa di San Pietro

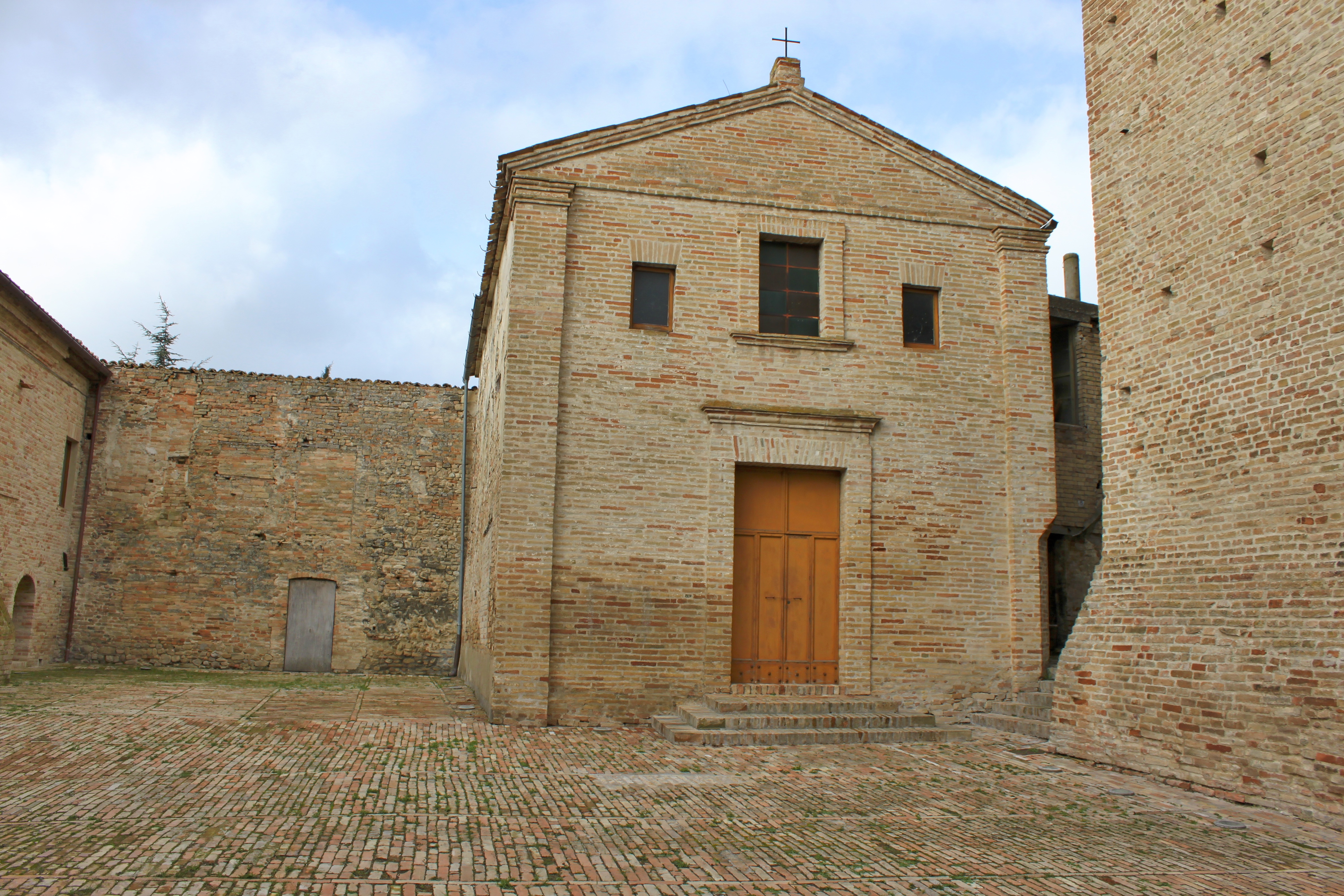
Chiesa di San Pietro a Rocca Montevarmine

La chiesa di San Pietro si trova all'interno del Castello di Rocca Monte Varmine, oggi non visitabile.

#### Chiesa di San Luca

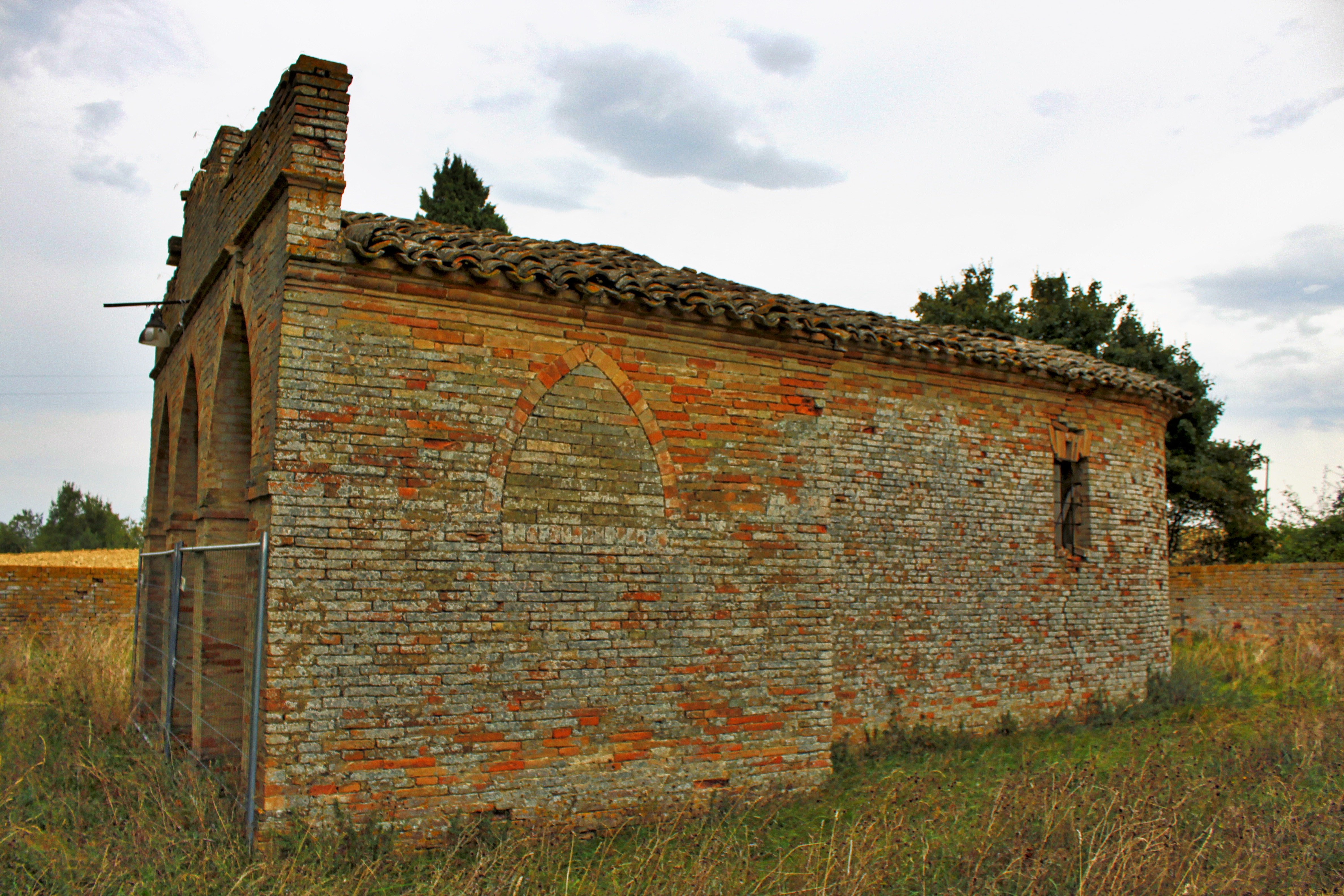
Chiesa di San Luca al Cimitero di Rocca Montevarmine

La chiesa di San Luca si trova all'interno del cimitero rurale di Rocca Monte Varmine. La chiesa esisteva già nel 1473 e fu ricostruita nel 1718 a pochi passi di distanza da quella antica. Il cimitero attorno a San Luca fu realizzato nel 1900.

### Architetture Civili

#### Mura Antiche

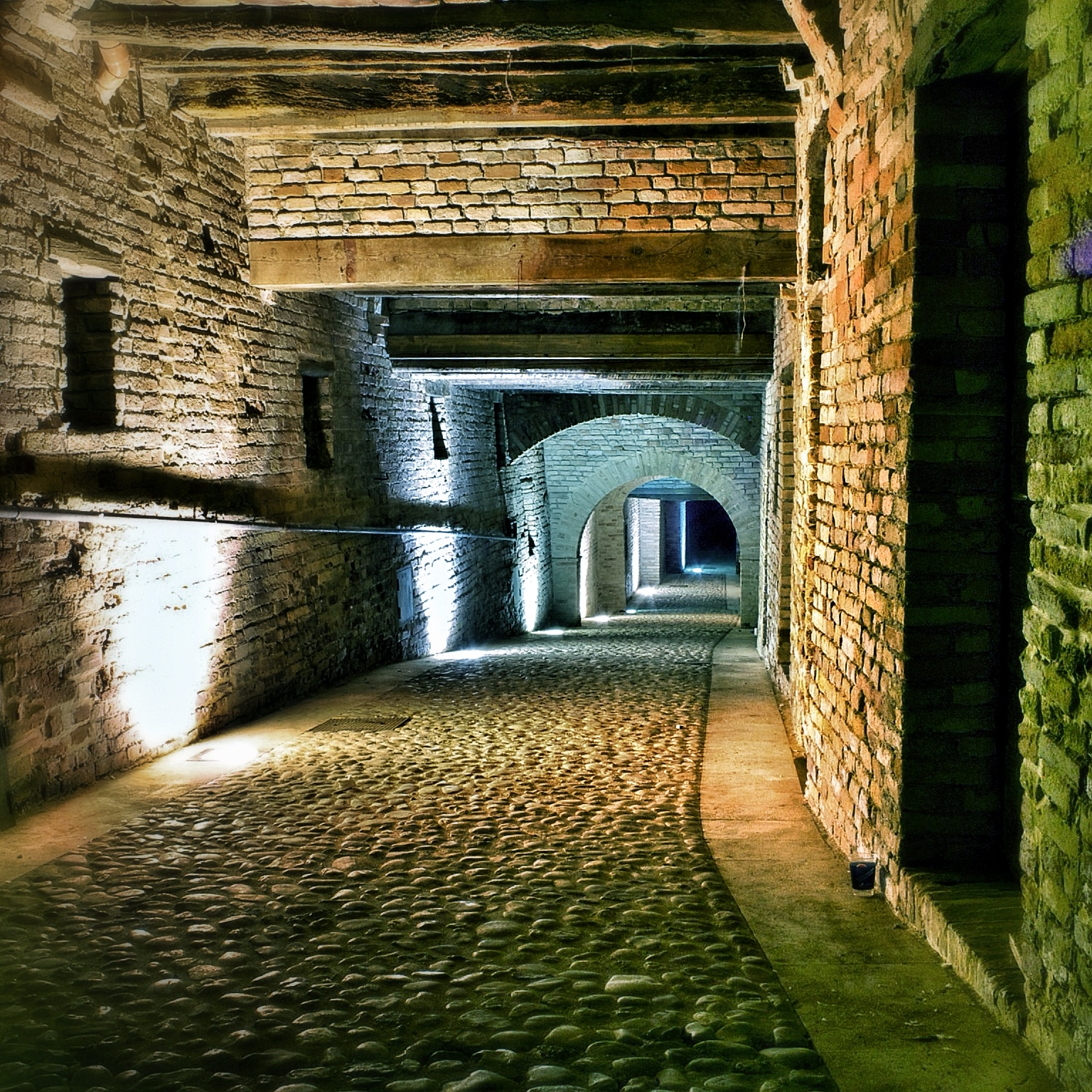
Camminamenti Militari a Carassai

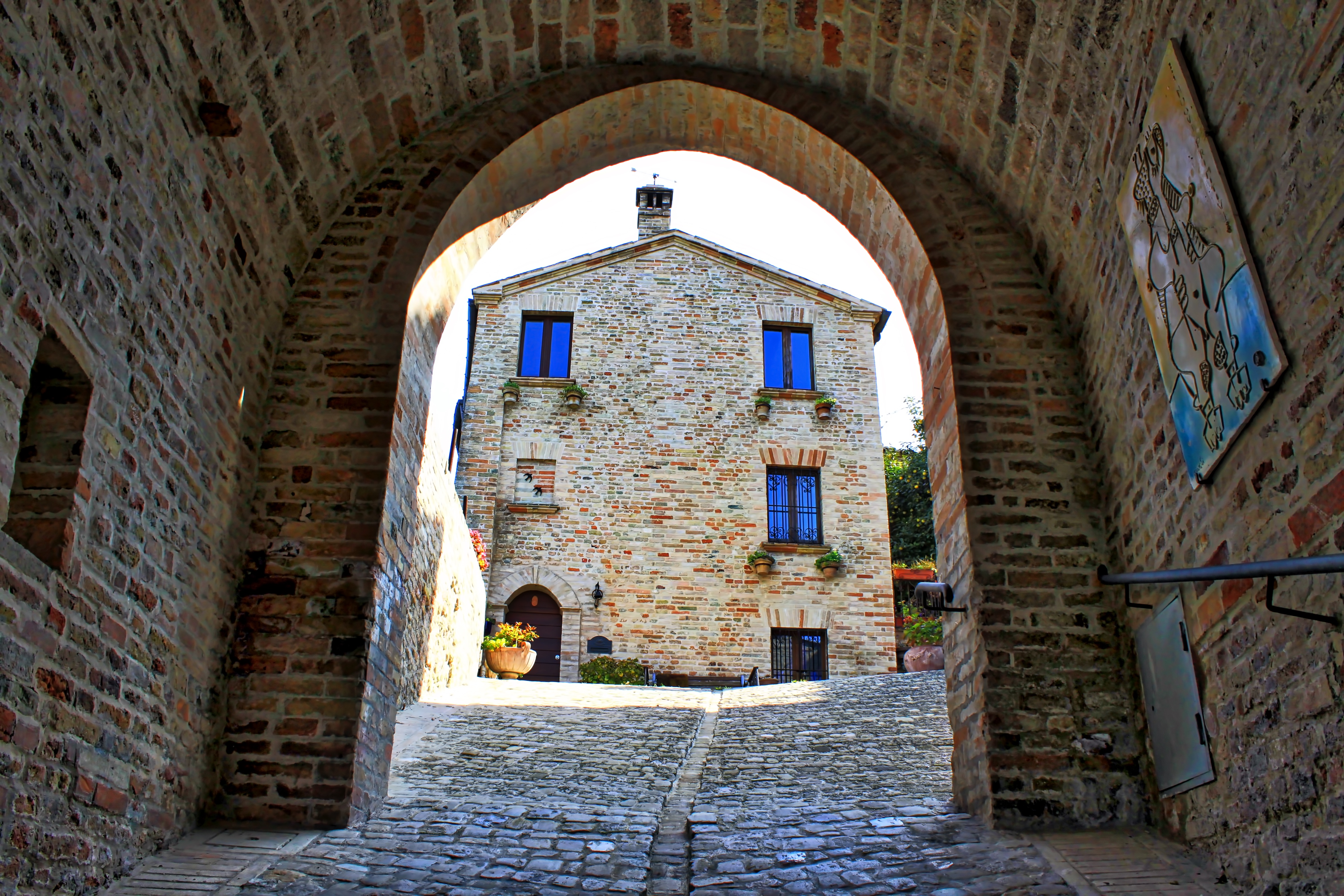
Porta da Bore

Le Mura antiche di Carassai sono strutture alte circa 8,9 metri dei secoli XIII-XIV con contrafforti, cordolature, tracce di beccatelli, muratura in pietrame a scarpa e presentano di merlature ghibelline. Visitando il paese si possono ammirare:
- I camminamenti militari: edificati tra il Trecento e il Quattrocento, rappresentano il luogo più suggestivo di Carassai, sono in sostanza un passaggio semisotterraneo per le truppe che ha preso la forma attuale quando, nel ‘500, fu autorizzata dalle autorità fermane la costruzione di case a ridosso delle mura cittadine.
- Porta da Bore, la porta settentrionale del castello vecchio;
- Porta dello Sportello
- Porta Marina o da Sole
- Torrione Mariucci - una delle torri a forma di baluardo-pentagono risalente al XV secolo. Il Torrione presenta grosse cannoniere rotonde.
- Torri di Guardia - le mura erano rafforzate da otto torri rompitratta.

#### Il castello vecchio

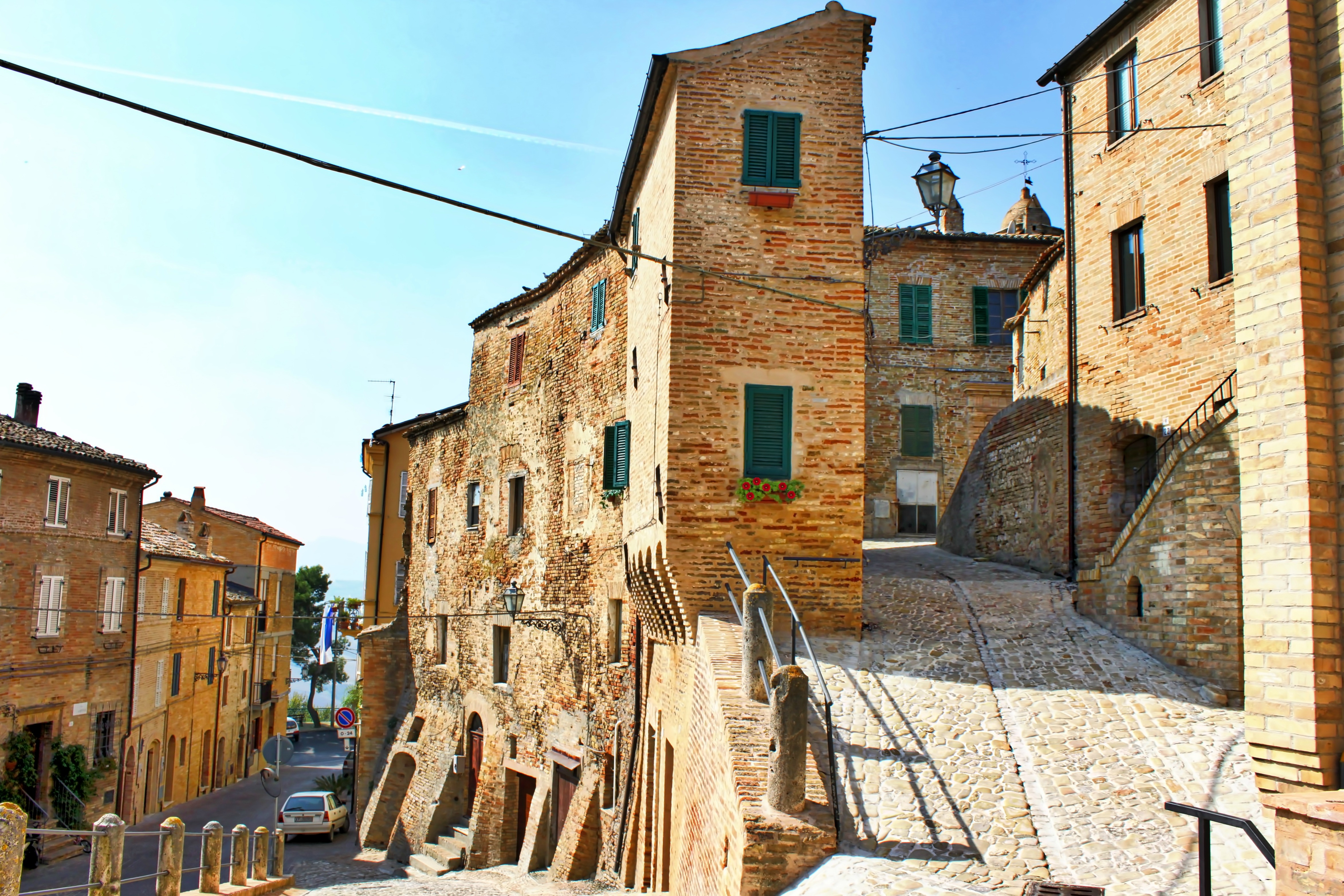
Castello Vecchio di Carassai

Il castello vecchio è il nucleo più antico di Carassai che nel tempo è andato a costituire la Cittadella del Castello Nuovo. A pianta circolare, questo nucleo di abitazioni conserva un’atmosfera unica e un ambiente ideale per soggiorno turistico vacanziero. Qui non circolano auto e i pochi abitanti non trovano difficoltà, con la bella stagione, a mettere fuori i tavoli per il pranzo o la cena.

#### Lavatoi pubblici
I Lavatoi pubblici furono realizzati nei primi del Novecento con una tettoia dalle decorazioni al piombo e lavabi in travertino, dove le donne del paese si recavano a lavare i panni fino agli anni settanta.

#### Il portale del Palazzo nobiliare di Boffo da Massa

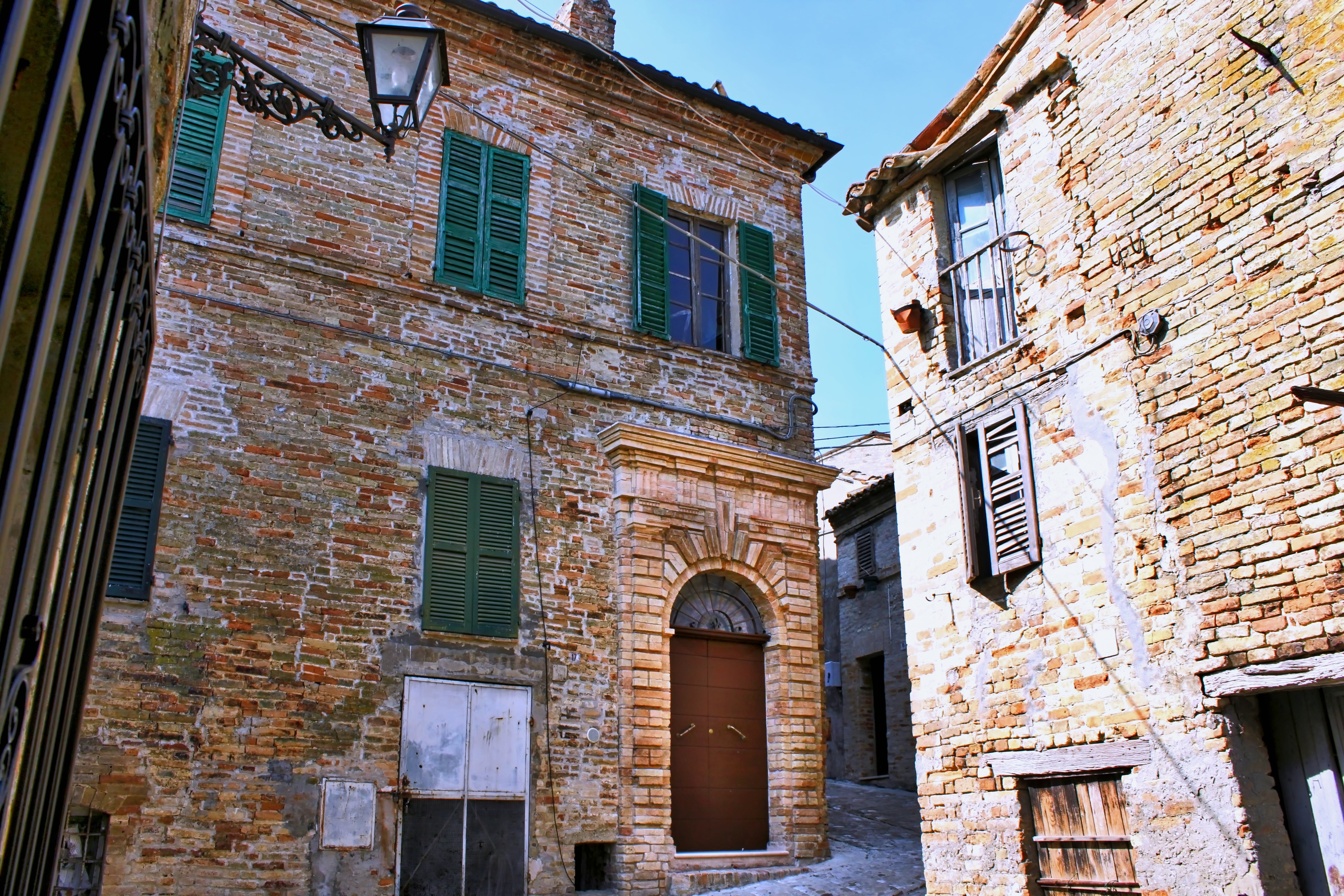
Portale Boffo da Massa

Il vignolesco portale del Palazzo Garulli, che, secondo la tradizione popolare, fu dimora di Boffo da Massa, signore di Carassai tra 1380 e il 1387.

#### Palazzo Comunale
Il Palazzo Comunale ospita il museo civico archeologico Antiquarium (in mostra i reperti che sono stati raccolti, attraverso gli anni, nel territorio comunale).

#### Il nuovo cimitero di Carassai

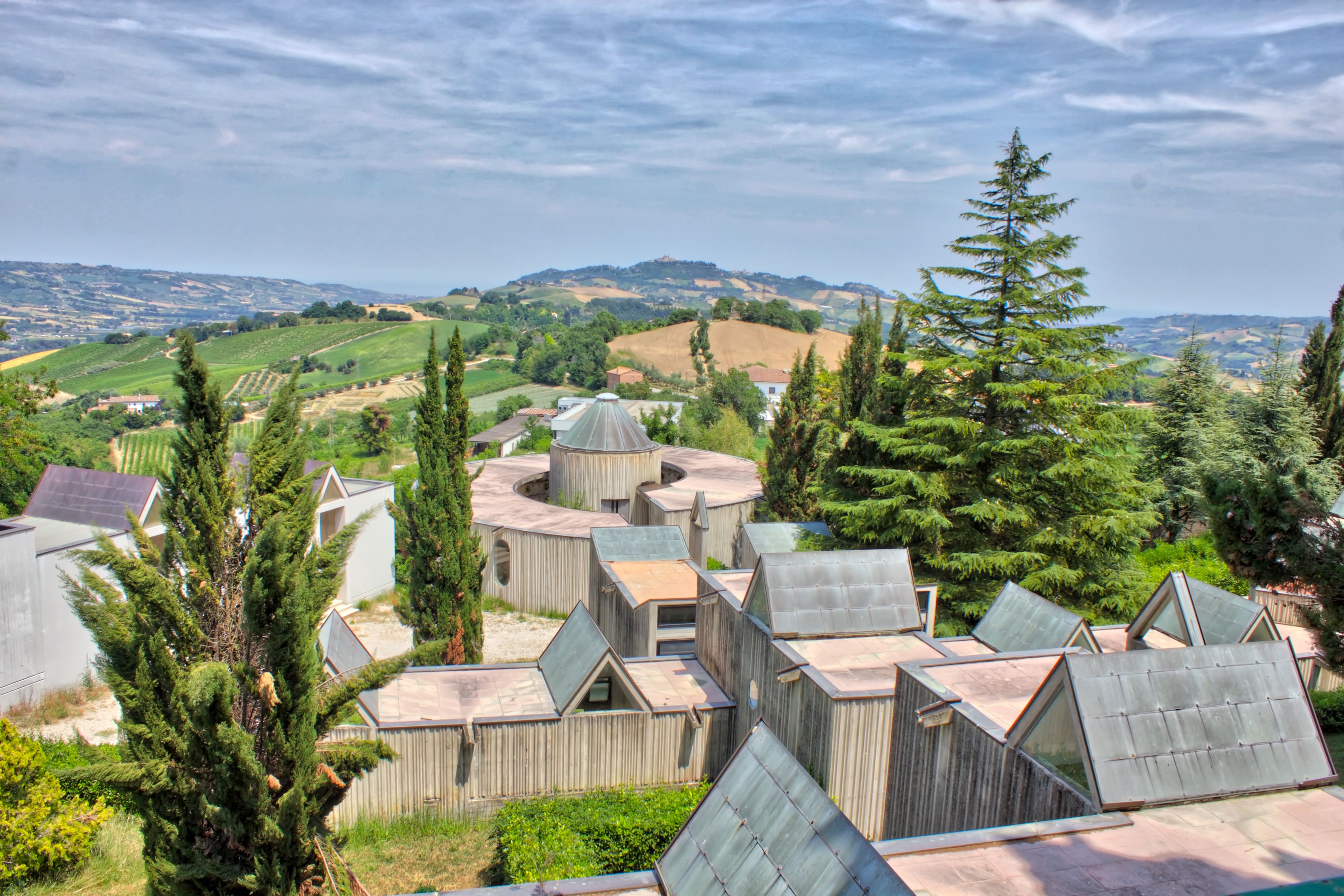
Vista del Nuovo Cimitero di Carassai

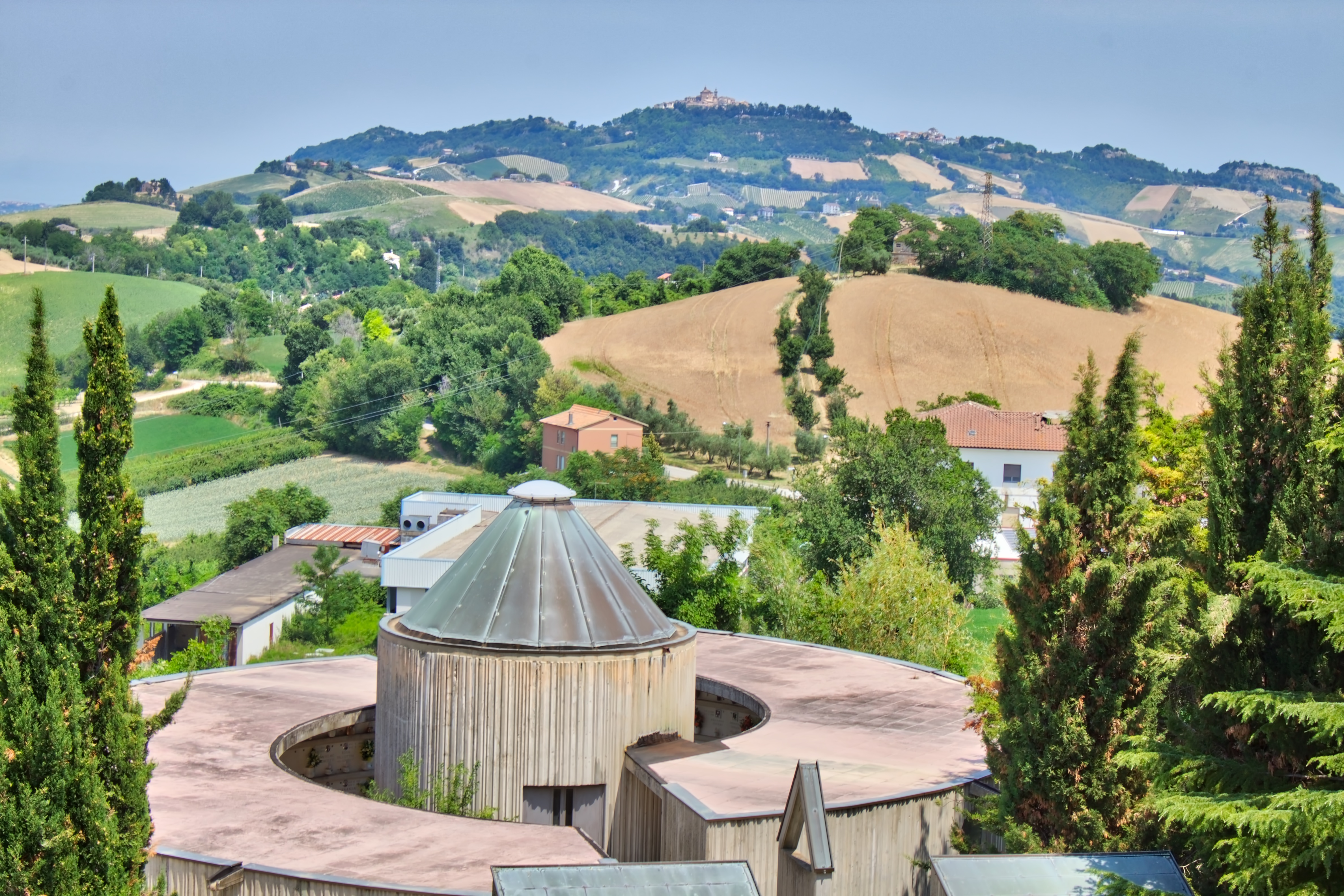
Nuovo Cimitero

Il nuovo cimitero di Carassai fu progettato dal famoso architetto urbanista romano ma di origini carassanesi, Mariano Pallottini.

#### Palazzi Nobiliari

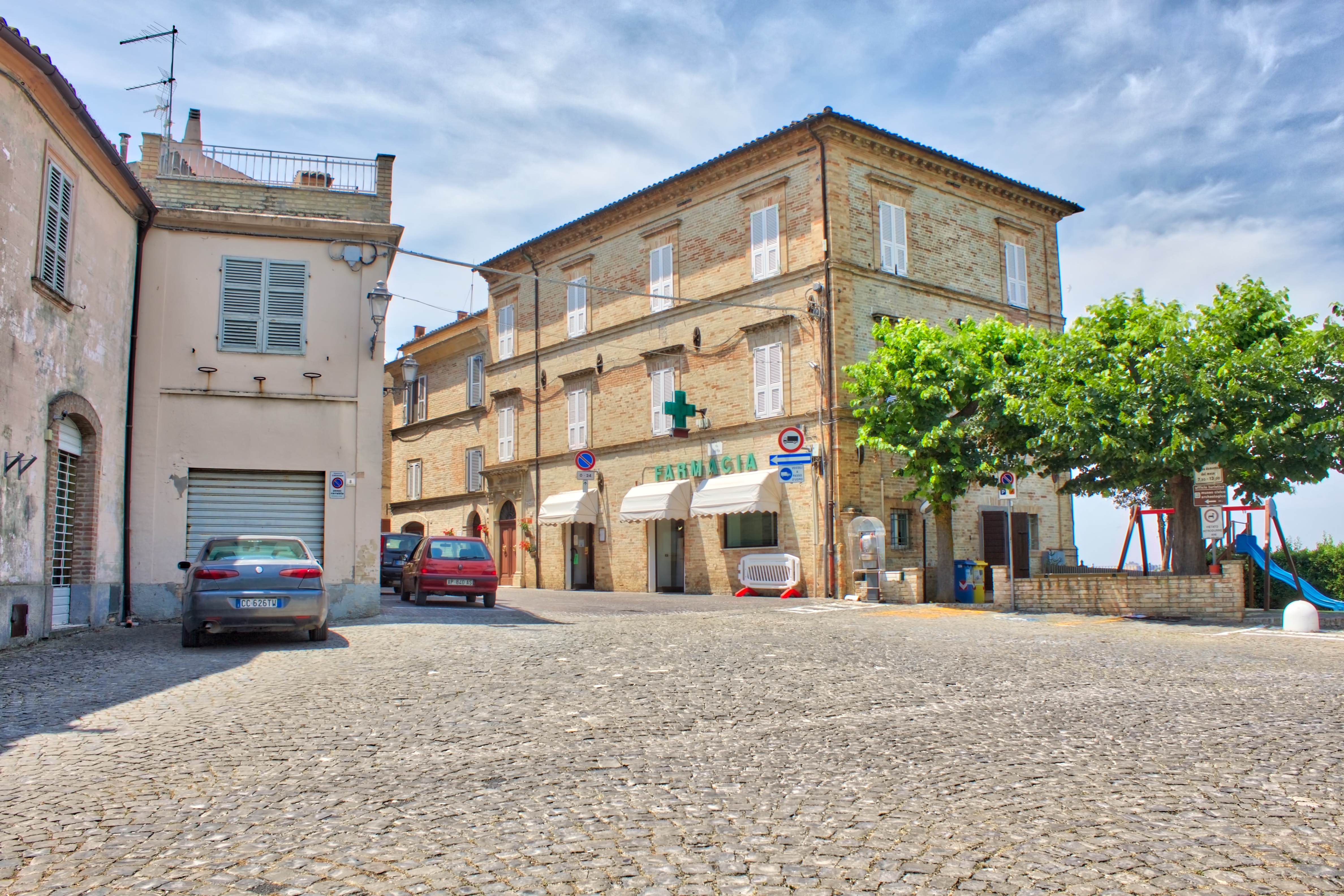
Palazzo Fioretti a Carassai

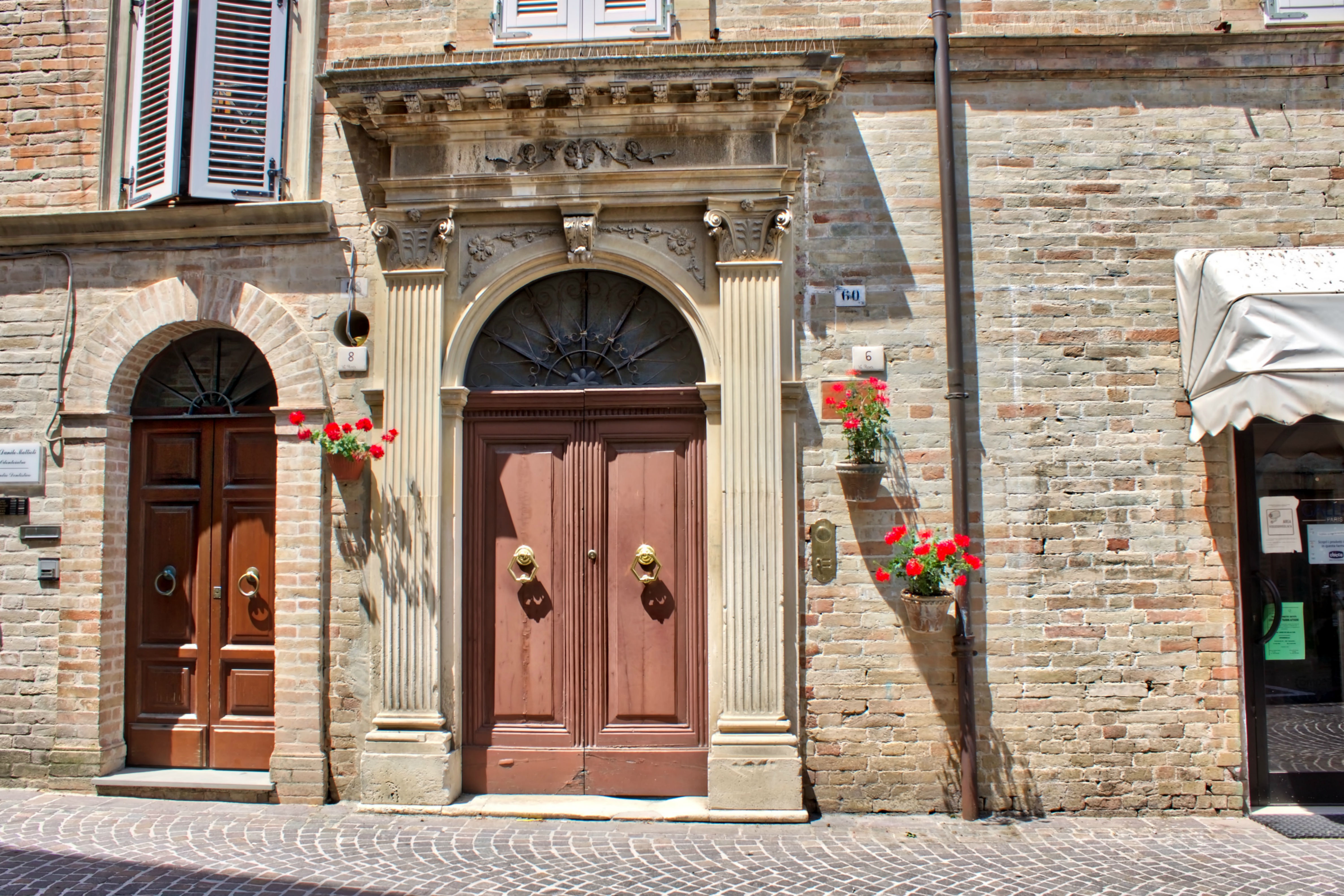
Palazzo Fioretti l'ingresso

I Palazzi Nobiliari di Carassai sono: 
- Palazzo Garulli: da esso sortirono Pancrazio, nato nel 1580, celebre condottiero, presente, con i suoi armati, in quasi tutte le battaglie delle Marche, dove fece rifulgere il suo valore, e Filippo Antonio, che viveva verso il 1775 e fu buon poeta.[22]
- Palazzo Andreani - sede di mostre d'arte negli spazi ottocenteschi
- Palazzo Polini - Fioretti[23]
- Palazzo Vannozzi: costruito nel secolo XVIII fu casa natale dell'emerito cittadino di Carassai, Mariano Vannozzi.

#### Torre dell'Orologio
La Torre dell'Orologio è una delle due opere realizzate su progetto del citato, architetto, urbanista Mariano Pallottini.

#### Castello di Rocca Monte Varmine

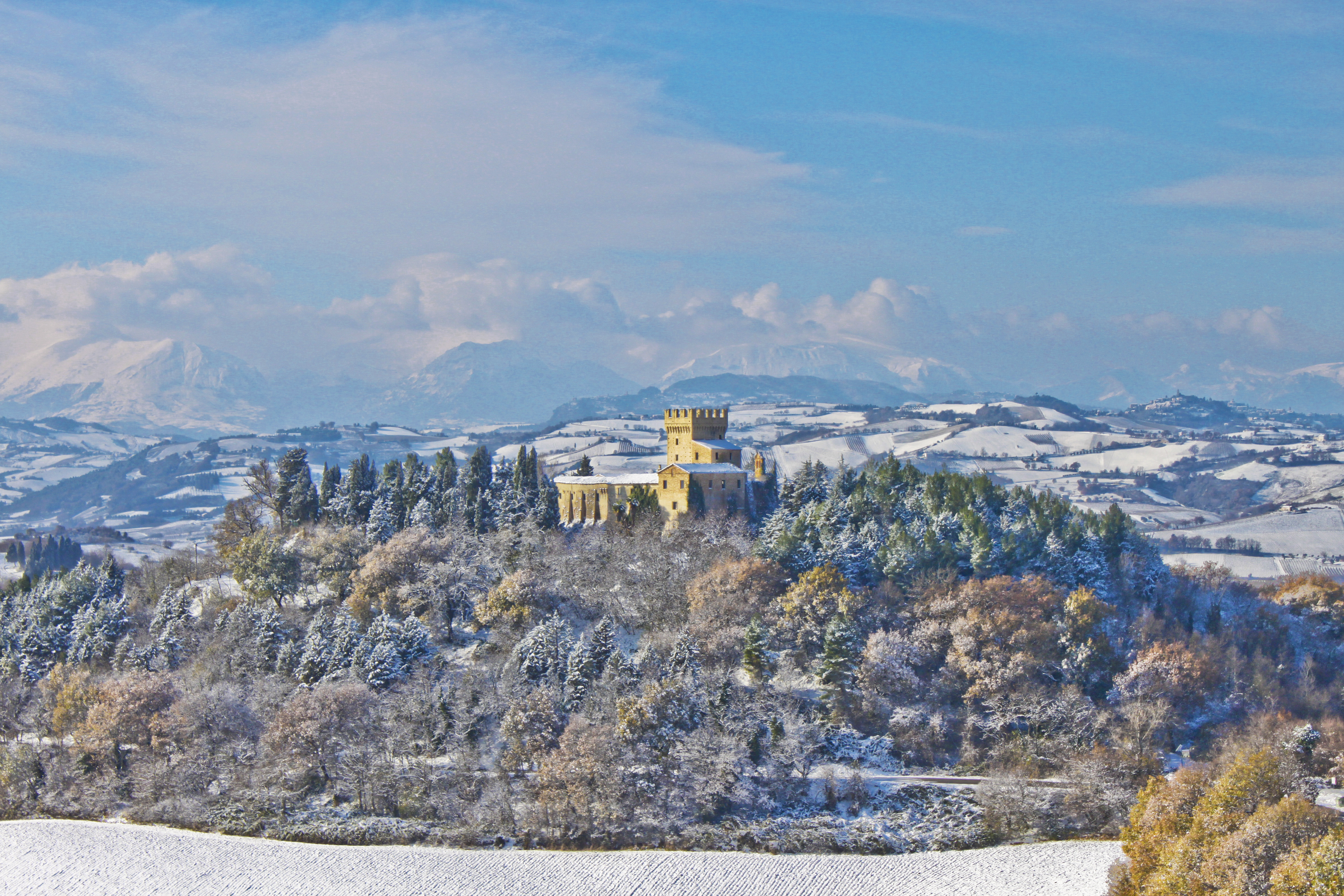
Carassai Rocca Montevarmine

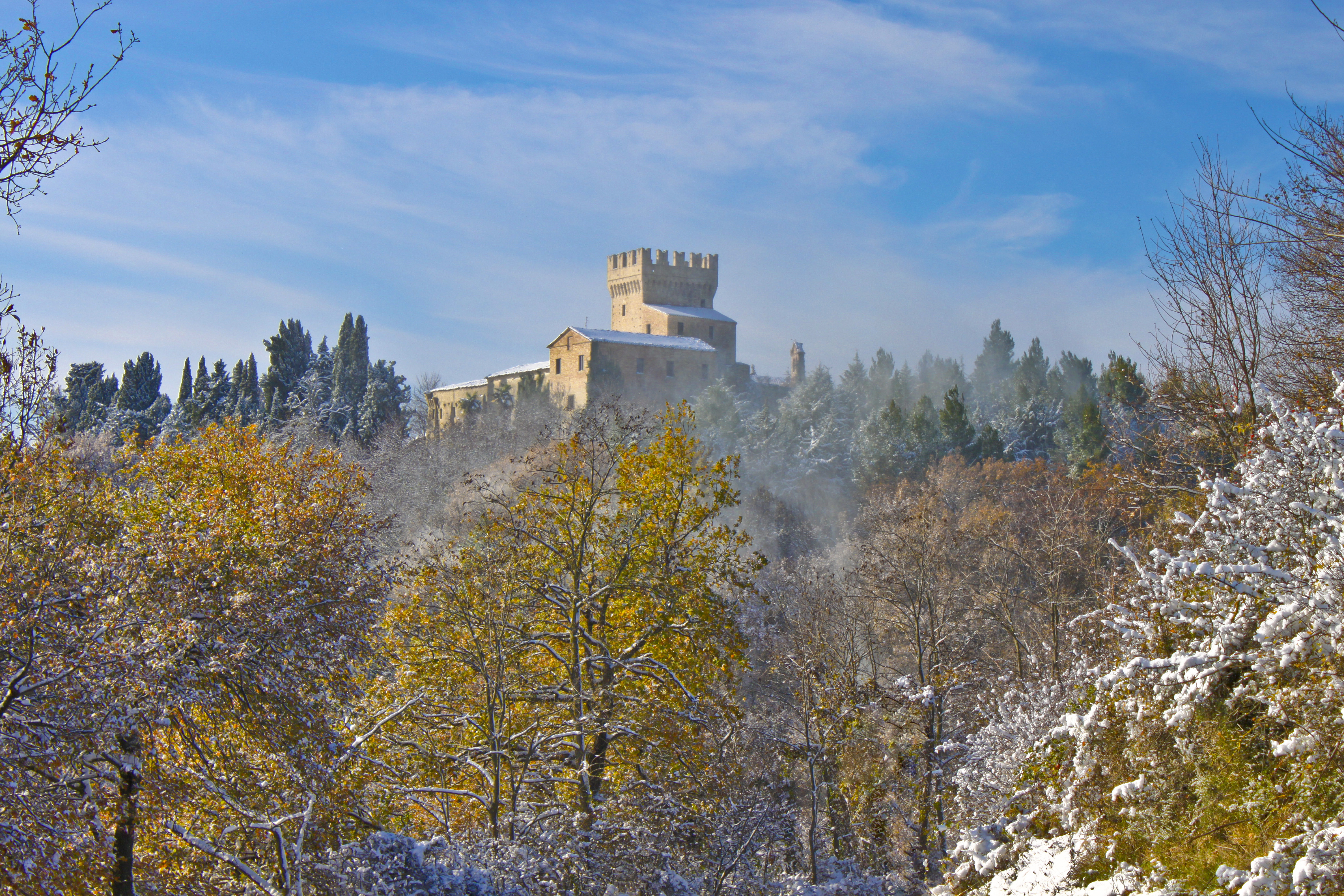
Carassai Rocca Montevarmine in Inverno

A 4 km dal paese di Carassai, si erge imponente il castello di Monte Varmine, del XIV secolo con resti del IX, di probabile origine longobarda; si tratta di uno dei castelli delle Marche, rimasto integro, con le sue mura poderose, l'alta torre dai merli ghibellini (35 m), munita di arciere e piombatoi.
È uno dei pochi esempi di fattoria fortificata del Piceno. Dall'alto mastio della rocca, si può ammirare e contemplare un paesaggio multiforme.
Il castello è stato meta di visitatori e costituisce un polo di attrazione per tutta la zona ed un punto di riferimento storico per i paesi circostanti, oltre ad un punto paesaggistico, visto che si erge su un colle tra il verde di piante secolari.
Pur insistendo sul territorio di Carassai, Rocca Monte Varmine è proprietà del comune di Fermo, che l'ha ereditata dall'Opera Pia Brefotrofio, insieme ai suoi 700 ettari di terreno.
Purtroppo in questo periodo non è visitabile date le sue precarie, seppur parziali, condizioni.

### Parchi e luoghi pubblici

#### I giardini pubblici

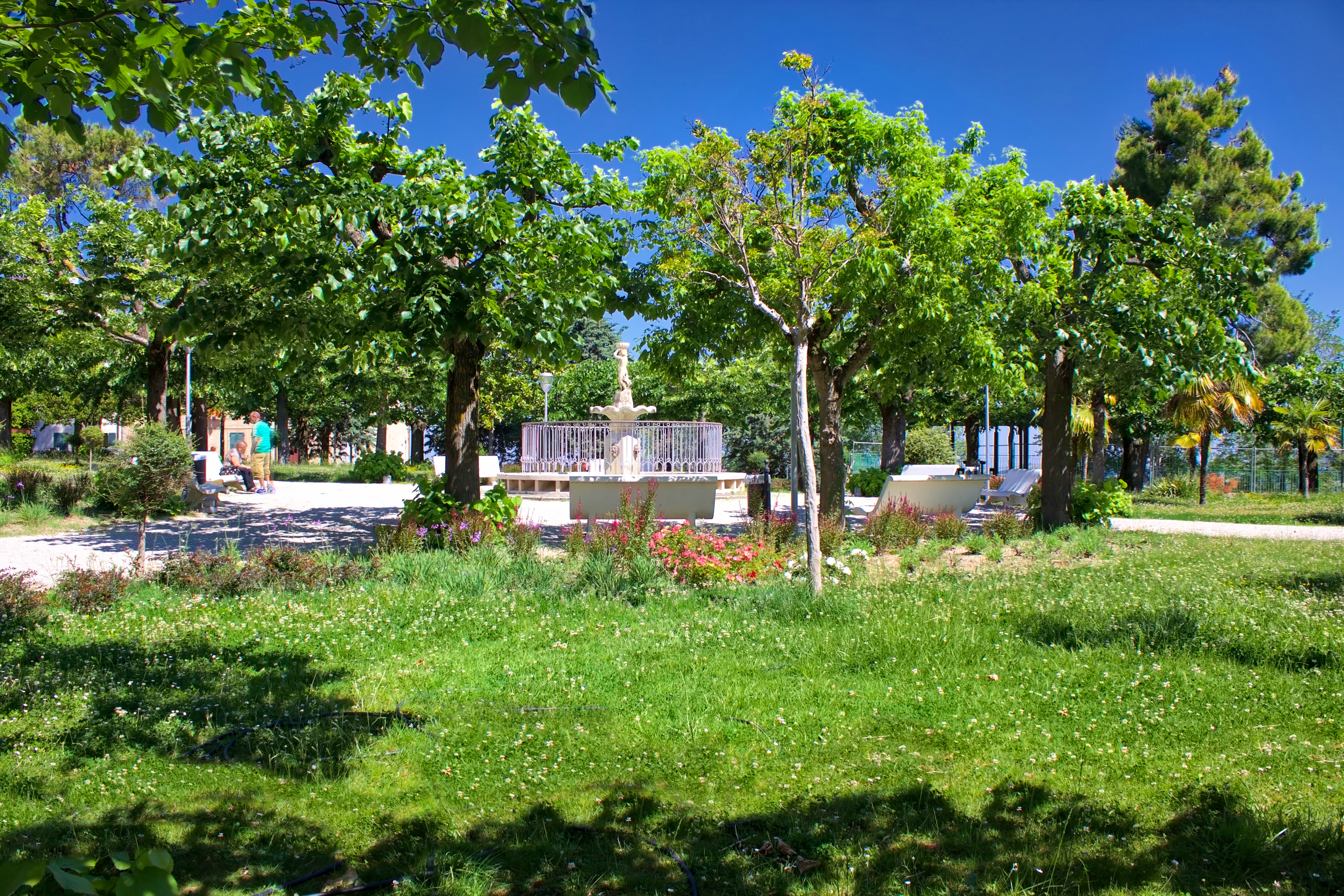
Giardini Pubblici a Carassai

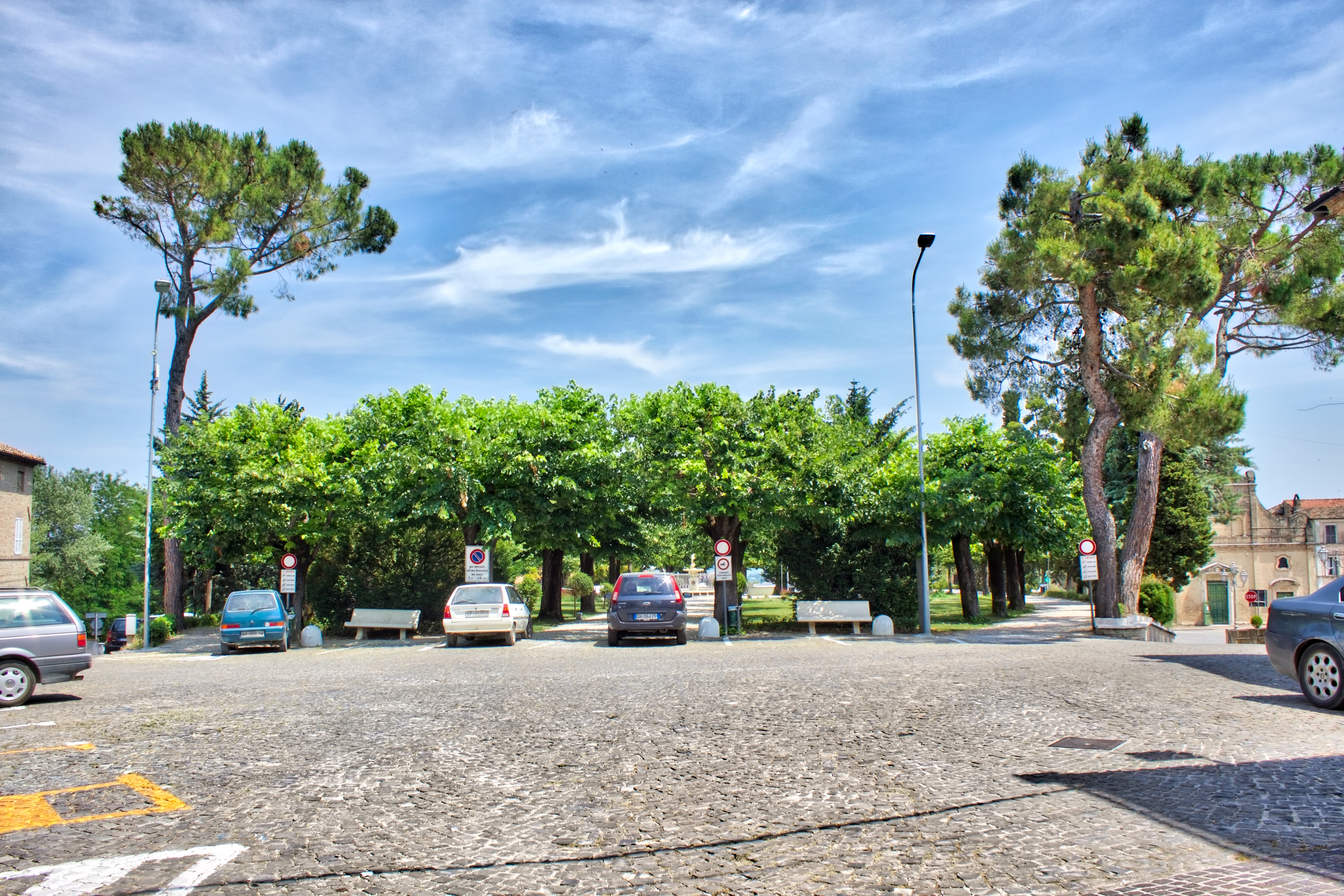
Giardini Pubblici l'ingresso

I giardini pubblici rappresentano uno dei luoghi più ameni, ideale per le famiglie, che soprattutto nella bella stagione, offre una stupenda passeggiata fra alberi secolari, cespugli odorosi, prati verdi e fioriti allo sciacquio discreto della fontana pubblica.

### Altri luoghi d'interesse

#### Roverella di Carassai

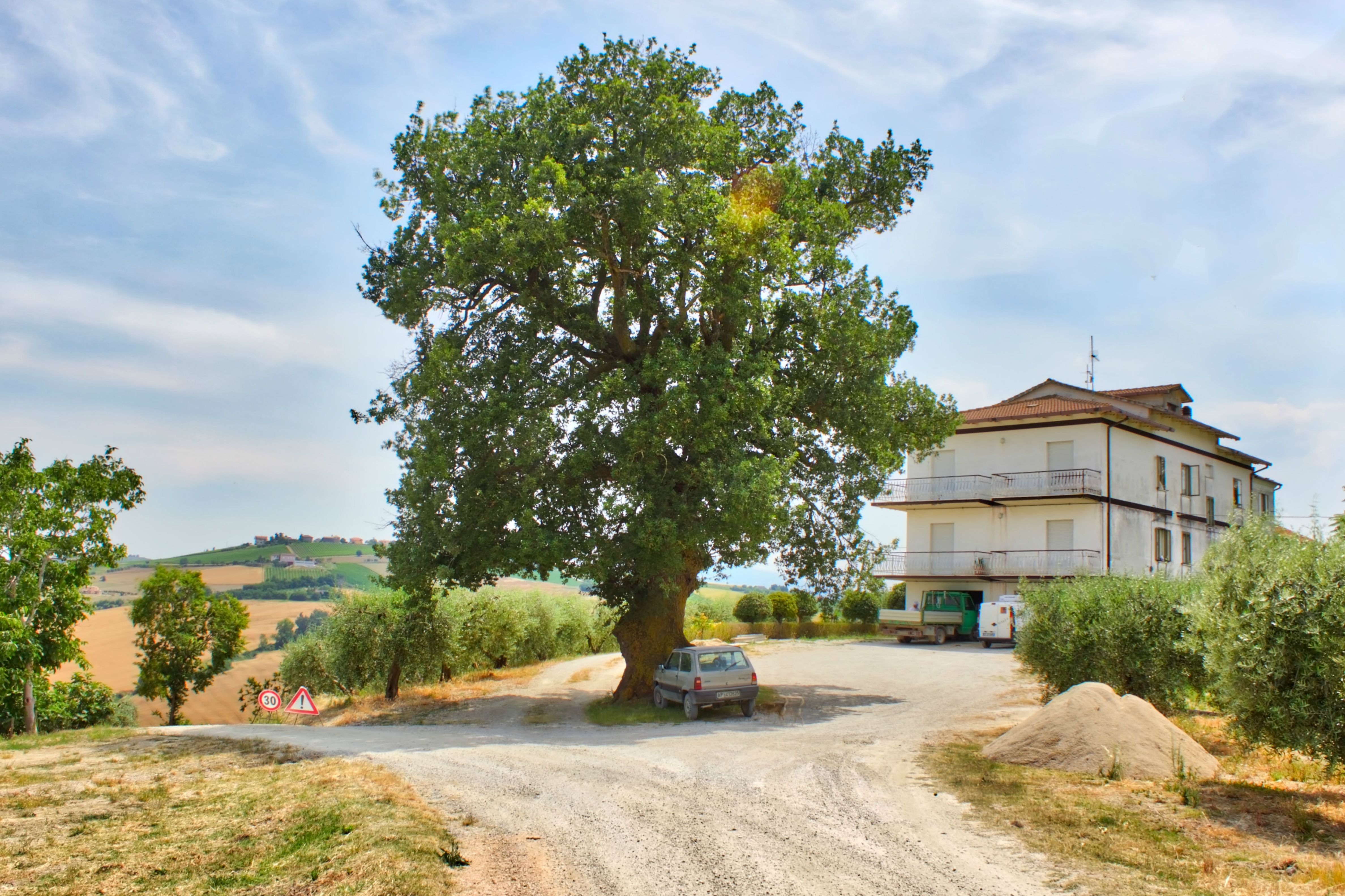
Roverella di Carassai Albero monumentale delle Marche

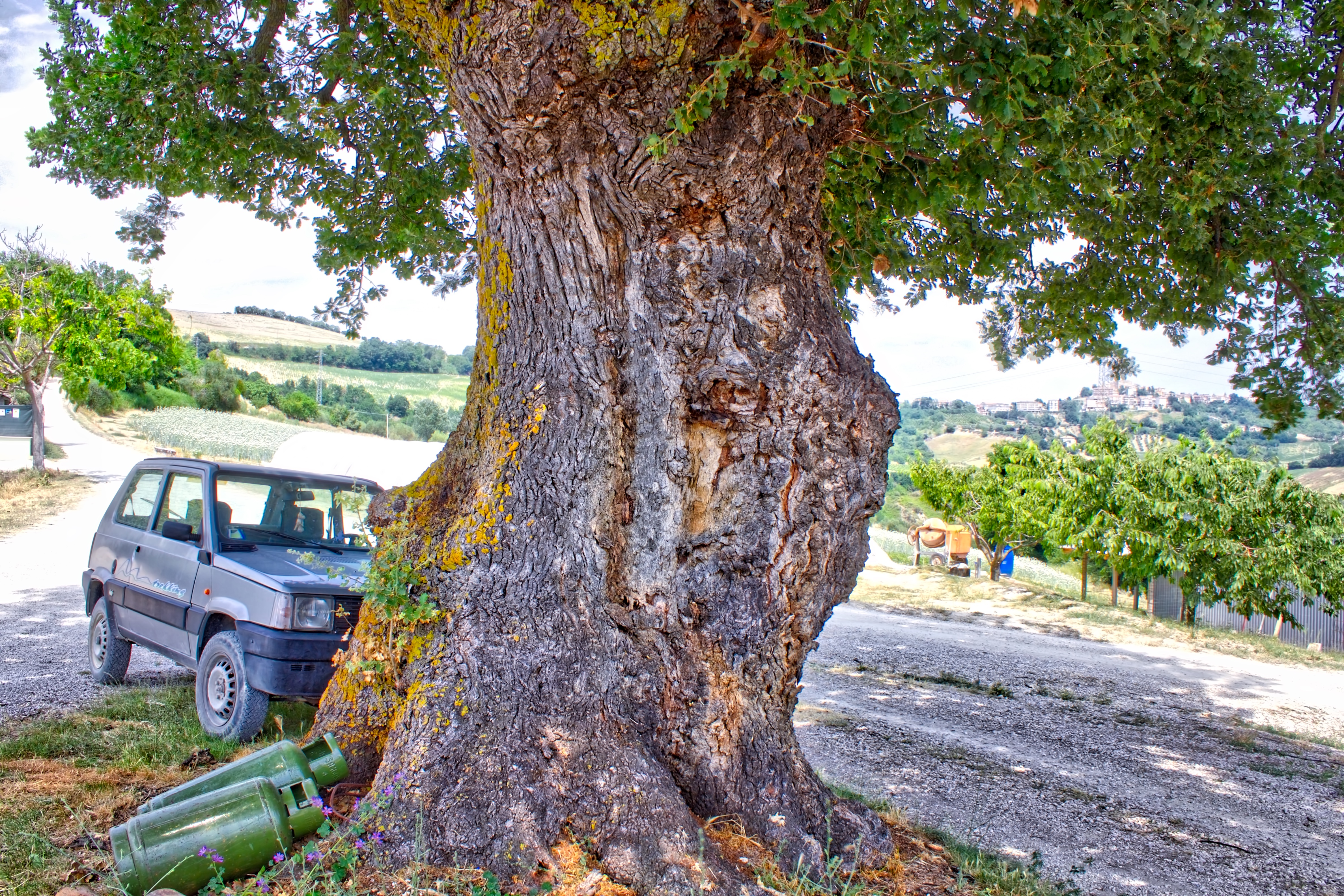
Roverella di Carassai

A Carassai (AP), in località San Vito, vegeta una roverella (Quercus pubescens), Scheda n. 203 de "Le Formazioni Vegetali Monumentali delle Marche", teatro di uno scontro tra partigiani e truppe tedesche; sul tronco sono ancora presenti i proiettili di fucile sparati durante un conflitto a fuoco tra partigiani e tedeschi e la sofferta, contorta morfologia dell’albero sembra proprio ricordare l’asprezza dello scontro.

#### Ruderi della Castelletta

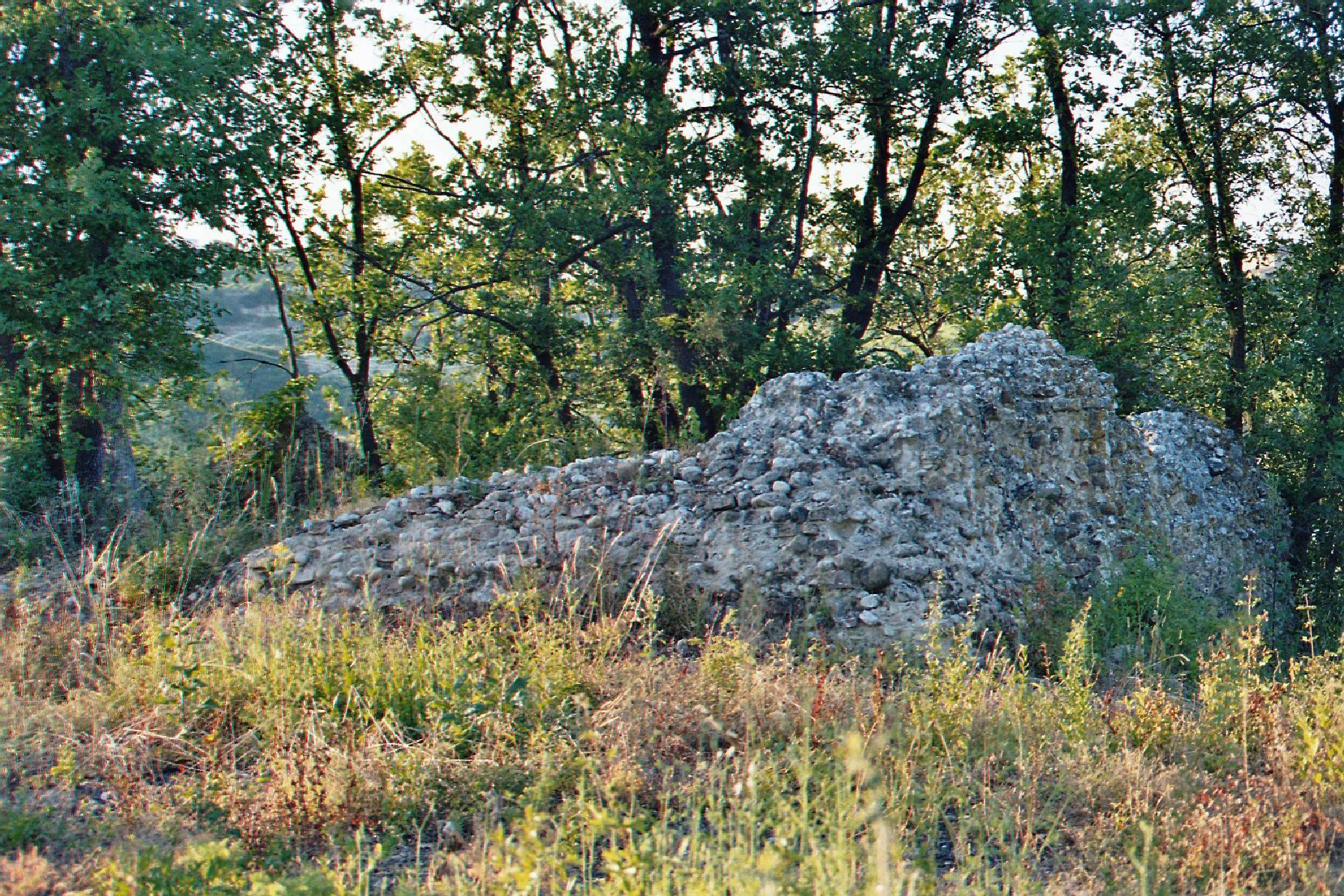
Ruderi della Castelletta

I Ruderi della Castelletta sono misteriosi e suggestivi, sono i probabili resti di una torre di avvistamento e segnalazione che si connetteva otticamente ad altre strutture del genere fino alla costa e da Carassai ad altre località dell'entroterra. Sono i resti di quello che un tempo era il sistema di allarme contro la più devastante sciagura dell'epoca fra il X secolo e l'XI secolo): le scorribande dei pirati saraceni.

#### La fonte di Campone
La fonte di Campone possiede un nome è alterato nel tempo. Anticamente si chiamava Fonte di Camporo dal nome dell'antico Castello di Camporo che sorse su un insediamento che esisteva già nel 1063 e fu distrutto durante gli assedi avvenuti nel 1325 e nel 1363. La fonte si trova, sul fondo di una valle, caratterizzata da un pendio scosceso verso nord-ovest e risulta attualmente coperta dai rovi.

#### Atelier Artistico Maurizio Virgili

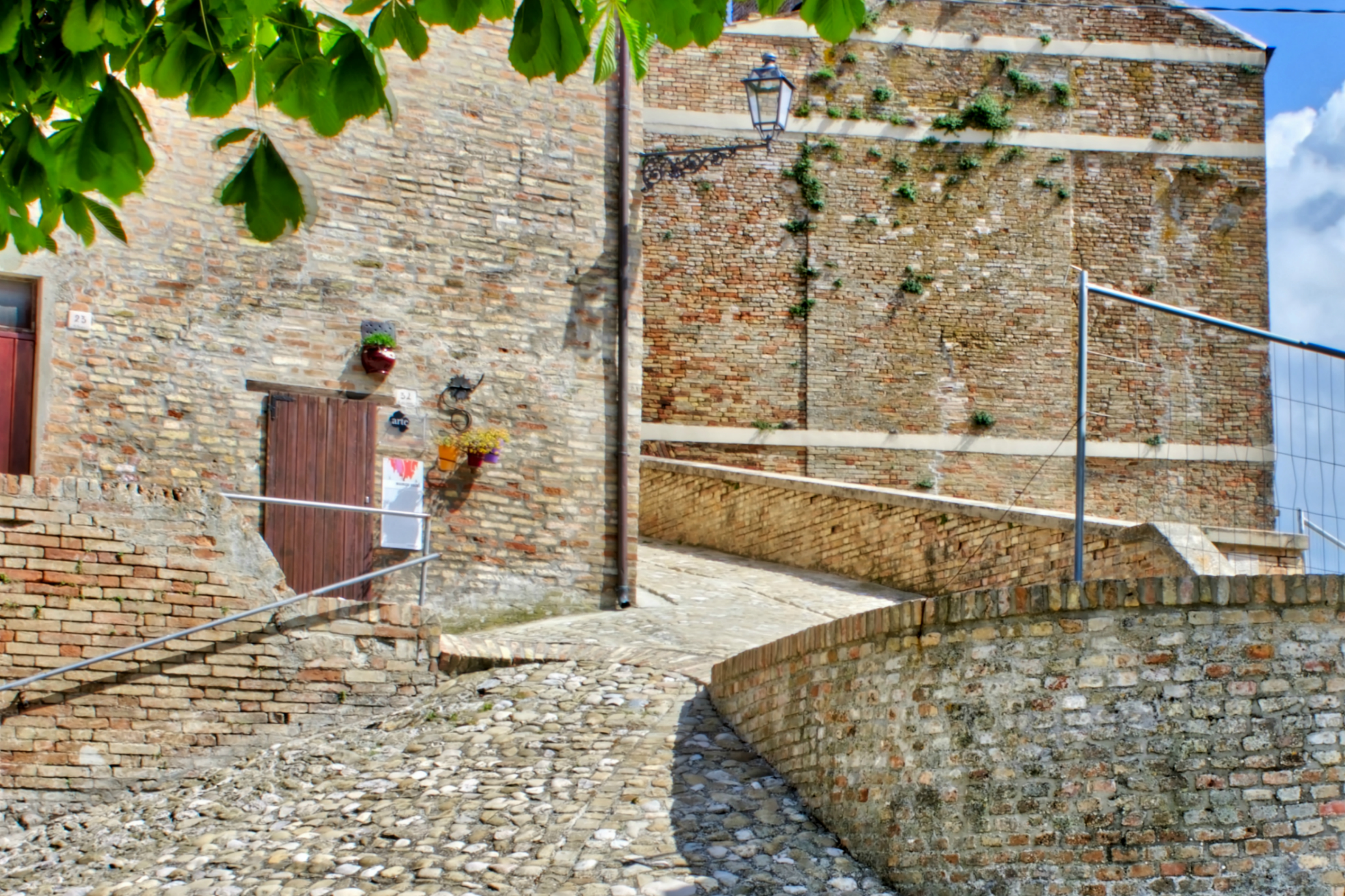
Atelier Artistico Vittorio Virgili

Maurizio Virgili è un artista che lavora nel suo atelier presso il Castello Vecchio di Carassai dove non circolano auto, motorini o bici e dove, anche in estate, i residenti sono molto pochi. È possibile osservarlo all'opera, circondato dall’atmosfera tranquilla dei vicoli.

#### Mulino ad acqua

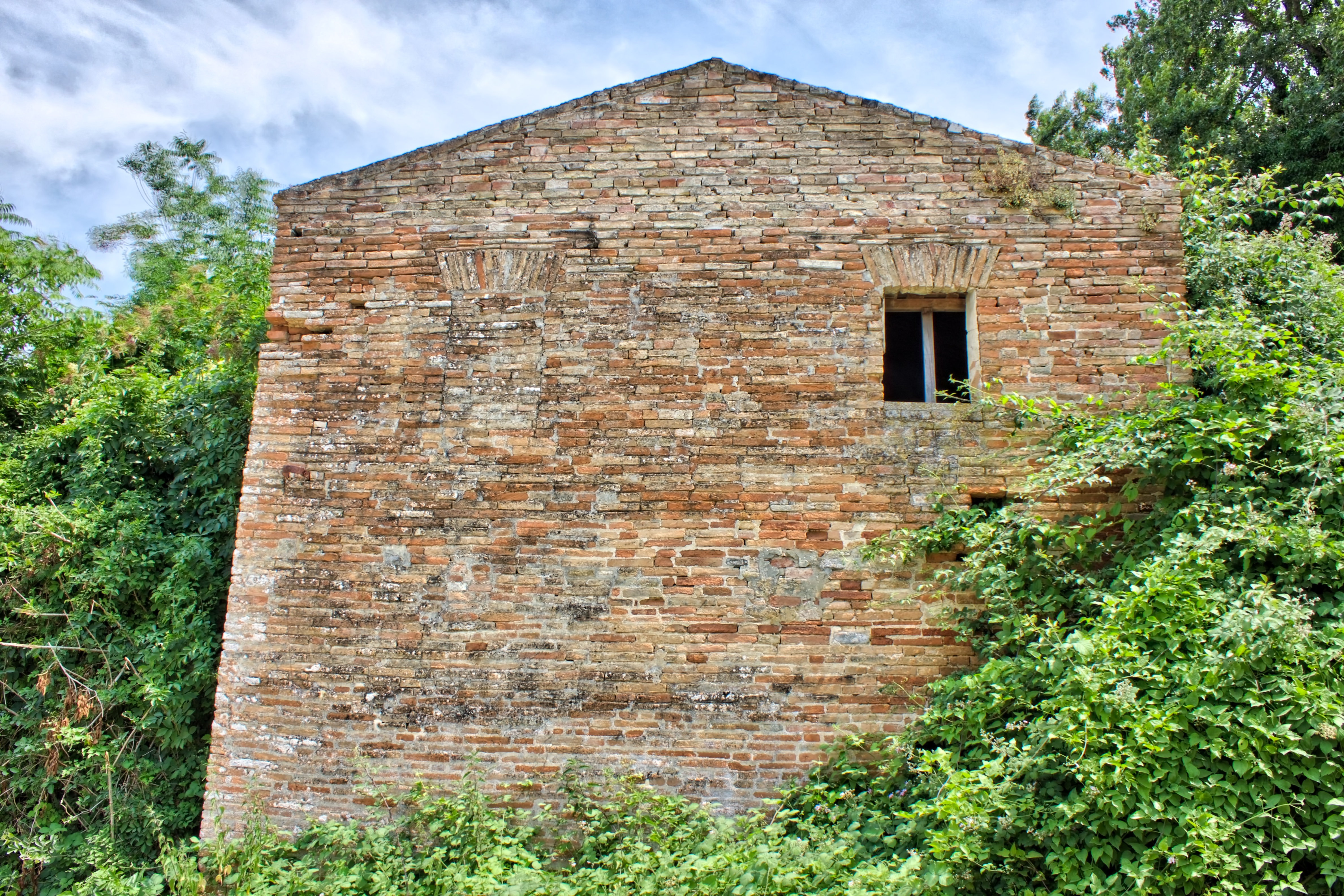
Mulino ad acqua

Il mulino ad acqua di Rocca Monte Varmine nei pressi della chiesa di Sant'Angelo in Piano è un edificio che, seppure vicinissimo alla strada interna che dall'Aso porta al castello, è attualmente difficile da individuare.
Questo mulino ad acqua era ancora in uso nella prima metà del secolo scorso e i più anziani ne conservano un ricordo preciso.
Una ricerca del sistema di adduzione dell'acqua ha evidenziato l'antico tracciato, rilevato dalla cartografia del Catasto Gregoriano risalente agli inizi dell'Ottocento.
La recente pratica della coltivazione intensiva dei fondi ha fatto sì che l'originario canale venisse ricoperto per consentire un transito più agevole dei mezzi agricoli.
Il mulino sebbene abbia conosciuto progetto di recupero che prevedeva la ricostruzione dell'immobile con tecniche e materiali conformi all'originaria, è tornato quasi al suo originale stato di abbandono.

#### Cimitero rurale di Rocca Montevarmine

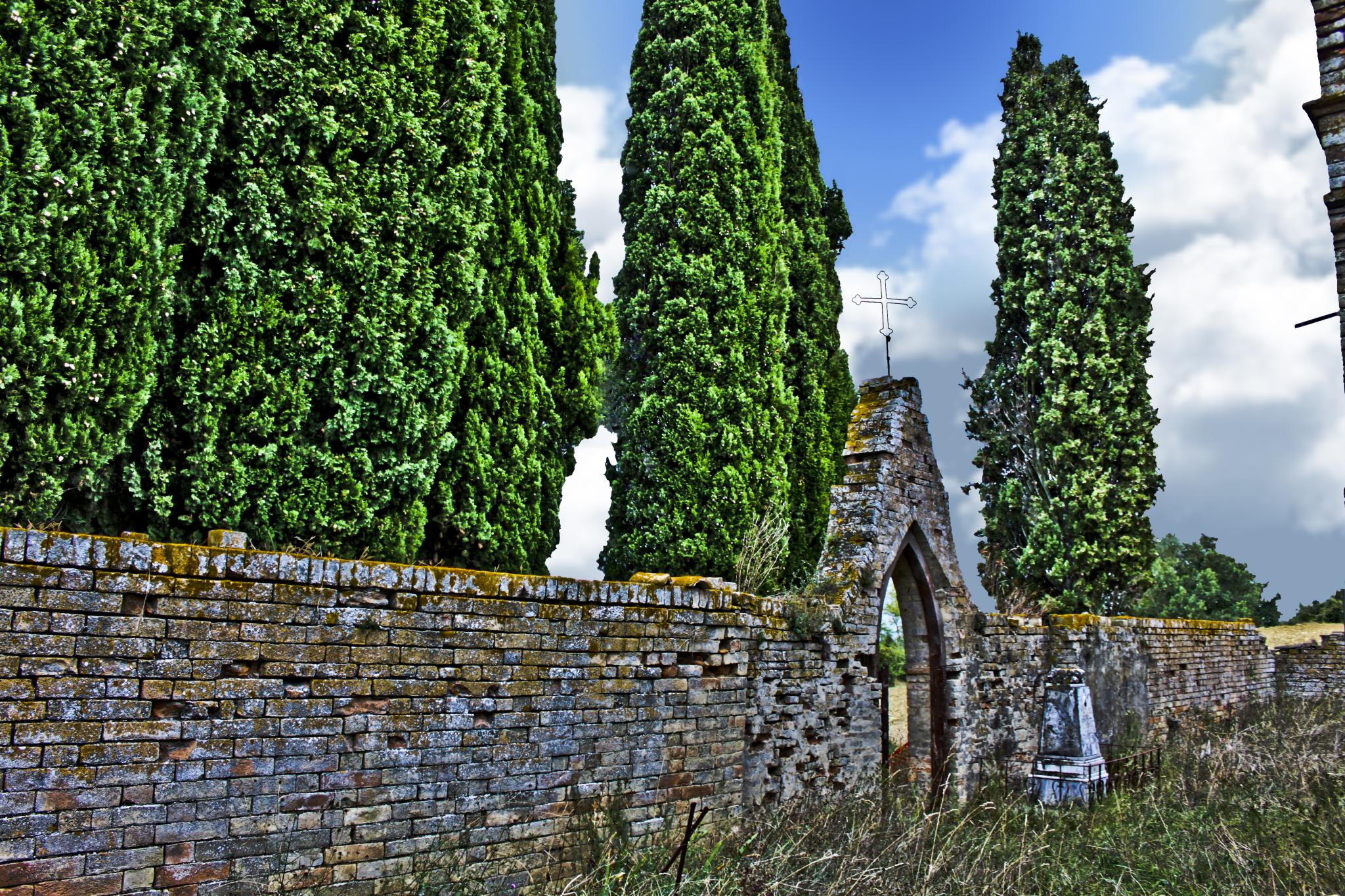
Cimitero rurale di Rocca Monte Varmine

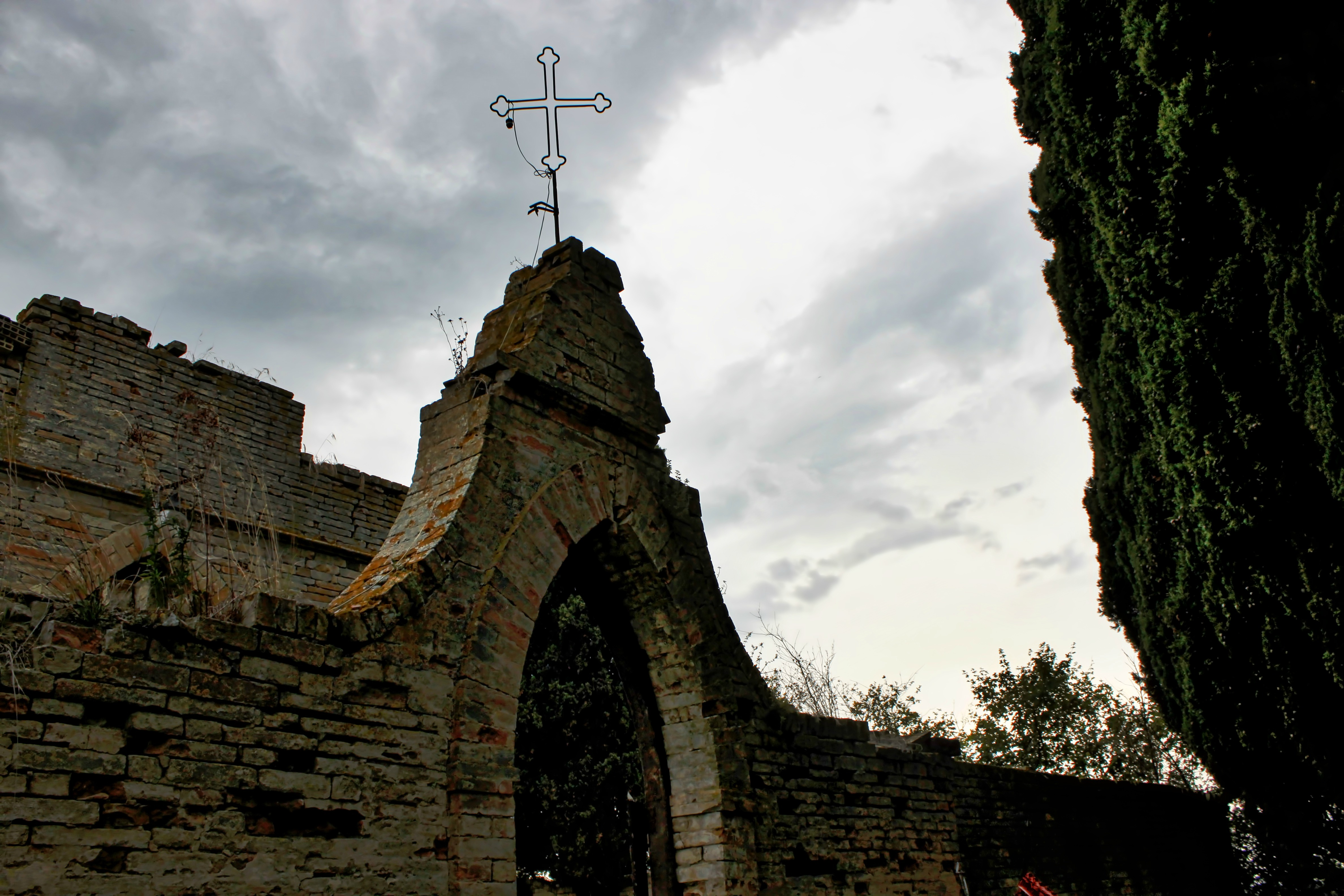
Cimitero di Rocca Montevarmine

Il cimitero rurale di Rocca Montevarmine fu realizzato nel 1900 attorno alla chiesa di San Luca costruita nel 1718 a pochi passi di distanza da quella antica del 1473.

## Società

### Evoluzione demografica
Abitanti censiti

### Etnie e minoranze straniere
Secondo i dati ISTAT al 31 dicembre 2015 la popolazione straniera residente era di 104 persone (9,45%).

### Dialetto
Il dialetto carassanese fa parte dei Dialetti marchigiani meridionali, detti anche dialetti abruzzesi settentrionali o dialetti aso-truentini o anche dialetti piceni, sono un gruppo di varietà dialettali parlate in gran parte della Provincia di Ascoli Piceno e in alcune zone di confine nelle province circostanti, a cavallo tra le Marche e l'Abruzzo. Questi dialetti condividono molti elementi in comune con gli altri dialetti italiani meridionali, ma possiedono molte caratteristiche proprie, tanto da essere considerati un gruppo a parte all'interno dei dialetti meridionali. Il dialetto carassanese, però, è ascrivibile al dominio linguistico del dialetto fermano (uno dei dialetti detti genericamente maceratesi-fermano-camerti) e per questa particolarità nel definirlo viene preferito il nome di dialetto piceno piuttosto che dialetto marchigiano meridionale.
Il dialetto Fermano ha prodotto specie nell'area tra Carassai e Ripatransone, il fenomeno del cosiddetto "doppio inventario vocalico"(concordanza sostantivo-aggettivo, soggetto-verbo, soggetto-verbo-oggetto).
Il dialetto carassanese, come tutti i dialetti marchigiani, ha similitudini a sé stanti con tutte le località distribuite a pettine lungo il corso del fiume che ha dato vita alla valle che sovrasta, in questo caso l'Aso. Queste località sono Pedaso, Campofilone, Montefiore dell'Aso, Carassai appunto, la Valdaso di Montalto delle Marche, Comunanza e Montemonaco nell'ordine di successione dal mare ai monti. Questo significa che ci sono più similitudini dialettali lungo le vallate, magari anche dallo stesso versante collinare, che fra località anche meno distanti, ma che un tempo erano più difficili da raggiungere.

#### I dialetti di Carassai, Montefiore e Force
Nisciun(u)'atru paésë in tutt(u)'u mùnnu
 Së pò vandà dë putèssë chiamà
 Ch(ë)'un nomë tandë semblicë ma piénu
 Dë 'na bèlla e 'na dóppia verità. Non tandë su quìlli chë c'è rëmasti,
 Ma su tùtti quìll(i)'atri jìti fòrë
 C'è 'na gran vòglia dë rëvëdé 'sti pòsti
 Chë j'ha lasciàtë un sìgnu lòch(ë)'u còrë. Più tìmbu passa e più non cë së sta,
 Sta voglia 'i turmènda fin'a quànnë
 O vivi o mùrti së rëvè a Carassà. Bìllu 'stu nomë, chë sta a dimustrannë
 Tùtta quanda 'a suddétta verità,
 Perché Carassà vor dì Caru Prassà.
In rosso sono evidenziate le vocali finali appartenenti all'inventario "debole"/abruzzese, in blu le vocali finali appartenenti all'inventario "forte"/fermano e in viola le vocali finali che appartengono ad entrambi gli inventari. Infatti il carassanese ha fuso i due inventari, e anche i sostantivi oltre agli aggettivi hanno assunto le terminazioni fermane (tìmbu, mùrti, eccetera), in questo modo parole come nomë o voglia possono appartenere a entrambi gli inventari, accettando entrambe le terminazioni -ë ed -a.
Nella Val d'Aso, i dialetti di Carassai e Montefiore dell'Aso sono stati tanto "contaminati" da perdere la maggior parte delle caratteristiche meridionali, conservando pochi elementi arcaici esclusivamente tra i parlanti più anziani.
Nei dialetti di Carassai, Montefiore e Force l'influenza fermana è stata e continua ad essere molto forte, tanto che l'inventario debole abruzzese e quello forte marchigiano si sono fusi dando vita ad un unico inventario misto. Infatti oltre ad aggettivi e pronomi personali, anche molti sostantivi assumono desinenze forti (tìmbu per "tempo", pùrci per "maiali", pèrsica per "pesca"), altri sostantivi, insieme ad avverbi e forme verbali, mantengono invece la forma debole (Asë per il fiume Aso, quànnë per "quando", currènnë per "correndo").
Questa situazione di interferenza e transizione può essere ben vista nella poesia in carassanese "A Carassà, nome verità" di Pino Ciocca, di fianco riportata.
In queste varietà la "metafonesi" è oggi estremamente recessiva, a differenza dei territori posti sia a sud che a nord. Dall'altra parte questi dialetti non presentano alcuno scadimento delle atone finali ma si limitano, come nella vicina Petritoli, a terminare le prime persone dei verbi in -e., come per alcuni avverbi (ecche per "qui").

## Geografia antropica
L'antico borgo di Carassai è formato da due nuclei di origine medievale. Il primo, denominato Castello Vecchio, sembra risalire all'epoca feudale; nel corso del tempo subì numerose distruzioni e fu più volte ricostruito. La seconda entità è costituita dal cosiddetto Castello Nuovo, edificato a partire dagli ultimi decenni del Trecento, ma sviluppatosi soprattutto nel XV secolo.

### Frazioni

#### Rocca Monte Varmine
Rocca di Monte Varmine fa parte del comune di Carassai, in provincia di Ascoli Piceno, nella regione Marche.
La frazione o località di Rocca di Monte Varmine dista 4,76 chilometri dal medesimo comune di Carassai di cui essa fa parte.

#### Altre frazioni o Località
Del comune di Carassai fanno parte anche le frazioni o località di Biondi (1,85 km), Casali (2,42 km), Case sparse (-- km), Colle Monte Varmine (3,22 km), Giacobbi (2,47 km), Madonnetta (0,99 km), Menocchia (5,07 km), Pennesi (0,67 km), Silos (0,55 km), Zona Artigianale Val Menocchia (1,61 km).

## Infrastrutture e trasporti
Il comune di Carassai si trova in Provincia di Ascoli Piceno sulla linea di confine con la Provincia di Fermo.

### Auto
Il comune di Carassai è raggiungibile dall'A14 Bologna - Taranto, dai caselli di Pedaso e Grottammare. Dista, inoltre 17 km dalla SS16 Adriatica.
Il comune è inoltre servito dalle strade provinciali:
- Strada provinciale 238 Via Valdaso (ex Strada statale 433 di Val d'Aso)
- Strada provinciale 58
- Strada provinciale 22
- Strada provinciale 91

### Autobus, Treno, aereo, nave
- Carassai risulta molto ben collegato con linee autobus extraurbane per le importanti città di Fermo e San Benedetto del Tronto e tutte le località intermedie (orari estivi ed invernali differenti).
- Le stazioni più vicine al centro di Carassai sono quella di Pedaso e di Cupra Marittima.
- Lo scalo più vicino in direzione nord è l'aeroporto di Ancona-Falconara, nominato alla memoria del pittore cinquecentesco Raffaello Sanzio, situato a 90 km circa da Carassai.
- L'Aeroporto di Pescara è situato a 100 km circa da Carassai in direzione sud.
- L'Aeroporto di Roma-Fiumicino dista 280 km circa da Carassai in direzione ovest ed è molto ben collegato da linee Bus dirette da Cupra Marittima.
- Il comune di Carassai dista 89 km dal porto di Ancona.

## Amministrazione
Di seguito è presentata una tabella relativa alle amministrazioni che si sono succedute in questo comune.
| Periodo        | Periodo        | Primo cittadino      | Partito          | Carica  | Note   |
| -------------- | -------------- | -------------------- | ---------------- | ------- | ------ |
| 1947           | 1956           | Armilleo Mecozzi     | DC               | Sindaco | [ 33 ] |
| 1956           | 1960           | Enrico Pallottini    | DC               | Sindaco | [ 33 ] |
| 1960           | 1964           | Ulderico Marcozzi    | DC               | Sindaco | [ 33 ] |
| 1964           | 1970           | Rodolfo Pomioli      | DC               | Sindaco | [ 33 ] |
| 1970           | 1975           | Vincenzo Mattioli    | DC               | Sindaco | [ 33 ] |
| 1975           | 1980           | Abramo Vespasiani    | DC               | Sindaco | [ 33 ] |
| 1980           | 1985           | Abramo Vespasiani    | DC               | Sindaco | [ 33 ] |
| 19 giugno 1985 | 24 maggio 1990 | Abramo Vespasiani    | DC               | Sindaco | [ 34 ] |
| 24 maggio 1990 | 24 aprile 1995 | Vincenzo Polini      | DC               | Sindaco | [ 34 ] |
| 24 aprile 1995 | 14 giugno 1999 | Tiziana Pallottini   | Lista civica     | Sindaco | [ 34 ] |
| 14 giugno 1999 | 14 giugno 2004 | Tiziana Pallottini   | Lista civica     | Sindaco | [ 34 ] |
| 14 giugno 2004 | 7 giugno 2009  | Luigi Polini         | Lista civica     | Sindaco | [ 34 ] |
| 8 giugno 2009  | 24 maggio 2014 | Tiziana Pallottini   | Lista civica     | Sindaco | [ 34 ] |
| 25 maggio 2014 | 26 maggio 2019 | Vincenzo Polini      | Lista civica     | Sindaco | [ 34 ] |
| 27 maggio 2019 | 9 giugno 2024  | Gianfilippo Michetti | Viviamo Carassai | Sindaco | [ 34 ] |
| 10 giugno 2024 | in carica      | Gianfilippo Michetti | Viviamo          | Sindaco | [ 34 ] |

## Cultura

### Istruzione

#### Scuole
- Scuola dell'infanzia - Conosciuta anche come "scuola materna". Per bambini fino a 5 anni.
- Scuola primaria - È la "scuola elementare". Bambini da 5 a 11 anni. Ha una durata di cinque anni.
- Scuola secondaria di primo grado - Comunemente detta scuola media o scuola media inferiore, rappresenta il primo livello del secondo ciclo di studio dell'istruzione obbligatoria. Dura tre anni, dagli 11 ai 14 anni.

#### Biblioteche
- Biblioteca comunale, sita presso il palazzo municipale.
- Biblioteca privata
- Archivio storico comunale, sito presso il palazzo municipale.

### Musei

#### Antiquarium comunale di Carassai
Il museo dispone di circa quattrocento reperti, più della metà dei quali sono di età romana, con presenza di un modesto numero di materiali pre-protostorici e preromani. I materiali provengono tutti dal territorio di Carassai: principalmente dall'area di Rocca Monte Varmine, dalla località San Vito e dalla necropoli di Sant'Agata, ma anche da numerosi fondi agricoli situati in prossimità del fiume Aso e del torrente Menocchia.

#### Museo della Civilta Contadina e Tradizioni Popolari
Il Museo, di recente allestimento, è ubicato nei locali della vecchia farmacia. In mostra un'assortita raccolta di testimonianze della civiltà contadina dal XVII secolo alla seconda guerra mondiale. Sono esposti gli attrezzi di lavoro del contadino, del falegname, del bottaio, del fabbro, del maniscalco, del carpentiere, oggetti di uso quotidiano e giochi dei bambini. Pentole, stoviglie, contenitori vari e gli strumenti utilizzati per la tessitura.

### Associazioni culturali

#### Associazione Archeoclub d'Italia
L'Associazione Archeoclub d'Italia Onlus sede di Carassai è costituita da volontari, riuniti nella sede locale, che operano attraverso attività culturali che, risvegliano l’attenzione dei concittadini e mettono in luce le tipicità del territorio promuovendolo al di fuori dei propri confini.

#### Associazione culturale Sibilla Arte
L'Associazione culturale Sibilla arte è uno spazio dedicato all'arte visiva, alla fotografia, agli incontri sui temi dell'attualità dell'arte, alle lettere, alla poesia, alla conoscenza e conservazione territorio.

#### Carassai e Carassanesi nel Mondo
Per il momento "Carassai e Carassanesi nel Mondo" è solo una pagina Facebook di semplici affezionati a questo borgo delle Marche, non un'associazione vera e propria.
I risultati, però, raggiunti soprattutto nell'attività di ricerca, datazione, catalogazione e divulgazione di vecchie foto di vario genere, ne fanno una lodevole iniziativa di alto valore culturale per la memoria storica di Carassai.

### Eventi
- Fiera di Sant'Angelo in piano (la seconda domenica di maggio)
- Festa di San Barnaba (11 giugno)
- Sagra della tagliatella con la papera (agosto)
- Sagra della Salsiccia alla brace (agosto)
- Festa del Voto (ultima domenica di agosto)

## Cucina
La cucina tradizionale di Carassai può offrire al turista un appagante viaggio nella gastronomia del piceno e delle Marche. La cucina di Carassai rispecchia le peculiarità di un territorio che in una distanza contenuta, presenta marcate differenziazioni paesaggistiche e geografiche.

### Primi piatti
Nella cucina carassanese troviamo vari tipi di pasta: ravioli, cannelloni, vincisgrassi, tagliatelle, pappardelle, taccù (sorta di maltagliati), tajulì pilusi (versione povera delle tagliatelle), frascarelli, tortellini e cappelletti. Troviamo inoltre la polenta, gli gnocchi, minestre e zuppe come la stracciatella. Sughi tradizionali sono a base di pomodoro, carne di maiale, pesce e verdure.

### Carni
Tra le carni primeggia quella suina, con salumi (insaccati e non) e tagli da arrostire o per fare sughi. Tra il pollame, il pollo, l'anatra e il tacchino. Tra gli ovini, l'agnello e il castrato. Altre carni tipiche della cucina carassanese sono la carne bovina e il coniglio. Piatti tipici a base di interiora sono la coratella di agnello (preparata con fegato, polmoni, cuore e altre interiora, con uova e servita come antipasto), le frattaglie di vitello, le spuntature (pajata al forno), la trippa, i fagioli con le cotiche e i fegatini. Tra i salumi sono da annoverare il ciauscolo e i tradizionali salami, lonza o coppa (capocolli), prosciutti. Le salsicce (di carne e di fegato) occupano un posto di rilievo rappresentando il piatto principe della tradizionale “Sagra della Salsiccia alla Brace”. Altri piatti della tradizione sono le carni di pollo, coniglio o agnello, spezzate e rosolate in padella, nella cottura definita ngip 'ngiap. Altri piatti sono la galantina, l'arrosto, il sanguinaccio, i piccioni (soprattutto ripieni). La porchetta non manca mai, soprattutto in occasioni di feste e fiere.

### Pesce
Tipico delle feste di paese è la frittura di pesce (calamari e pesce azzurro) nello strutto. Tra i più tradizionali sono, il baccalà e lo stoccafisso. Piatti a base di molluschi annoverano seppie e calamari ripieni al forno.

### Verdura e legumi
Tra i piatti a base di verdure e legumi ci sono zuppe, insalate e grigliate. Piatto tipico della cucina povera è la mëstëcànza (misticanza), un'insalata mista di varie erbe e verdure rigorosamente cercate nei prati. Carciofi, broccoli e zucchine sono stufati al verde, bolliti o fritti.

### Pane, pizze e dolci
La zuppa inglese è un dolce molto diffuso e viene comunemente chiamato pizza dolce. Dolci e biscotti con mosto, maritozzi, pizze col mosto, torte di ricotta e crostate sono altri dolci tradizionali. Dolci tipici delle feste sono: le ossa e le fave dei Morti (dolci dei morti), la pizza di Pasqua (con impasto lievitato e l'aggiunta di canditi, da consumare nell'occasione della colazione della mattina di Pasqua), il frustingo (dolce fatto con fichi secchi, miele e scorze di agrumi delle festività natalizie), il castagnaccio (con farina di castagne e frutta secca), le sfrappe, la cicerchiata e le castagnole di Carnevale, le zeppole di San Giuseppe (19 marzo).

### Le fritture
La frittura è il piatto tradizionale del pranzo domenicale e della maggior parte delle celebrazioni.
Le fritture tipiche di Carassai sono le olive ascolane (olive verdi denocciolate e ripiene di carne mista macinata dopo la cottura, impastate con parmigiano, rossi d'uovo e noce moscata impanate e fritte), i cremini (cubetti di crema fritta), verdure fritte (zucchine, carciofi, broccoli) e le cotolette impanate e fritte di agnello.
La Sagra della Salsiccia alla Brace, è una delle più rinomate nella Regione Marche, frequentatissima dai turisti italiani e stranieri che soggiornano sulla riviera adriatica o nell’entroterra.
L'evento, che ha luogo nella settimana a cavallo di ferragosto, punta sulla produzione tipica Carassanese di maggior prestigio: la Salsiccia Regina.
La Sagra della Salsiccia alla Brace di Carassai è fra le poche a possedere il marchio “3P” (prezzo, prodotto, professionalità), per la qualità dei prodotti, per il servizio e la pulizia offerti e la Prima sagra in Italia a ottenere l'attestazione sanitaria del Manuale HACCP.
Parlando della Salsiccia. Questa è prodotta macellando maiali DOP (Denominazione di origine protetta) che posseggono una carta d’identità di sicura origine della carne.
La salsiccia di Carassai è l'unica prodotta con carne di maiale anche delle preziose cosce posteriori, i cosiddetti prosciutti.
Lunga è la tradizione di lavorazione della carne suina, in particolare viene ottenuta selezionando accuratamente pancetta, prosciutto, spalla e filetto (vedi Tagli di carne suina) dosando sale e spezie.
Gusto e sapidità delle carni vengono esaltati dalla sapiente cottura al calore della brace di legni aromatici, che rappresenta il valore aggiunto della Sagra.

## Economia
L'economia del comune è sia artigianale, sia industriale, sia agricola, sia turistica.

### Agricoltura
Nel settore agricolo, particolarmente apprezzate sono le produzioni di vini, quali l'Offida Rosso, il Rosso Piceno, Il Falerio dei Colli Ascolani, il Pecorino (vino), la Passerina e il Marche Rosso. La produzione vinicola di Carassai può vantare vini premiati con i “Tre Bicchieri” e menzioni del Gambero Rosso.

### Artigianato e Industria
Sul piano artigianale il comune presenta realtà nella produzione di Salumi e Dolci. Nell'industria il comune annovera realtà nel settore calzaturiero.

### Turismo
A livello turistico, il borgo è privilegiato dalla sua storia e dalla sua cultura, dalla posizione geografica e dalla sue tradizioni culinarie. Il paese è posto a pochi km dal Parco nazionale dei Monti Sibillini. Le località balneari come Cupra Marittima e Pedaso distano pochi chilometri e il paese conosce anche un turismo di tipo escursionistico dei villeggianti della marina. Nutrita è l'offerta nell'ospitalità e nella ristorazione con diversi agriturismi, case per vacanza, bed and breakfast, campeggi, camper service.
Numerosi sono gli eventi annuali che hanno luogo nel borgo ma uno su tutti è in grado di attrarre migliaia di partecipanti: La “Sagra della Salsiccia alla Brace”. Un evento organizzato dalla Polisportiva Carassai che ha luogo da più di 40 anni nella settimana a cavallo di Ferragosto.

## Sport
La squadra di calcio locale, la Polisportiva Carassai, disputa il campionato di Terza Categoria marchigiana girone G.
A Carassai c'è anche una squadra di calcio a 5 che milita in Serie D, ma gioca le partite a Montefiore dell'Aso, presso il palazzetto del paese.

### Impianti sportivi

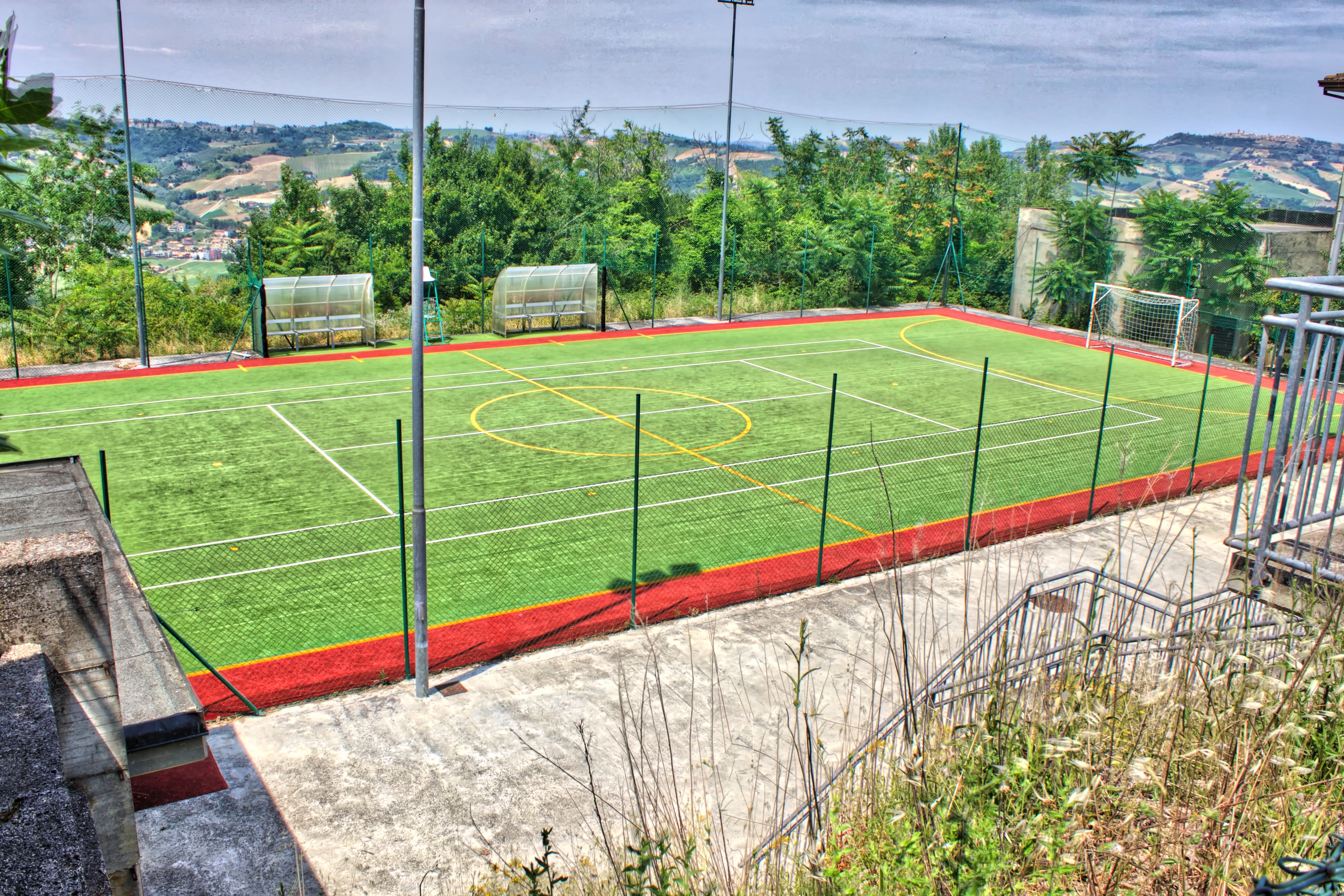
Campo di Calcetto e Tennis con spogliatoi e docce

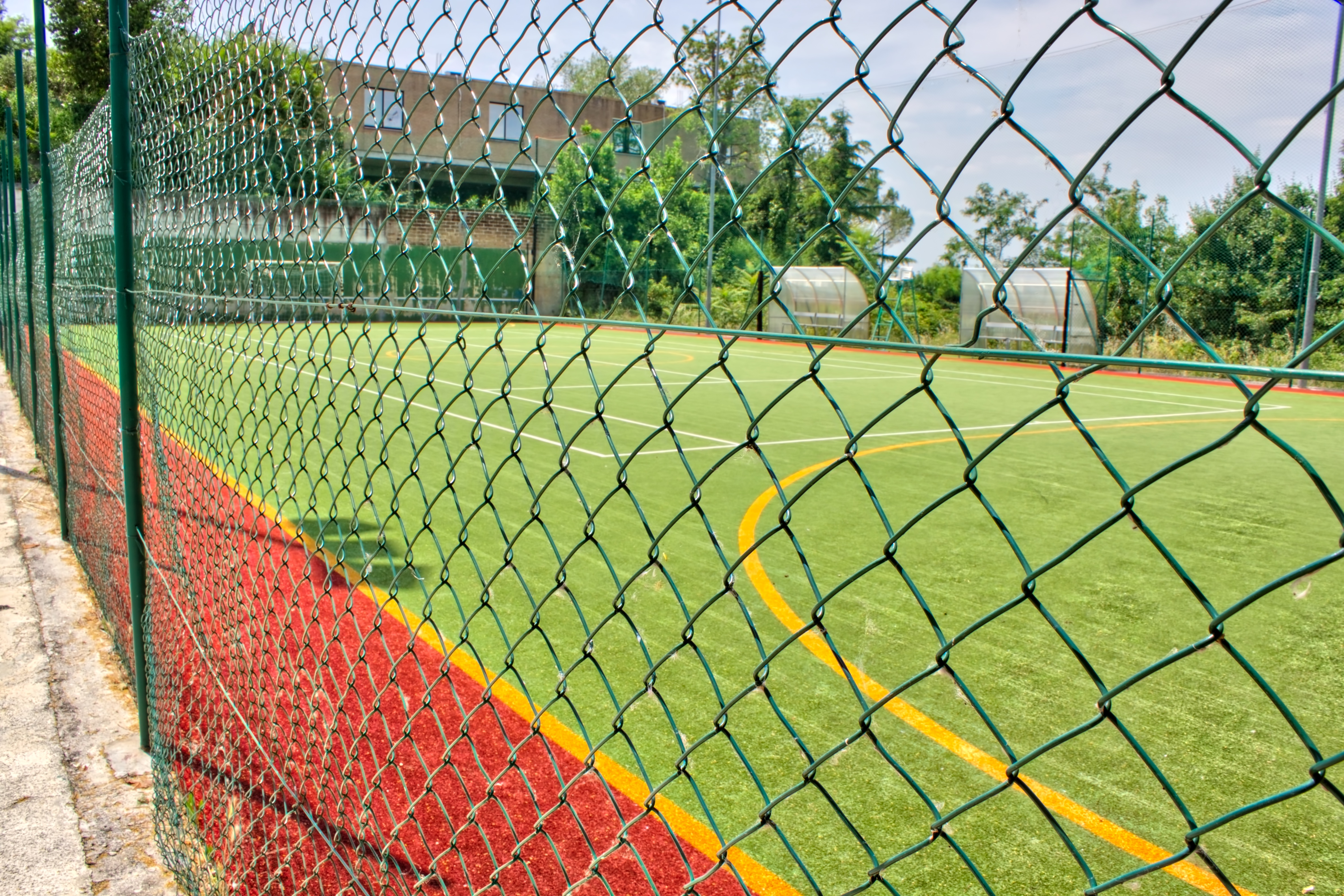
Campo di Calcetto e Tennis in sintetico

- Stadio Comunale Rocca di Montevarmine, ha una capienza 600 posti, un manto erboso, dotato di docce e spogliatoi per due team sportivi più arbitro e misure di 102,20x63 m
- Campo di allenamento dello Stadio Comunale Rocca di Montevarmine: è un piccolo campo da calcio delle dimensioni di un campo da calcetto.
- Campo polivalente in Viale Adriatico, è una superficie al quarzo adatta a svariate attività: ginnastica, pattinaggio, passeggiate per anziani ed eventi
- Campo di Calcetto-Tennis con superficie sintetica ed ammortizzante dell'impatto, gradinate per gli spettatori, spogliatoi e docce per gli sportivi.

## Galleria d'immagini

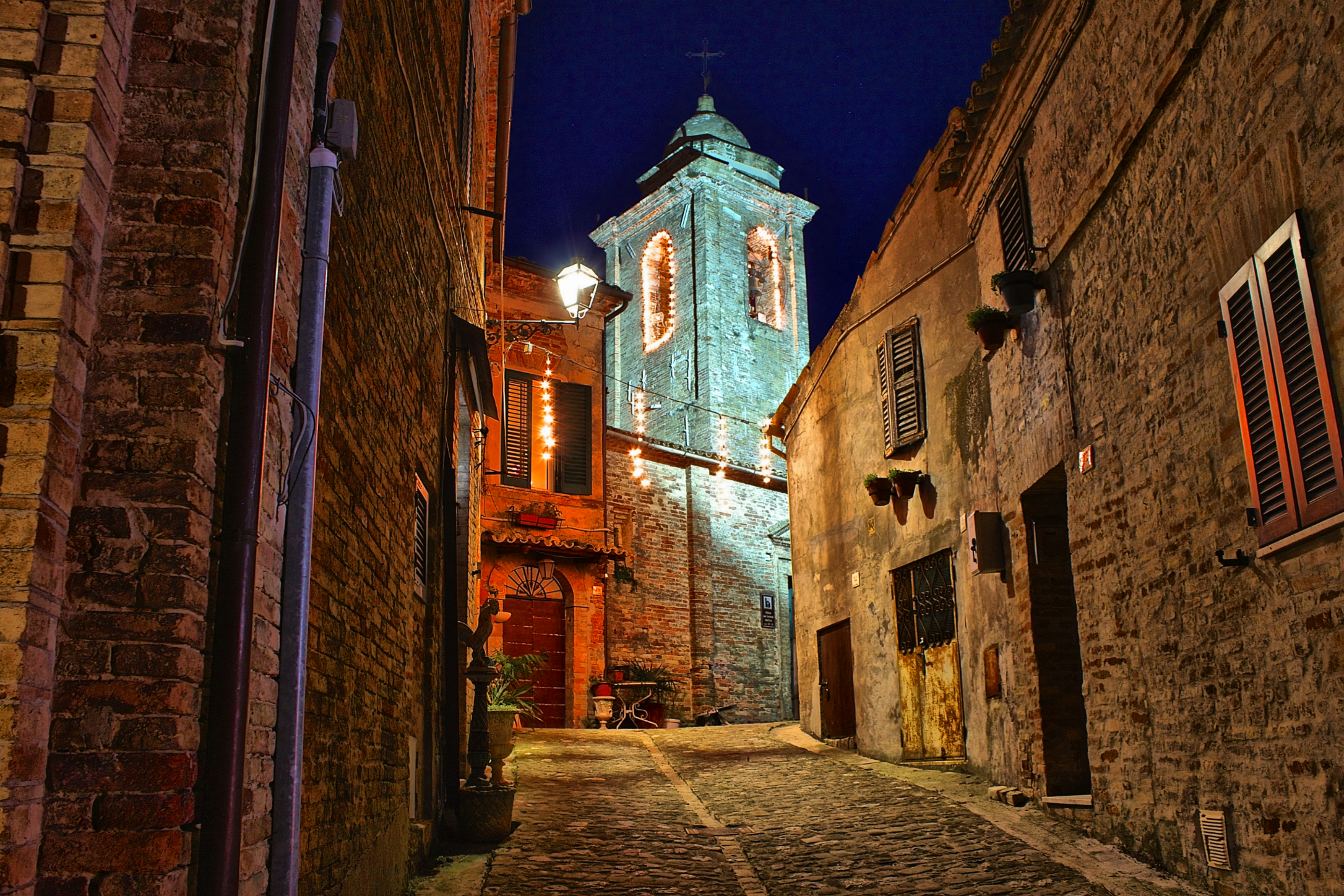
Castello Vecchio e Chiesa di San Lorenzo
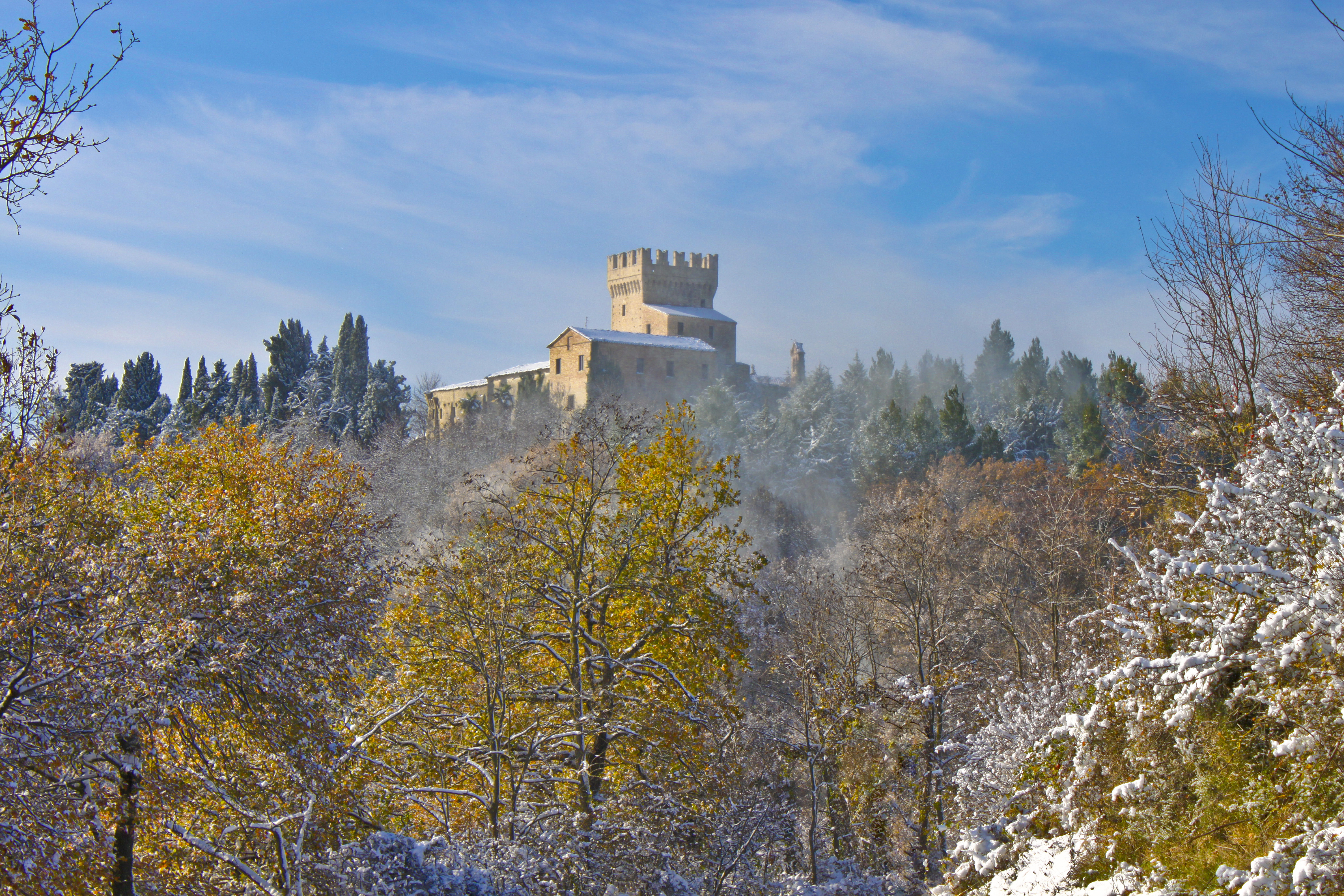
Castello di Rocca Montevarmine in Inverno
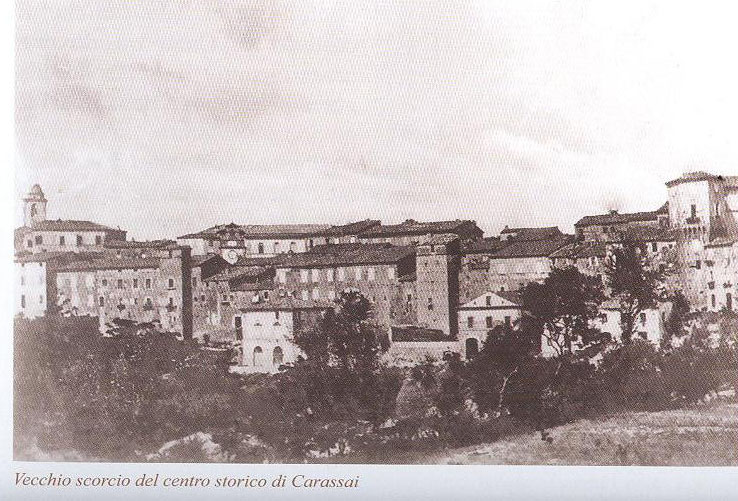
Foto storica di Carassai
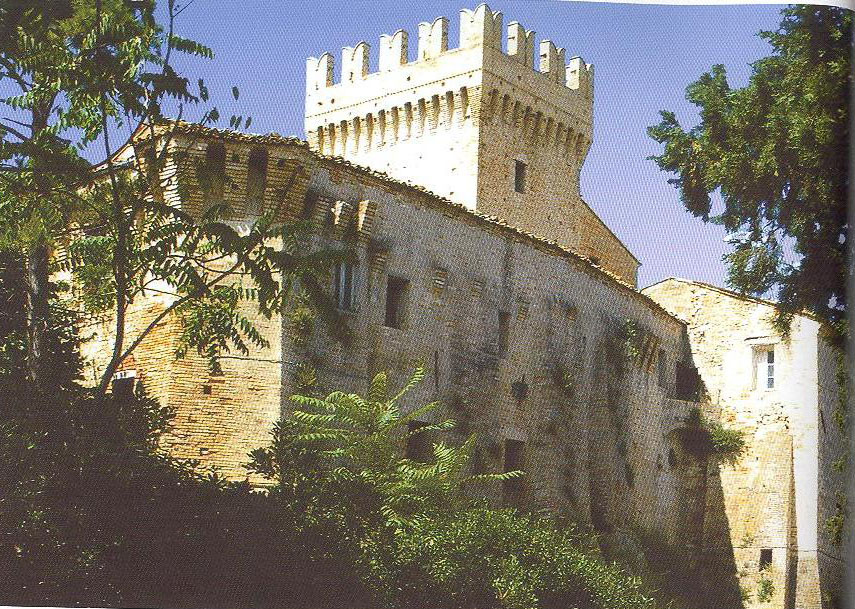
Castello di Rocca Montevarmine
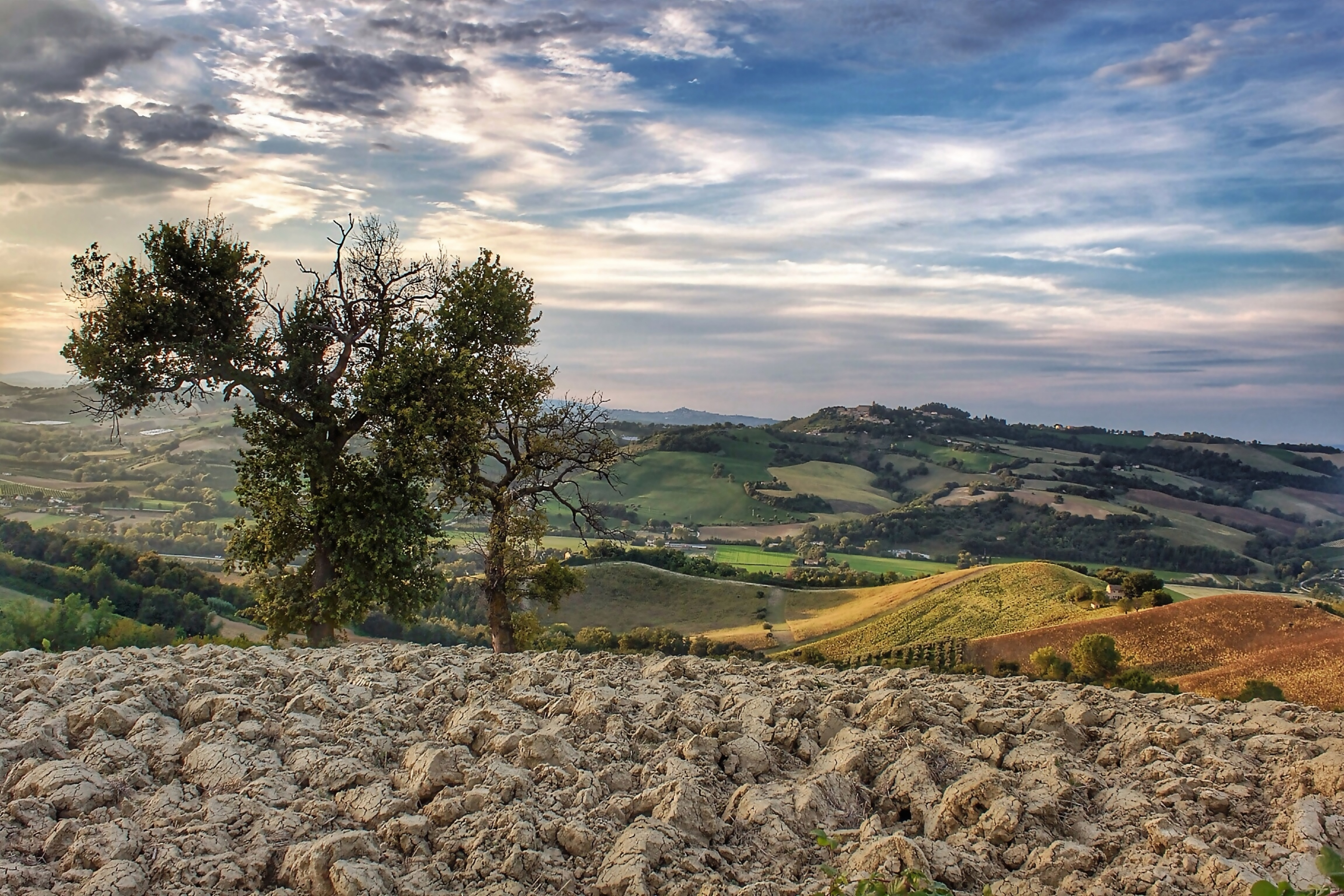
Val d'Aso da Rocca Montevarmine
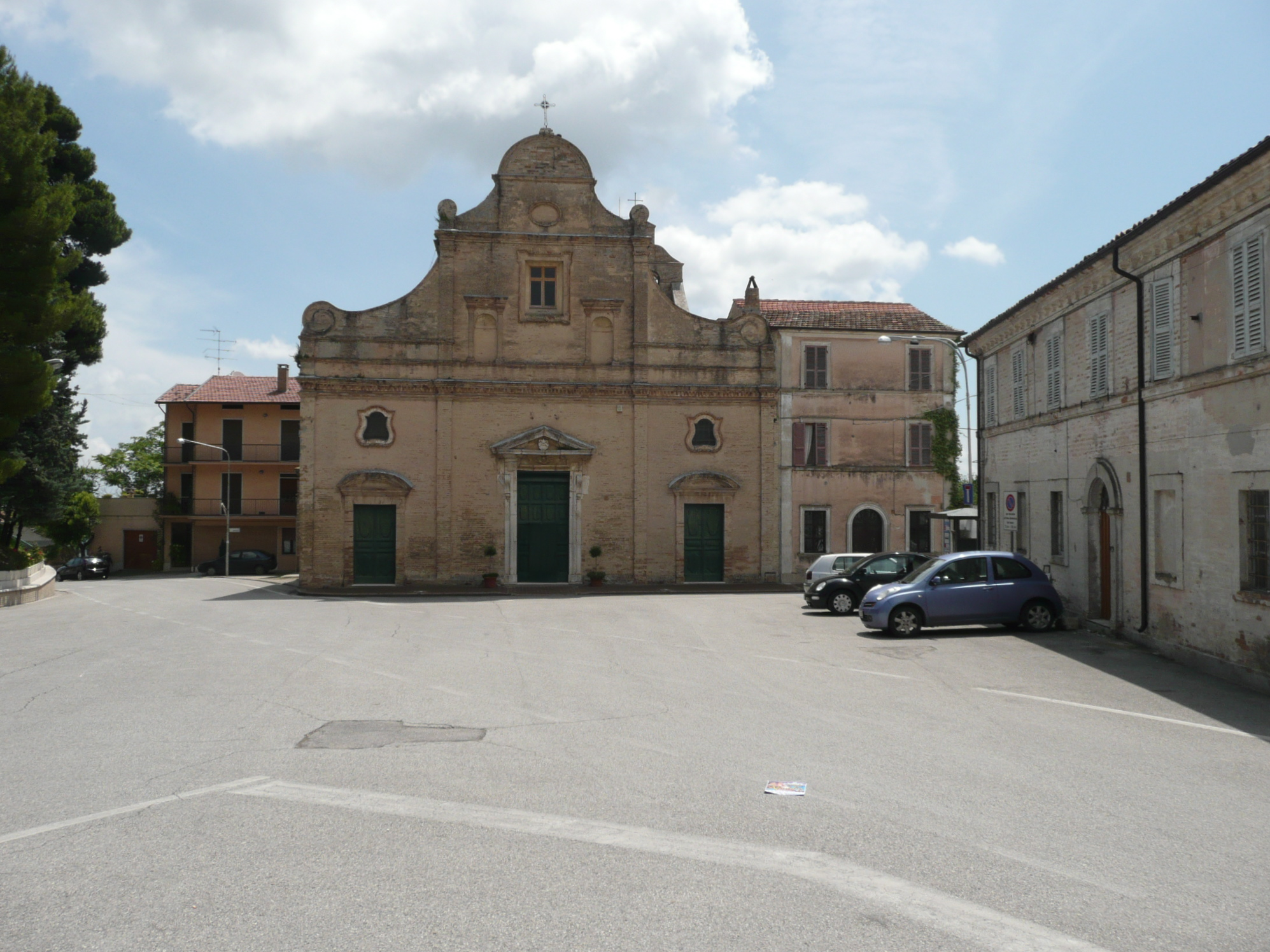
Chiesa di Santa Maria del Buon Gesù
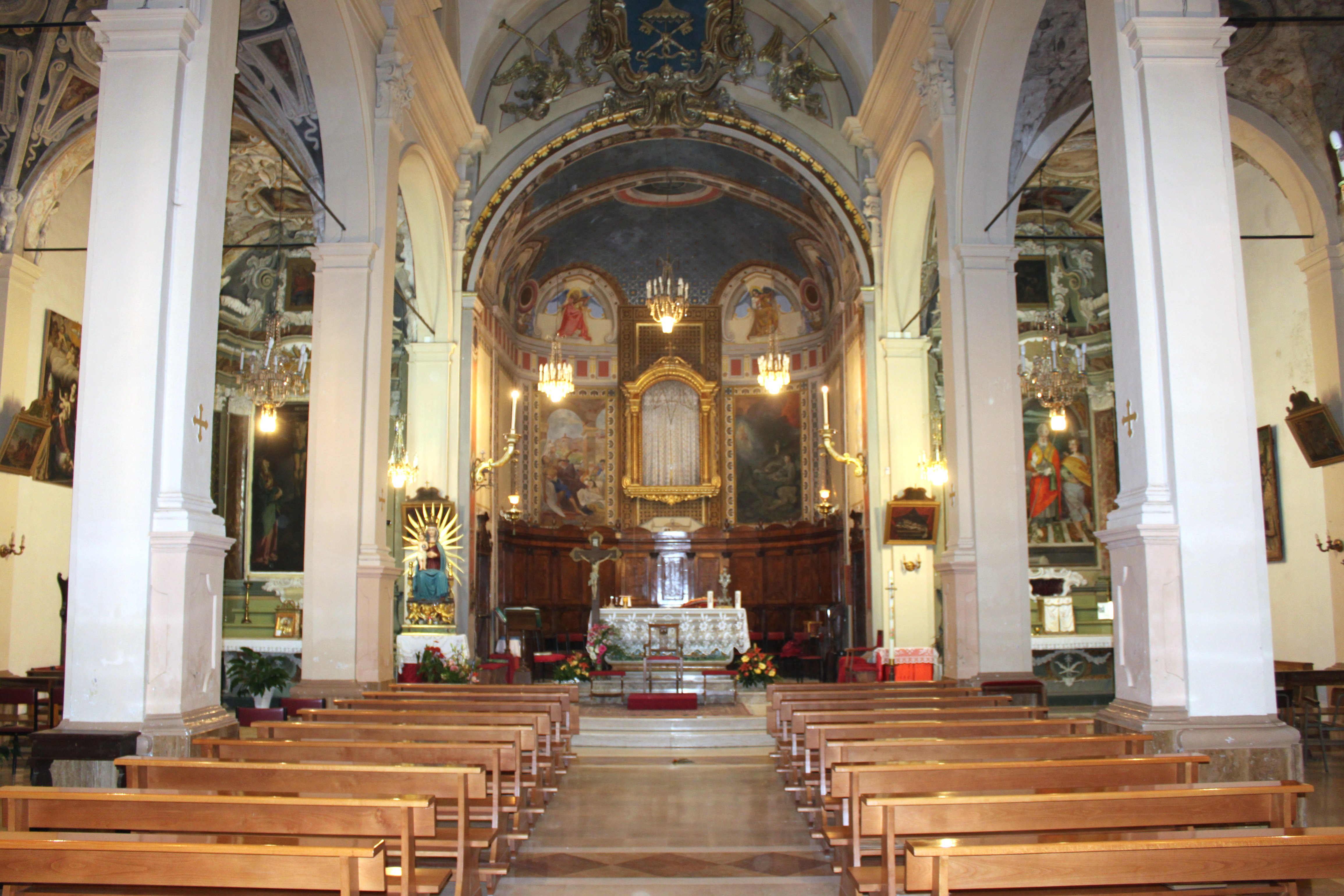
Interno della chiesa di Santa Maria del Buon Gesù
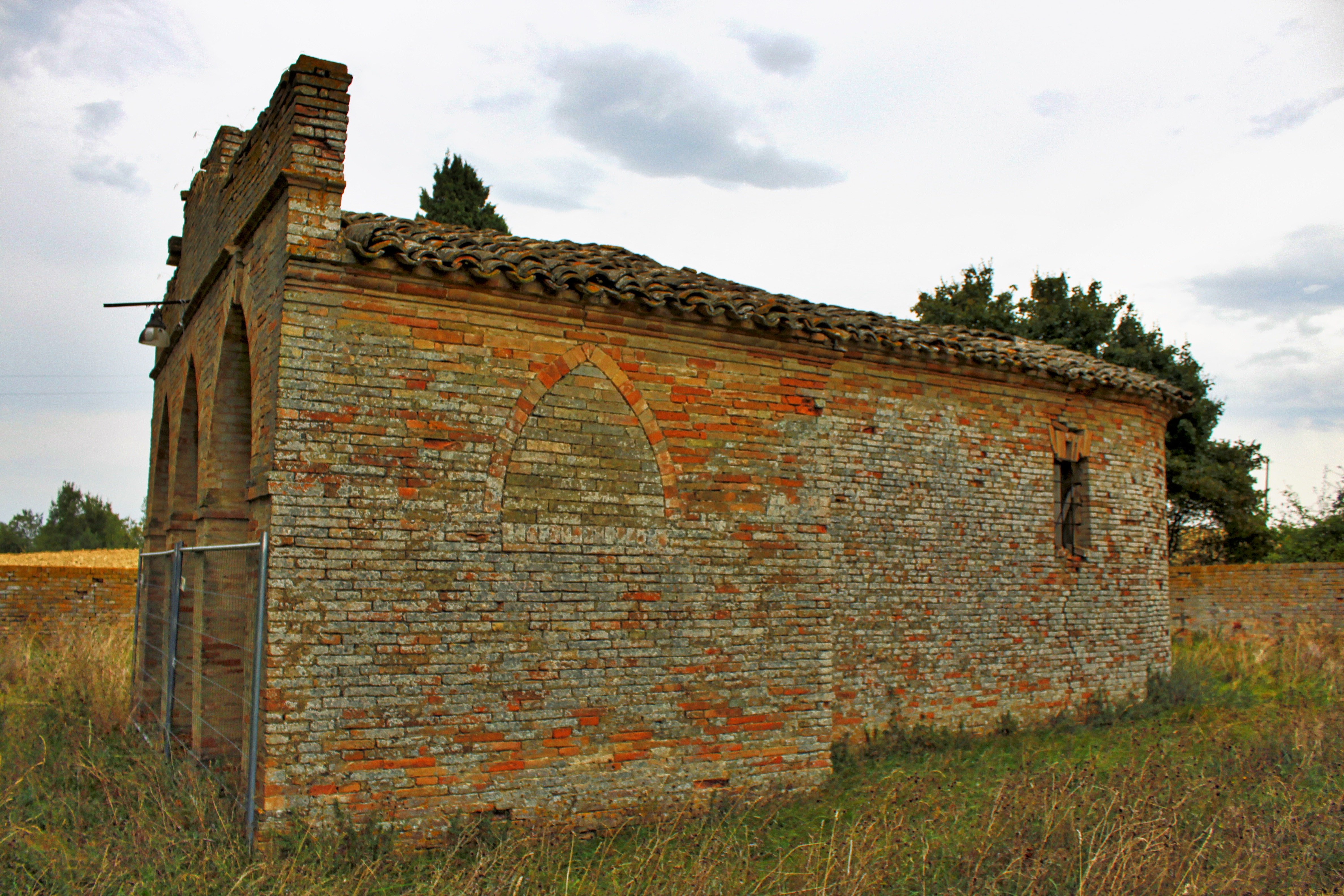
Carassai: chiesa di San Luca
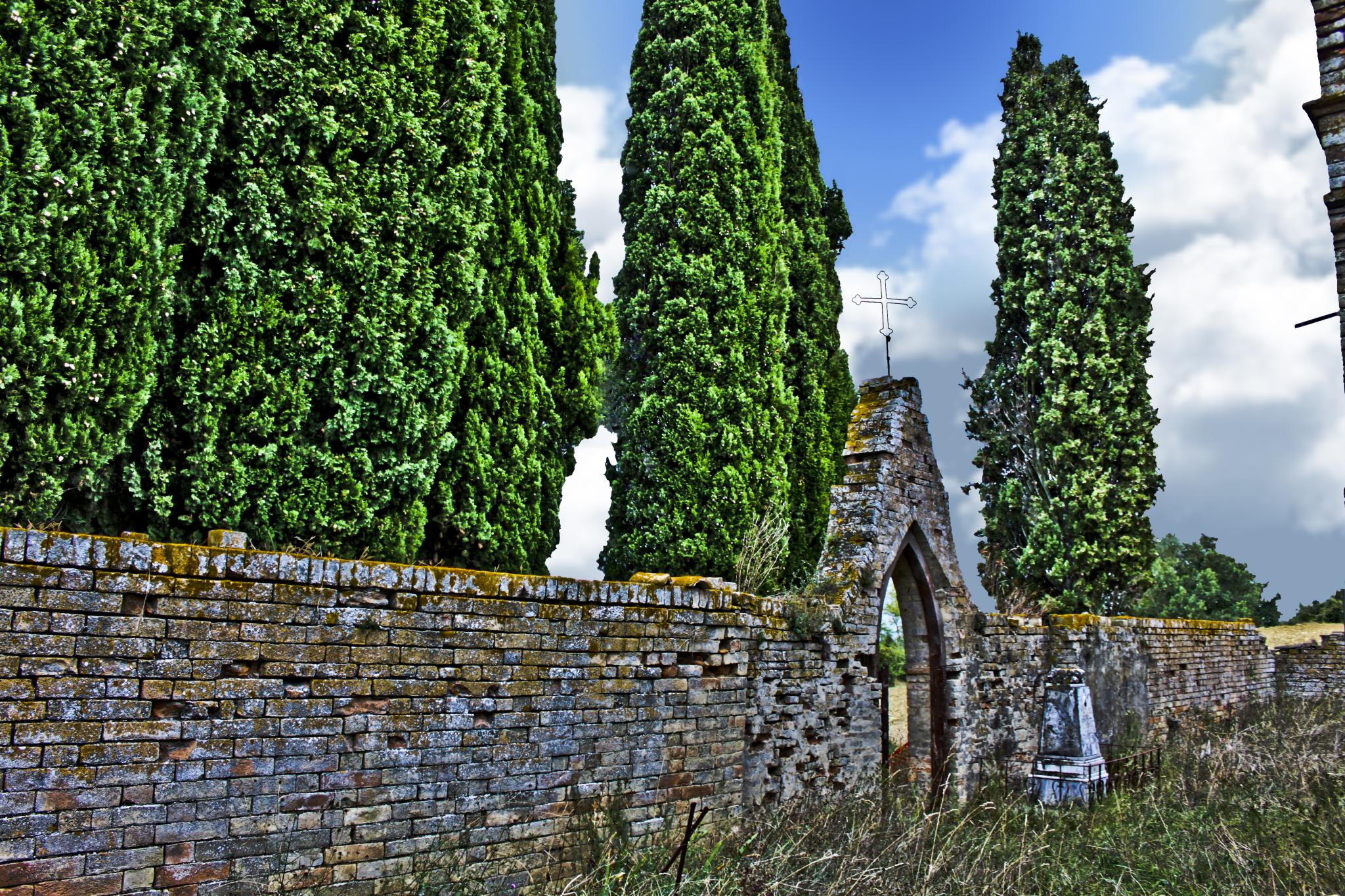
Carassai: Cimitero rurale di Rocca Monte Varmine
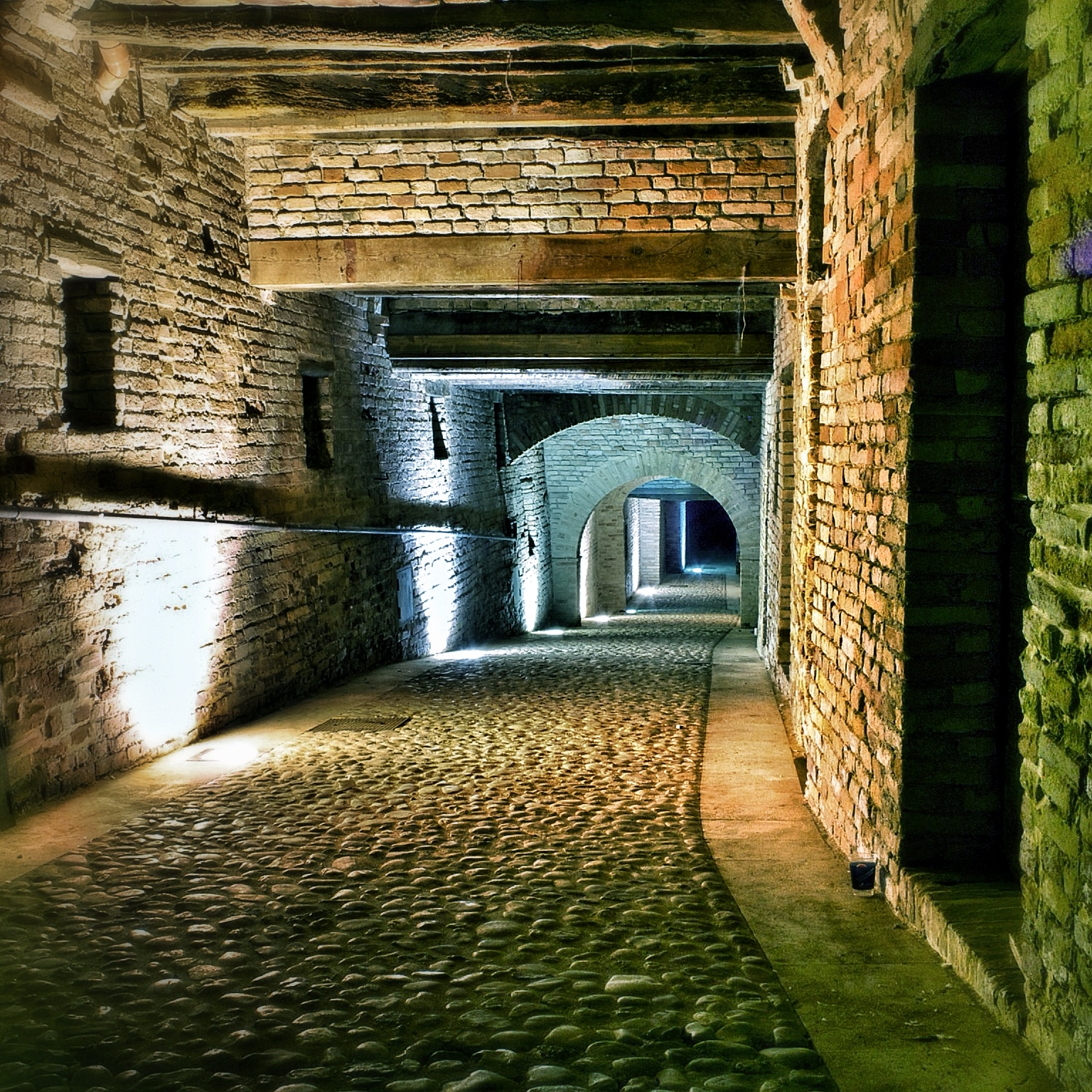
Camminamenti militari
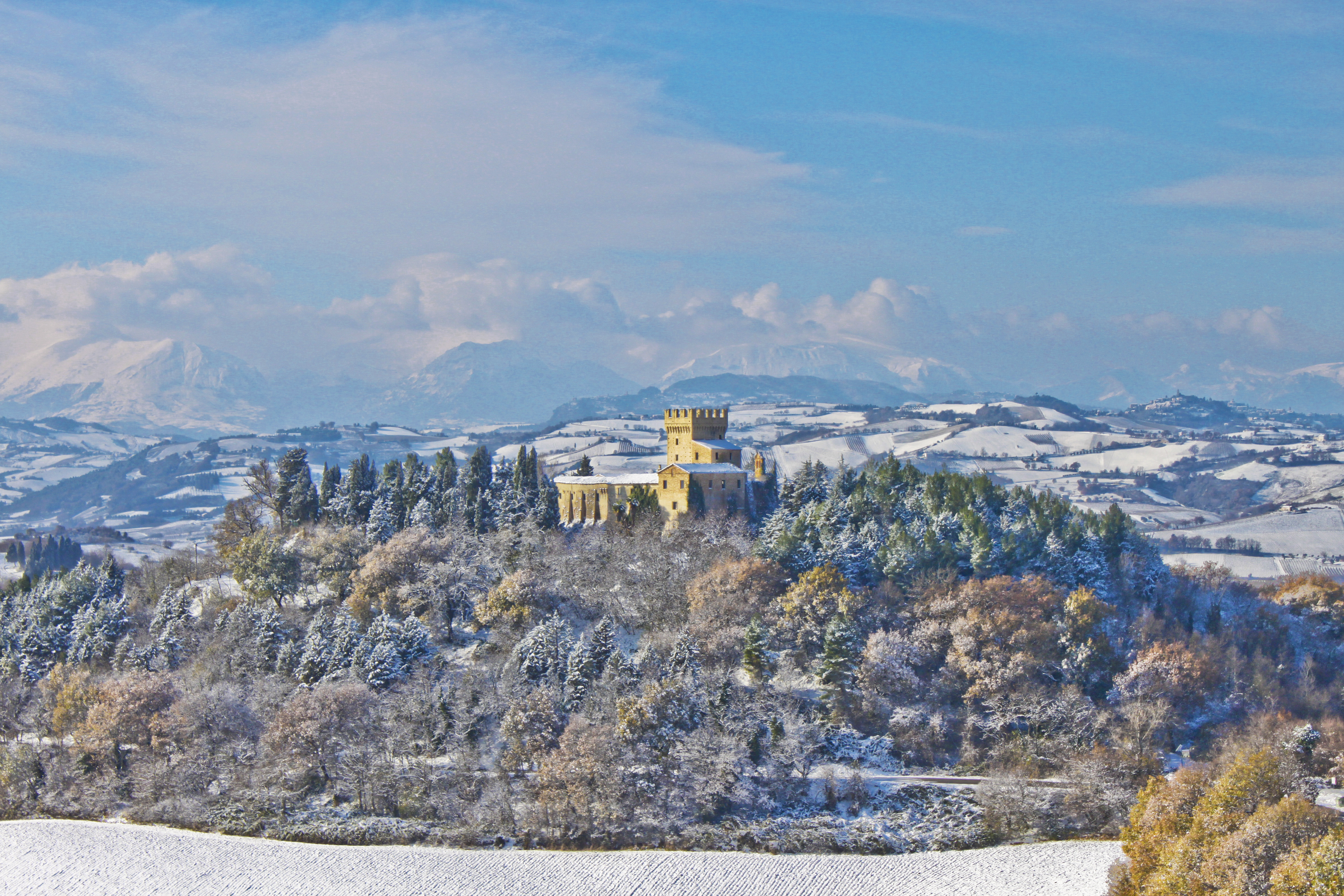
Rocca Montevarmine con i Monti Sibillini
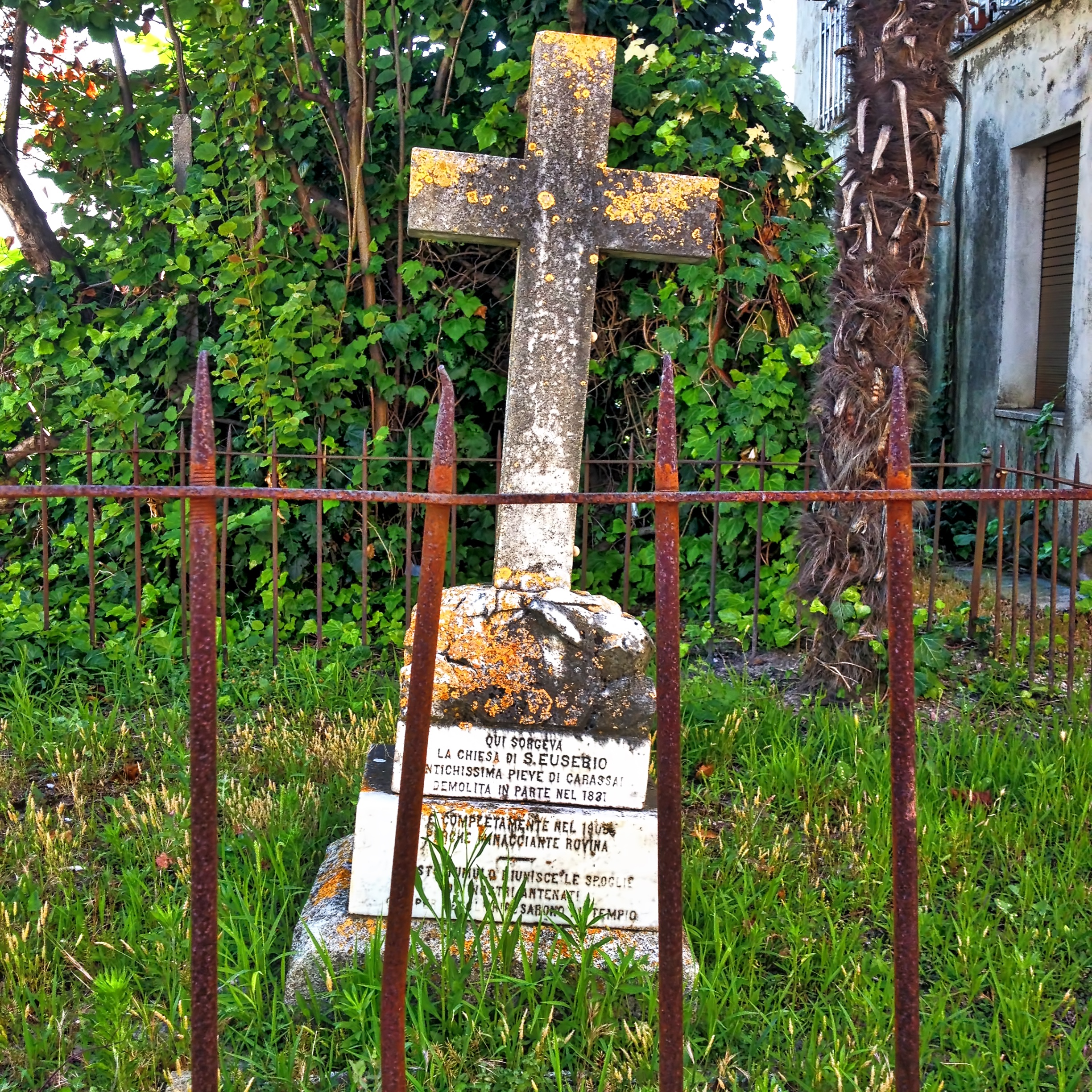
Carassai: Tomba di Boffo da Massa
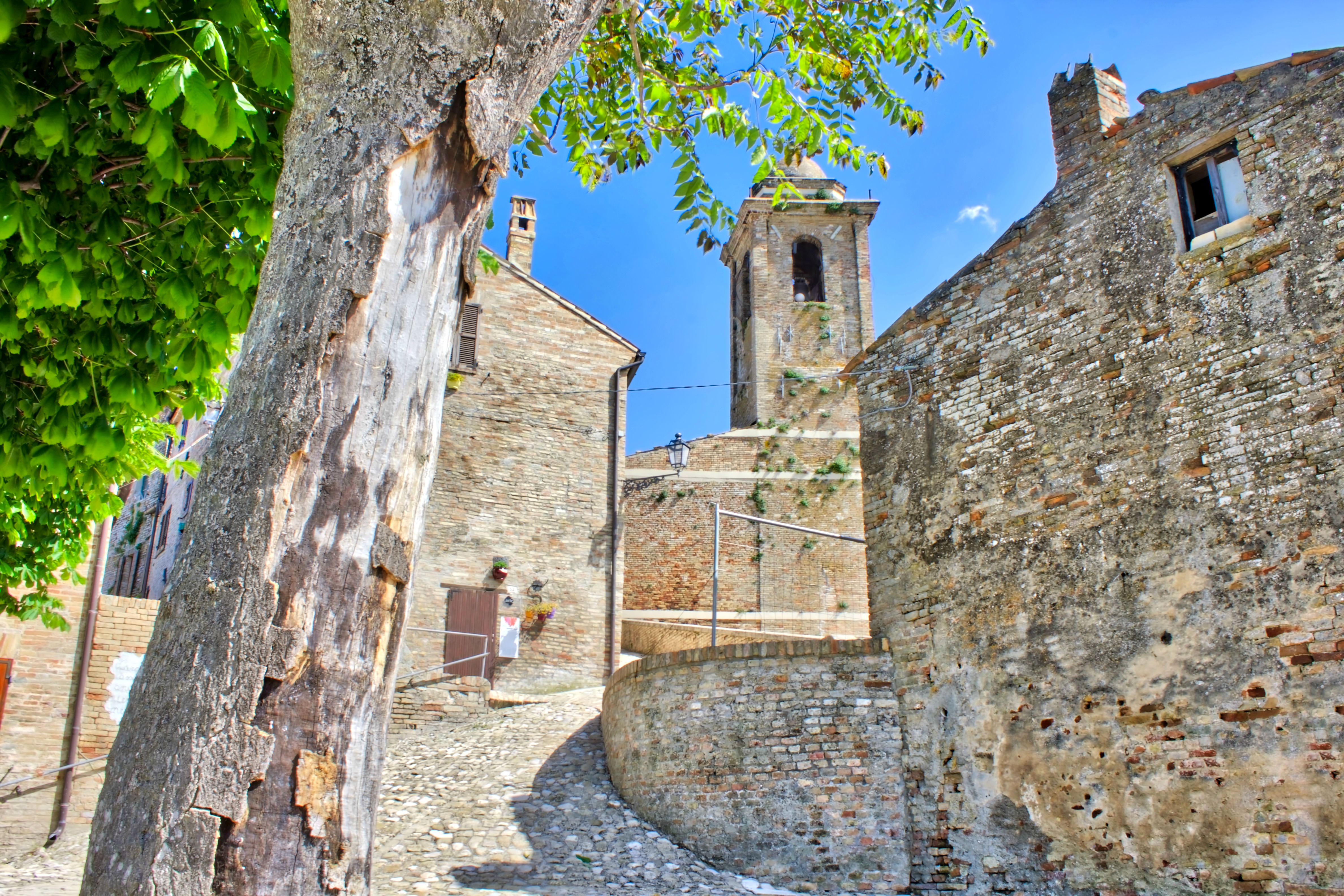
Castello Vecchio
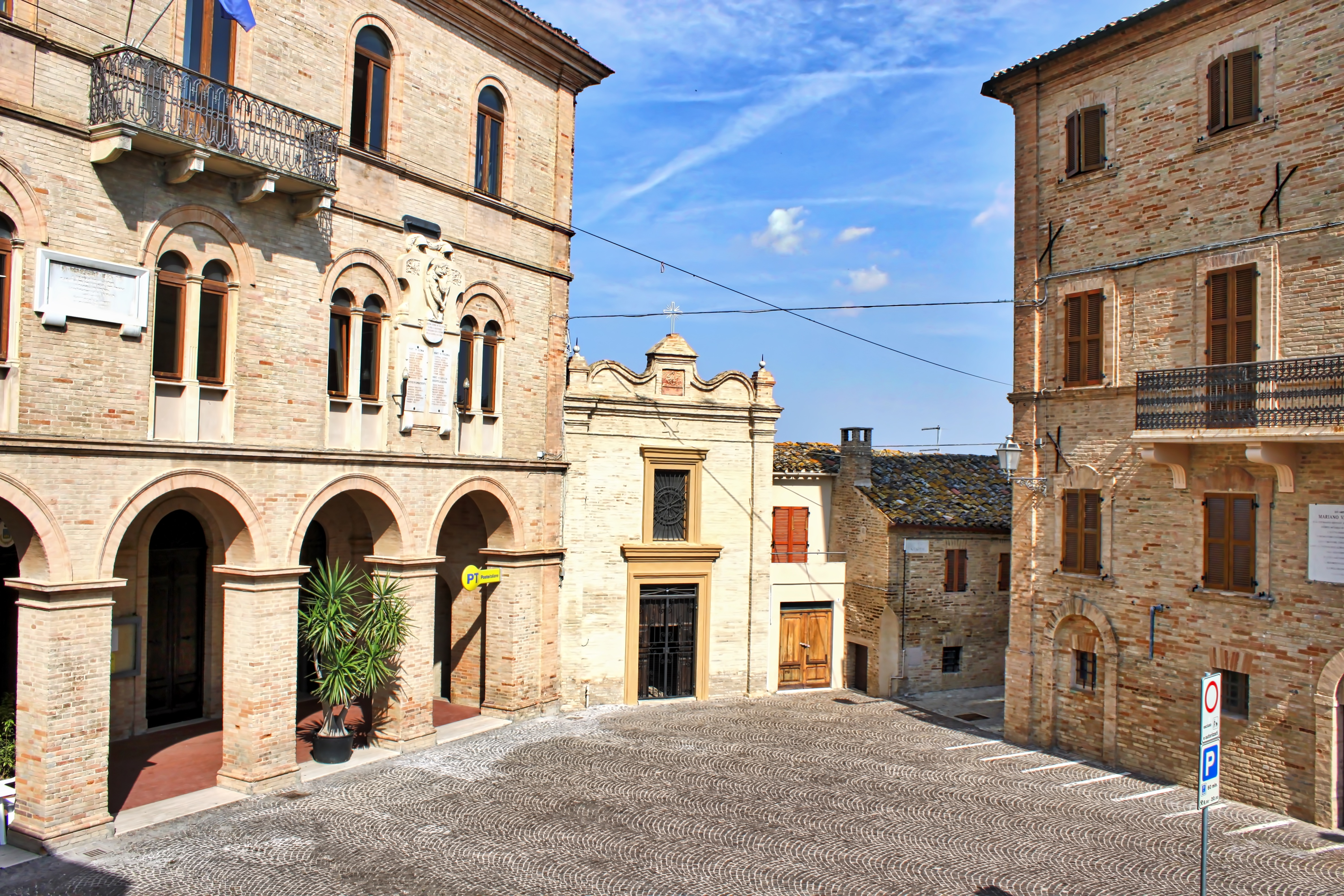
Oratorio di Santa Monica
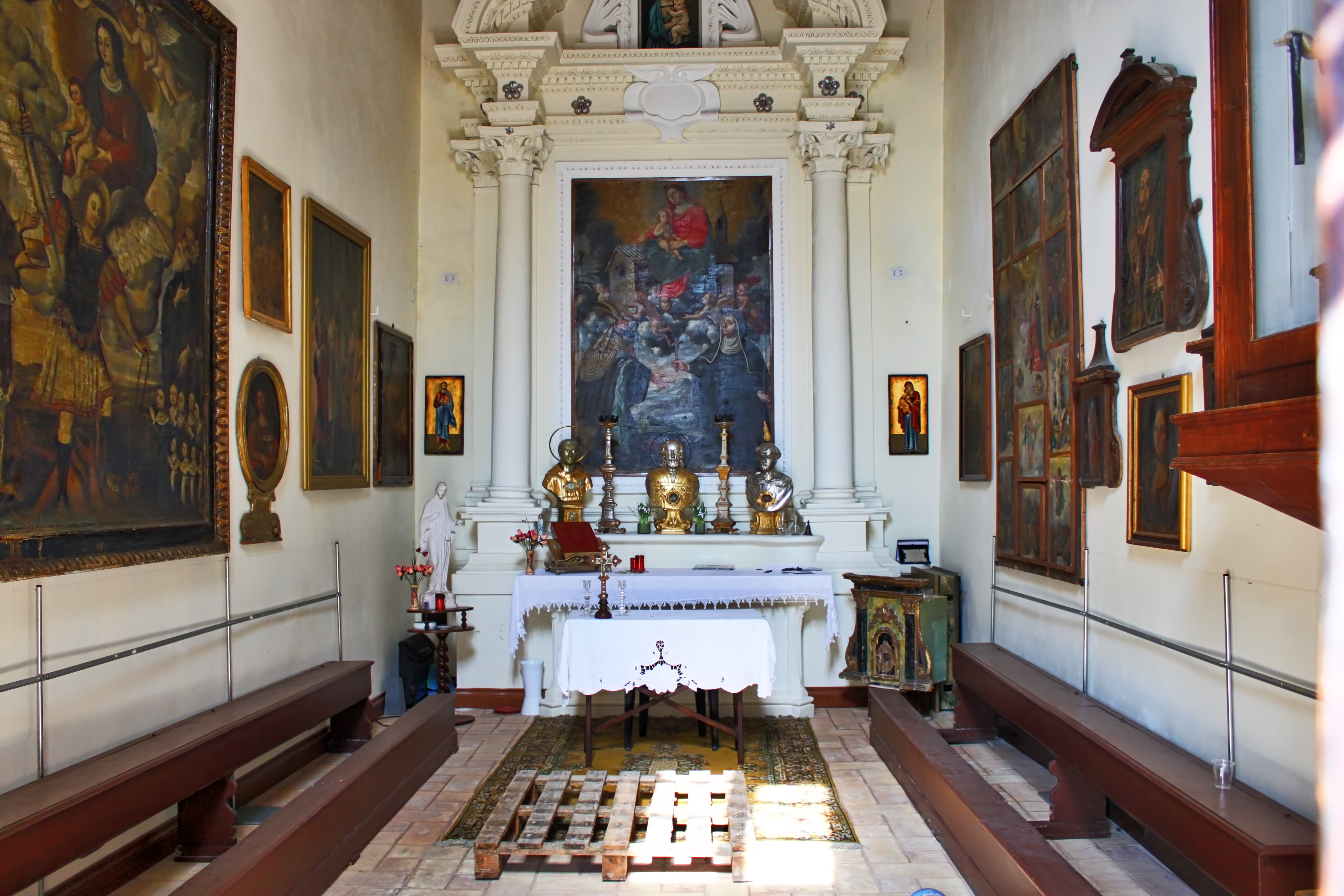
Interno dell'Oratorio di Santa Monica
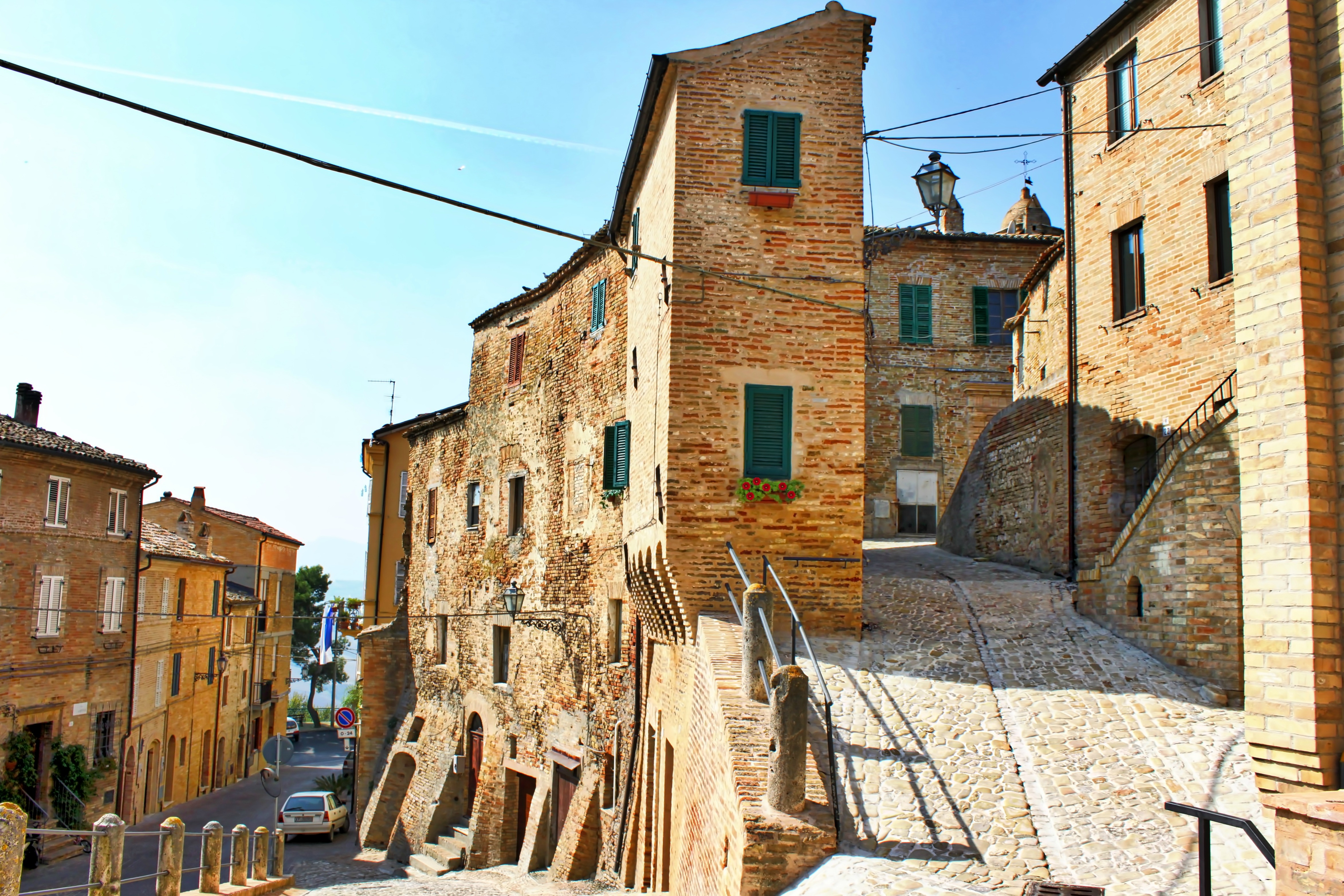
Castello Vecchio
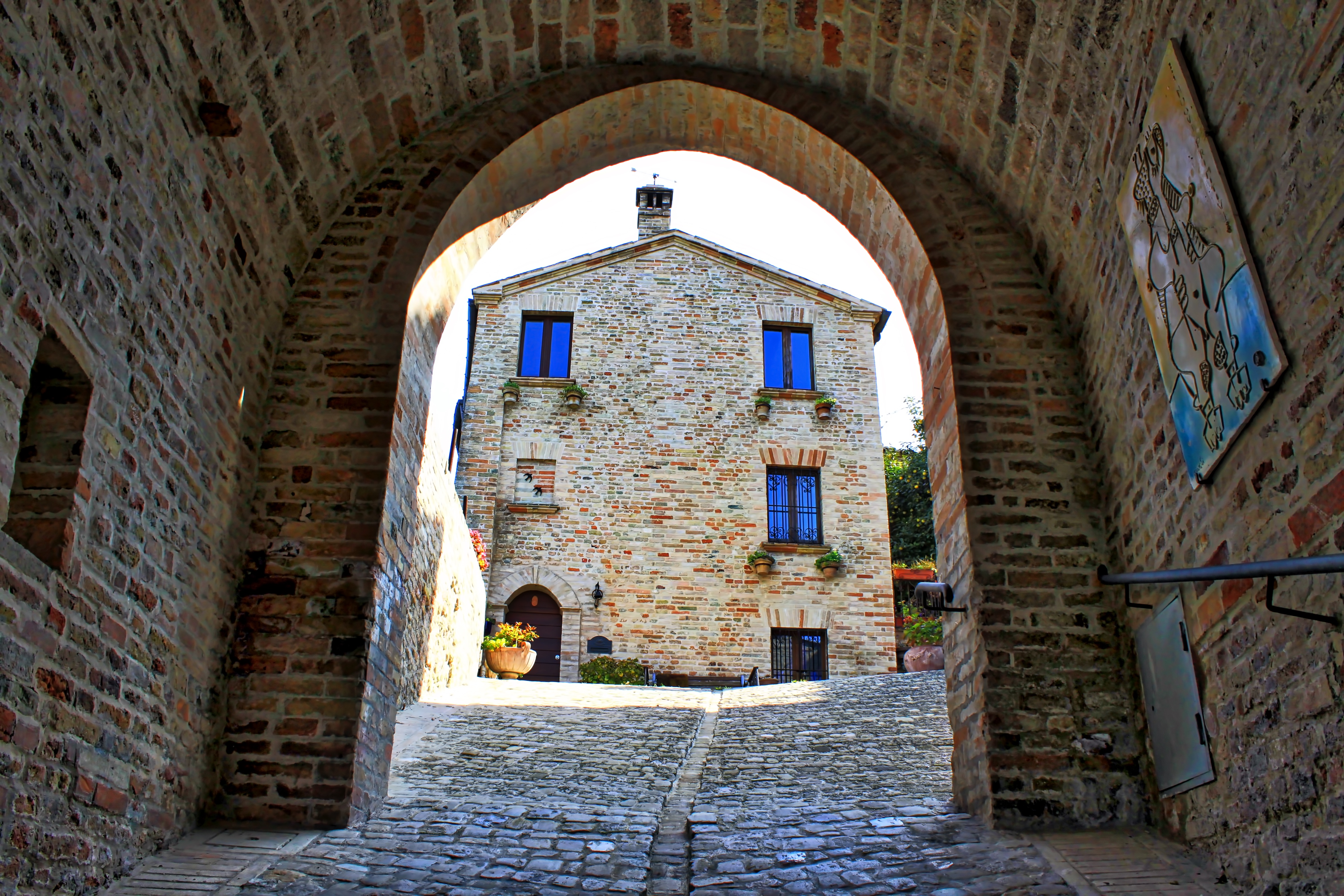
Porta da Bore
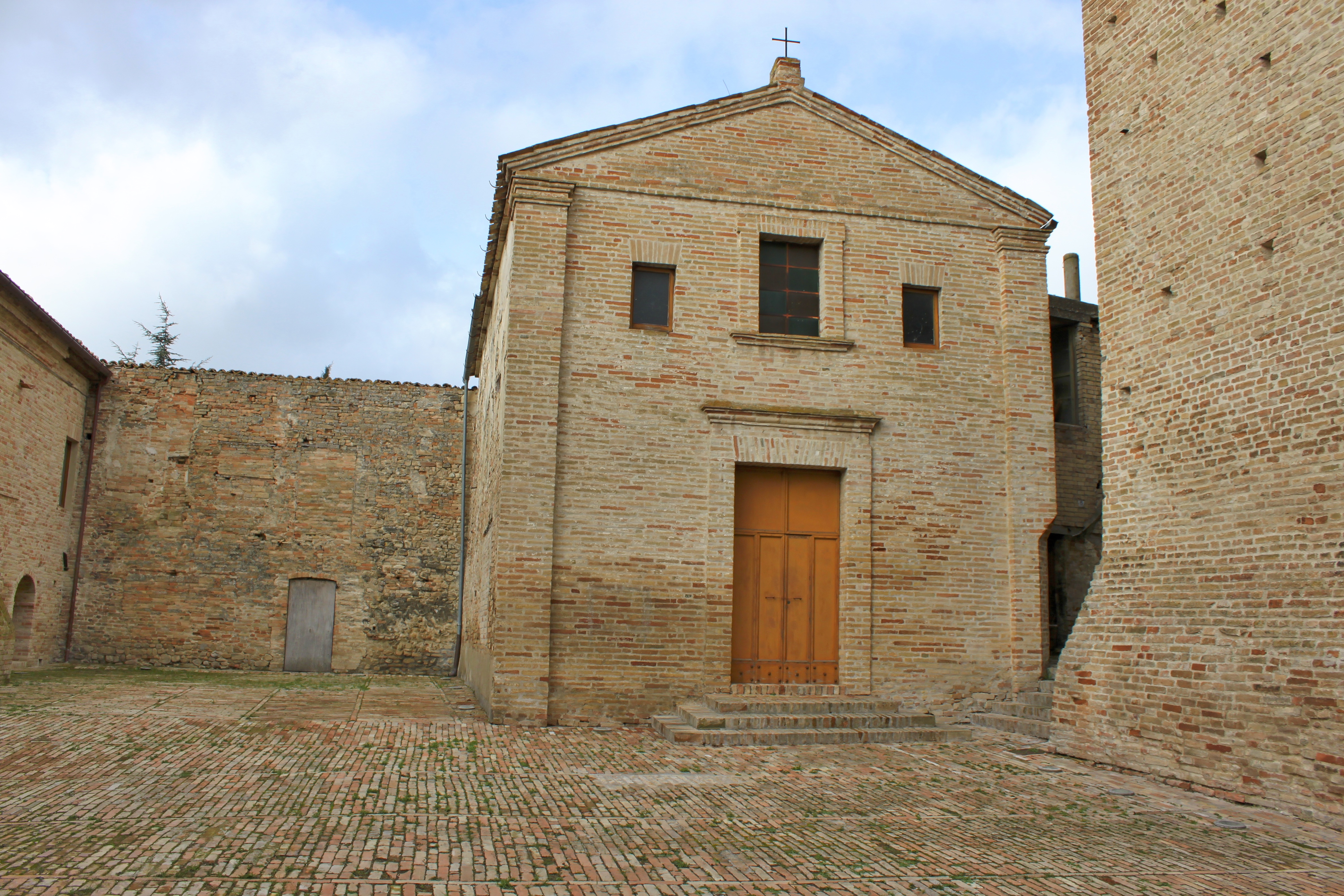
Chiesa di San Pietro di Rocca Montevarmine
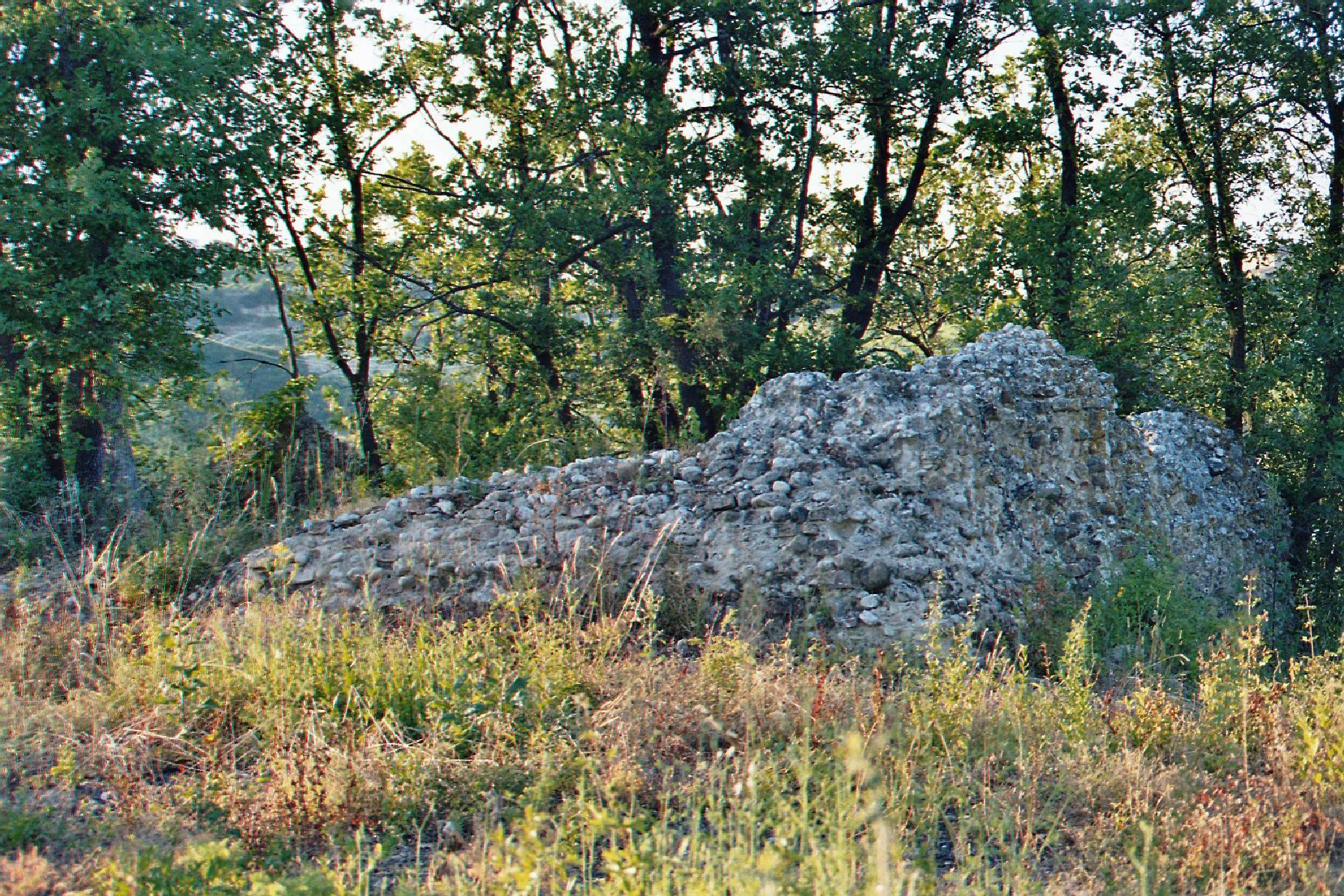
Ruderi della Castelletta
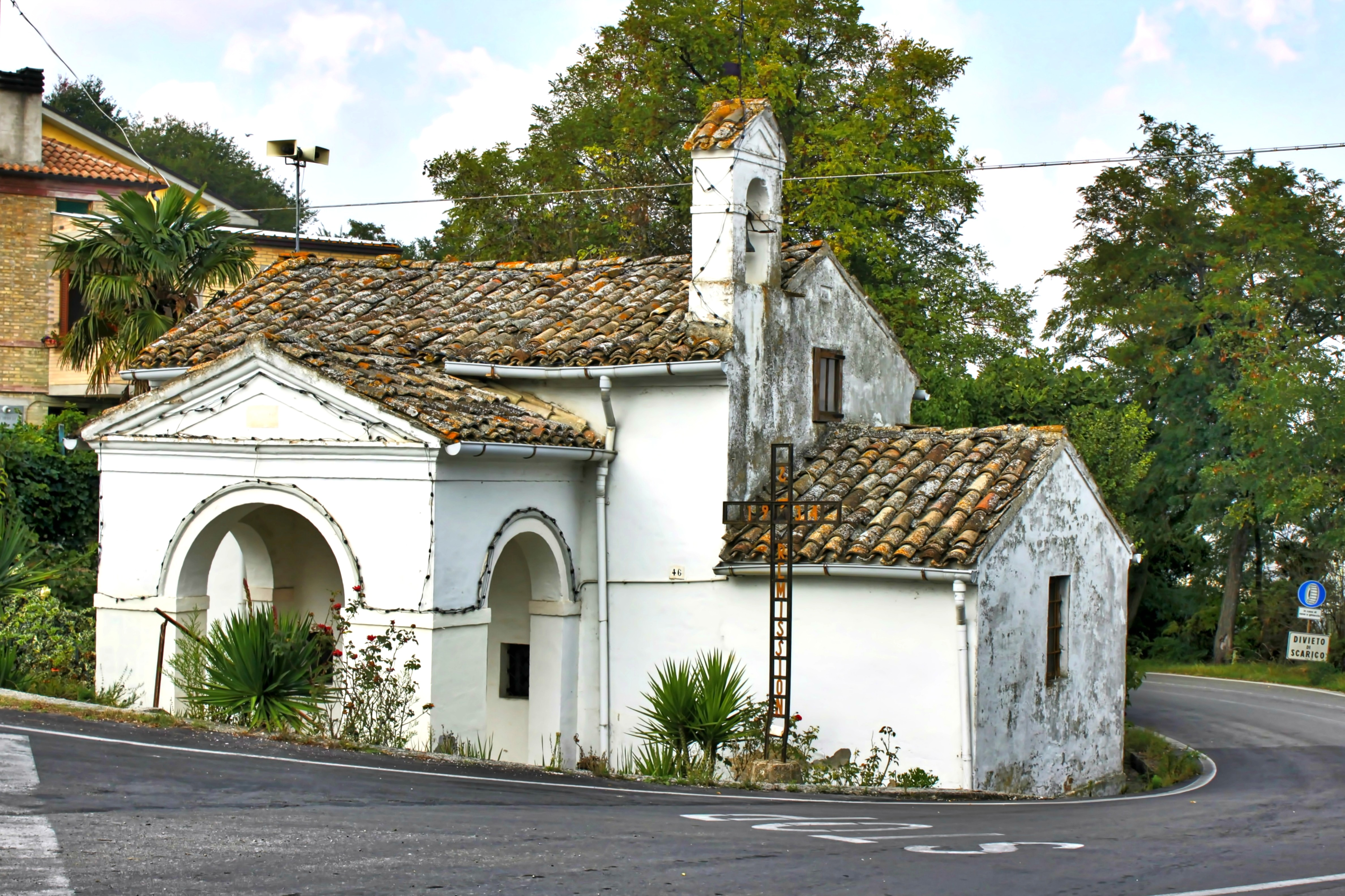
Chiesa di Santa Maria delle Grazie, "La Madonnetta"
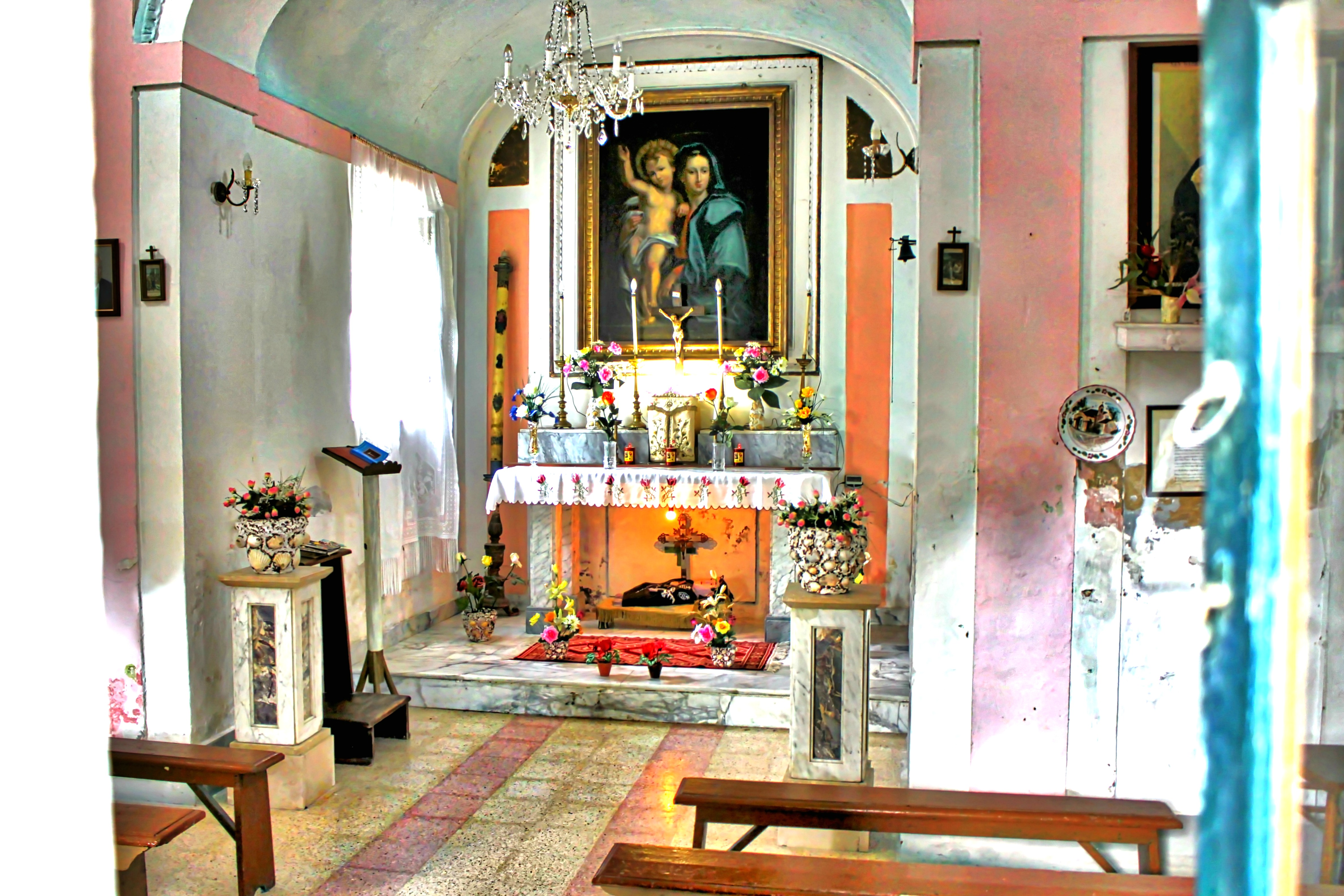
Interno della Madonnetta